# Afro-Brésiliens
Ne doit pas être confondu avec Agouda.
Le terme Afro-Brésiliens (en portugais Afro-Brasileiros ; prononciation API /ˈafɾu bɾɐziˈle(j)ɾuz/) désigne les habitants noirs du Brésil, lesquels sont généralement des descendants d’esclaves ou de marrons originaires d’Afrique subsaharienne. Ce terme n’est pas d’un usage très répandu au Brésil même, où constructions et classifications sociales reposent sur l’apparence plutôt que sur l’ascendance réelle ; les personnes présentant des traits africains visibles, en particulier une peau sombre, sont généralement nommés (y compris par eux-mêmes) negros ou, moins communément, pretos (mot portugais signifiant noir). Les membres d’un autre groupe de population, les pardos (gris, brun, en fait métis), sont susceptibles également de posséder une ascendance africaine, à des degrés divers. En fonction des circonstances (situation, lieu, etc.), ceux dont les traits africains sont plus patents seront souvent catalogués par les autres comme negros, et par conséquent tendront à s’identifier eux-mêmes comme tels, au contraire de ceux chez qui ces traits sont plus discrets. Il importe de noter du reste que les termes pardo et preto sont peu usités en dehors du domaine des recensements statistiques, et que la société brésilienne dispose d’une panoplie de mots pour caractériser les personnes d’origine raciale mixte,. Preto et pardo font partie des cinq catégories ethniques retenues par l’Institut brésilien de géographie et de statistiques (IBGE), au même titre que branco (blanc), amarelo (jaune, désignant les Est-Asiatiques) et indígena (amérindien).
Le concept d’Afro-Brésilien pose cependant d’autres difficultés encore : au-delà de la confusion sémantique (une multitude de termes différents sont en usage au Brésil), et même si l’on s’en tient aux seules catégories statistiques utilisées par l’IBGE, on constate qu’il n’y a pas de recoupement parfait ni entre l’autoqualification et la perception par autrui, ni entre l’apparence physique visible et l’ascendance objective, telle qu’établie par des études génétiques. En outre, le statut socio-économique d’une personne tend influencer la perception subjective qu’ont les autres de son appartenance ethnique, et une personne nantie p. ex. sera inconsciemment perçue comme plus blanche (par l’effet du phénomène historique dit branqueamento, ou blanchiment, observé dans les auto-classifications raciales). Dans l’histoire du Brésil, les classifications raciales et les constructions sociales y afférentes se basaient davantage sur l’apparence physique de la personne que sur sa filiation réelle.
Ainsi, subjectivement, lors du recensement effectué par l’IBGE en 2010, 7,6 % des Brésiliens ont-ils caractérisé leur couleur de peau ou leur race comme noire, 43,1 % comme brune (pardo) et 47,7 % comme blanche ; ou encore, selon une enquête de l’IBGE réalisée en 2008 dans les États d’Amazonas, de la Paraïba, de São Paulo, du Rio Grande do Sul, du Mato Grosso et dans le District fédéral, seules 11,8 % des personnes interrogées reconnaissaient avoir une ascendance africaine, tandis que 43,5 % indiquaient avoir une ancestralité européenne, 21,4 % une indigène, et que 31,3% déclaraient ne pas connaître leur ascendance. Invitées à qualifier de façon spontanée leur couleur ou leur race, 49 % des personnes interrogées se catégorisaient comme brancas (blanches), 21,7 % comme morenas (brunes, olivâtres), 13,6 % comme pardas (grises, brunes), 7,8 % comme negros, 1,5 % comme amarelas (jaunes), 1,4 % comme pretas (noires), 0,4 % comme indígena (indigènes), et 4,6 % enfin ont donné une réponse autre que les précédentes. D’autre part, lorsque l’option « afrodescendant » était présentée, 21,5 % des répondants s’identifiaient comme tel, et quand « negro » était un choix possible, 27,8 % se déterminaient pour celui-ci.
Des études génétiques et des analyses d’ADN ont permis d’établir que l’ascendance des Brésiliens est globalement à 62 % européenne, à 21 % africaine et à 17 % indigène. La région sud compte le plus haut taux d’ascendance européenne (77 %), tandis que la région nord-est figure comme celle où l’apport génétique africain est le plus élevé (27 %) et la région nord comme la région au plus fort apport indigène (32 %). Les indicateurs d’apparence physique, tels que la couleur de peau, des yeux et des cheveux, ont au Brésil relativement peu de rapport avec l’ascendance, les études génétiques ayant en effet mis au jour que chez seulement 53 % des individus leur ascendance africaine était visible dans le phénotype. Le peuple brésilien apparaît donc comme réellement le résultat d’une fusion entre Européens, Africains et Amérindiens.
Les afro-brésiliens sont des Afro-Latins, en majorité descendants d’esclaves amenés d’Afrique (Afrique de l’Ouest, mais surtout Afrique centrale) au Brésil du XVIIe siècle jusqu’en 1850, année de l’interdiction de la traite. À leur arrivée, les esclaves furent répartis dans les différentes zones du Brésil, avec une prédominance de Bantous dans la province de Rio de Janeiro, et d’Ouest-Africains dans la Bahia et le nord-est du Brésil. Dans la première moitié du XIXe siècle, à l’apogée du trafic d’esclaves en direction du Brésil, les esclaves d’Afrique de l’Ouest (golfe du Bénin) allaient en majorité à Salvador, pour pourvoir en main-d’œuvre les grands domaines sucriers, pendant que ceux du centre-ouest africain (actuels Congo et Angola) et d’Afrique orientale étaient principalement destinés à la caféiculture dans la région de Rio de Janeiro, ou étaient redirigés vers le Minas Gerais pour y travailler dans les mines d’or.
Les données sociologiques et les indicateurs économiques ont battu en brèche le mythe de la « démocratie raciale » ou de l’« harmonie raciale » brésilienne. De même, le postulat qui sous-tend ce mythe, l’absence historique de racisme chez les Portugais, a été réfuté par les historiens. En réalité, le Brésil est l'un des pays les plus inégalitaires au monde et les Afro-brésiliens en sont en grande partie les victimes. D'après les chiffres de l’IBGS pour 2017, on retrouve 74 % de noirs ou métis parmi les 10 % les plus pauvres. Dans les favelas, la population noire ou métisse est de 77 %. La population noire, longtemps marginalisée, bénéficie des politiques officielles de redistribution sociale et de revalorisation culturelle menées en particulier par les présidents Lula da Silva et Dilma Rousseff.
Le commerce triangulaire eut pour effet d’introduire les cultures africaines au Brésil, où elles subirent à leur tour l’influence des cultures européenne et (dans une moindre mesure) amérindienne, de sorte qu’en règle générale les éléments d’origine africaine présents dans la culture brésilienne s’y trouvent aujourd’hui mélangés à d’autres matériaux culturels. Des traces marquantes des cultures africaines sont perceptibles dans différents secteurs de la culture brésilienne, principalement dans la musique populaire, la religion, la gastronomie, le folklore et les festivités populaires. Les États du Maranhão, du Pernambouc, d’Alagoas, de la Bahia, de Minas Gerais, d’Espírito Santo, de Rio de Janeiro, de São Paulo et du Rio Grande do Sul ont été les plus influencés par ces cultures d’origine africaine, tant en raison du nombre d’esclaves accueillis à l’époque de la traite que par suite de la migration intérieure des esclaves consécutive à la fin du cycle de la canne à sucre dans le Nordeste. Bien que traditionnellement dévalorisés à l’époque coloniale et au XIXe siècle, les différents ingrédients d’origine africaine présents dans la culture brésilienne ont bénéficié d’un processus de revalorisation à partir du XXe siècle, qui s’est poursuivi jusqu’à nos jours.

## Le concept d’Afro-Brésilien
L’anthropologue Darcy Ribeiro considérait la composante noire et mulâtre comme « la plus brésilienne des composantes de notre peuple », dès l’instant que, désafricanisée par l’esclavage et n’étant ni indigène ni blanc d’Empire, il ne lui restait plus qu’à assumer une identité pleinement brésilienne. Ceci ne signifie pas que noirs et mulâtres se soient intégrés dans la société brésilienne sans stigmatisation aucune ; au contraire, beaucoup de Brésiliens ont honte de leurs origines noires, soit que le fait de descendre d’esclaves renvoie à un passé d’humiliations et de souffrances qu’il serait préférable d’oublier, soit que les stéréotypes négatifs construits autour de la négritude aient associé celle-ci à des tares sociales telles que la pauvreté et la délinquance,,.

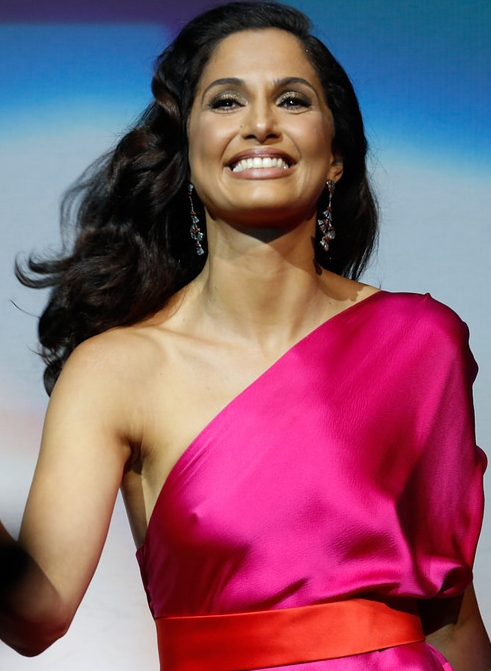
Si l’actrice Camila Pitanga s’est autodéclarée noire, 27% seulement des Brésiliens la considèrent comme telle, selon l’enquête de l’institut de sondage Datafolha.

En effet, s’assumer comme noir au Brésil a toujours été fort difficile, eu égard au fonds idéologique anti-noir qui, historiquement, a été élaboré dans ce pays, où aujourd’hui encore prévaut l’idéologie du branqueamento (blanchiment) et où des normes blanco-européennes règnent dans le domaine esthétique, moral et culturel. Il en résulte qu’au Brésil, seules les personnes à peau noir foncé sont considérées comme noires, le mulâtre passant déjà pour brun (pardo, mot qui en réalité a le sens de gris) et donc pour mi-blanc et qui, pour peu qu’il présente une peau un peu plus claire, est bientôt vu comme blanc à part entière. Dans le passé, il était rare de voir un mulâtre préférer pencher, partant de sa double nature, vers son côté noir, car, face à la masse des noirs plongés dans la misère, il n’avait garde d’être confondus avec eux.
Ces dernières années[Quand ?] cependant de plus en plus de Brésiliens s’assument comme Noirs, par suite de la réussite notamment des Noirs américains, perçue par les Brésiliens comme une « victoire de la race », puis, principalement, de l’ascension sociale d’une portion de la population afrodescendante brésilienne qui, ayant eu accès à l’instruction et ayant connu de meilleures chances professionnelles, a cessé d’avoir honte de sa couleur de peau.

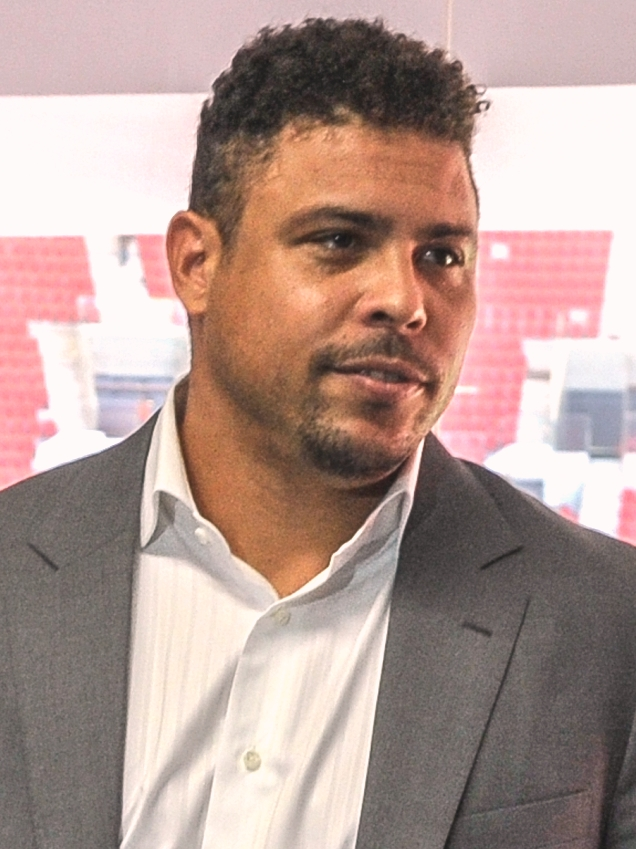
Le footballeur Ronaldo s’est autodéclaré blanc, cependant que 64 % des Brésiliens le considèrent noir ou brun, selon l’enquête de l’institut de sondage Datafolha.

La race est avant tout un concept social, politique et idéologique, compte tenu qu’il est difficile de lui assigner une base biologique incontestable, et donc malaisé de subdiviser biologiquement les êtres humains en races bien distinctes. Dans un pays profondément mélangé comme le Brésil, il n’est pas facile de définir qui est noir, attendu que nombre de Brésiliens, blancs en apparence, sont néanmoins partiellement des descendants d’Africains, de même que nombre de Noirs ont des ascendances européennes. S’y ajoute un grand nombre de bruns (pardos), dont la classification raciale n’est pas univoque. L’actrice Camila Pitanga se déclare elle-même noire, mais selon une enquête de l’institut de sondage Datafolha, seulement 27 % des personnes interrogées la considèrent ainsi, 36 % affirmant qu’elle est brune (parda). Pour sa part, le joueur de football Ronaldo déclara dans un entretien qu’il se considérait blanc, pourtant, d’après l’enquête susmentionnée, 64 % des Brésiliens le classent comme noir ou brun, et seuls 23 % comme blanc. L’ancien président Luiz Inácio Lula da Silva a été étiqueté brun par 42 % des personnes interrogées, tandis que l’ex-président Fernando Henrique Cardoso, qui s’était autoqualifié de « mulatinho » (diminutif de mulato, mulâtreau), a été catégorisé blanc par 70 % des répondants, comme brun par 17 % et comme noir par 1 %. L’actrice Taís Araújo, autodéclarée noire, est cataloguée comme telle par seulement 54 %.
Pour le mouvement noir brésilien est à considérer comme noire toute personne ayant cette « apparence ». Selon l’anthropologue Kabengele Munanga, de l’USP, la question reste certes problématique, mais c’est néanmoins, à ses yeux, l’autoclassification qui devrait ici prévaloir. Ainsi, si une personne, blanche d’apparence, se déclare noire et pose sa candidature pour un emploi à quotas raciaux, il y a lieu de respecter sa décision.
En 2007, un cas controversé attira l’attention des médias brésiliens : deux frères, jumeaux identiques, participèrent à l’examen d’entrée de l’université de Brasilia, épreuve régie par le système des quotas. Dans cette université se réunissait un comité qui, après examen d’une photographie des candidats, déterminait qui était noir ou non. Après analyse des photos par ledit comité, l’un des jumeaux fut catégorisé noir, l’autre non.
Le sociologue Demétrio Magnoli estime dangereuse l’instauration de « tribunaux raciaux » au Brésil, qui risquerait selon lui de rapprocher le pays des nations racialistes et paranoïaques du XXe siècle. En 1933, l’Allemagne nazie définissait comme juif toute personne ayant au moins un quart de « sang juif » (ce qui équivaut à avoir un grand-parent juif), encore que Hitler lui-même ait en 1935 assoupli la règle. Aux États-Unis, sous les lois Jim Crow, était cataloguée noire toute personne ayant ne serait-ce qu’une seule goutte de sang africain (one-drop rule ou règle de l'unique goutte de sang), même s’il n’y paraissait pas. En Afrique du Sud, sous le régime de l’Apartheid, lorsqu’il y avait un doute quant à la négritude de la personne, l’on avait recours à l’« épreuve du peigne » : si le peigne s’accrochait aux cheveux, la personne était noire, dans le cas contraire, si le peigne glissait à terre, elle était blanche.
Lors du recensement de l’Institut brésilien de géographie et de statistiques (IBGE) de 2010, 7,6 % des Brésiliens identifiaient leur couleur de peau ou leur race comme noire, 43,1 % comme brune (pardo) et 47,7 % comme blanche. Ces données sont toutefois à analyser avec précaution, compte tenu de la tendance historique au branqueamento que l’on observe dans les auto-classifications raciales dans ce pays,. Pour des raisons d’ordre statistique, l’IBGE classe comme population noire les noirs et bruns tout ensemble, encore que cette méthodologie ait été contestée par d’aucuns, au motif que la majorité des bruns sont des métis, qui ne s’identifient ni comme noirs, ni comme blancs, mais comme un groupe à part. De surcroît, beaucoup de bruns ne sont pas descendants d’Africains, mais d’Amérindiens, principalement dans les États du nord.
L’État brésilien, qui dans son histoire a plusieurs fois adopté des positions clairement racistes — notamment à la fin du XIXe siècle, lorsqu’il interdit l’entrée d’immigrants africains et asiatiques dans le pays, alors que dans le même temps il encourageait l’afflux d’immigrants européens, —, s’est par la suite amendé et a pris un ensemble de mesures politiques visant à améliorer les conditions de vie de sa population noire, tant du point de vue socio-économique qu’au regard des représentations, mesures parmi lesquelles il convient de mentionner la loi no 10.639 de 2003 rendant obligatoire l’enseignement de l’histoire de l’Afrique et de la culture afro-brésilienne dans les écoles, la loi no 12.288 de 2010 instaurant le statut de l’égalité raciale (en portugais Estatuto da Igualdade Racial), la loi no 12.519 de 2011 instituant un Jour de la conscience noire, la loi no 12.711 de 2012 prescrivant une réserve de quotas raciaux dans l’enseignement supérieur, et la loi no 12.990 de 2014 prescrivant également une réserve de quotas pour les noirs dans les concours publics.

## Histoire

### La traite transatlantique

Principales régions d’origine des esclaves dans le commerce triangulaire entre les XVe et XIXe siècles.

Aucun continent n’a été autant frappé par la traite d’esclaves que l’Afrique. Le dernier en date et le plus vaste système esclavagiste de l’histoire universelle fut le trafic d’Africains en direction des Amériques. La quasi-totalité des nations d’Europe occidentale se sont engagées dans ce commerce hautement lucratif, quoique le Portugal, les Pays-Bas, l’Angleterre et la France y aient été plus particulièrement impliqués. Avec l’arrivée des Européens sur le continent africain au XVIe siècle, la traite d’esclaves, intense depuis déjà plusieurs siècles, s’intensifia davantage encore. En échange de marchandises et d’argent offerts par les commerçants européens, plusieurs peuples africains vendirent aux trafiquants des personnes appartenant à des tribus voisines,.
Le stimulus économique que représentait le commerce des esclaves fit surgir en Afrique plusieurs États centralisés dont l’économie était fortement dépendante de la traite esclavagiste, tels que le Dahomey et l’Empire ashanti. Dans ce processus, commerçants européens et élites africaines tiraient profit de la traite de millions d’Africains. De façon générale, huit moyens étaient à la disposition des esclavagistes, :
- Capture lors de guerres ;
- Rapt ;
- Paiement de tributs et impôts ;
- Endettement ;
- Châtiment de crimes ;
- Abandon ou vente d’enfants ;
- Auto-esclavage ;
- Naissance.

La plupart des Africains se retrouvaient dans les Amériques après avoir été victimes de rapt, c’est-à-dire avoir fait l’objet d’incursions et de razzias opérées dans le seul but de faire des captifs pour les vendre,. La majorité des enlèvements s’accomplissait par le truchement d’intermédiaires africains, qui pénétraient dans les tribus voisines et vendaient leurs prises aux Européens, encore que dans bon nombre de cas les rapts étaient été exécutés par les Portugais eux-mêmes. Le deuxième mode le plus fréquent de mise en esclavage consistait en captures de guerre ; les prisonniers de guerre étaient réduits en esclavage par la tribu victorieuse et destinés aux Amériques. Rapt et capture de guerre ne doivent pas être confondus, étant donné que dans le premier cas telle population était attaquée dans le seul but d’obtenir des captifs et que dans le second elle était réduite en esclavage dans le sillage d’une défaite militaire. L’historien Orlando Patterson estime que sur les 1,6 million d’Africains transportés vers le Nouveau Monde avant la fin du XVIIe siècle, 60 % ont pu représenter des prisonniers de guerre, tandis que moins d’un tiers avaient été victimes d’enlèvement ; à l’inverse, des 7,4 millions de Noirs expédiés entre 1701 et 1810, 70 % avaient été enlevés et 20 % provenaient de tribus vaincues militairement.
| Destination                                    | Pourcentage |
| ---------------------------------------------- | ----------- |
| Amérique portugaise                            | 38,5%       |
| Amérique britannique (sans l’Amérique du Nord) | 18,4%       |
| Amérique espagnole                             | 17,5%       |
| Amérique française                             | 13,6%       |
| Amérique du Nord anglaise                      | 6,45%       |
| Amérique anglaise                              | 3,25%       |
| Antilles hollandaises                          | 2,0%        |
| Antilles danoises                              | 0,3%        |

### Explorateurs ibériques et première phase de l’esclavage dans les Amériques
Les premiers explorateurs espagnols et portugais dans les Amériques mirent d’abord en esclavage les populations amérindiennes. Parfois, la force de travail leur était rendue disponible à travers les systèmes existants d’impôts et de tributs des États amérindiens tombés sous la coupe des envahisseurs européens, par simple remplacement des administrateurs locaux par leurs homologues européens ; dans d’autres cas, les États amérindiens fournissaient la main-d’œuvre directement. Dans le cas portugais, la faiblesse des systèmes politiques des communautés Tupi-Guarani que les Portugais avaient soumis sur le littoral brésilien, et l’inexpérience de ces Amérindiens en matière de labeur agricole systématique, les rendait faciles à exploiter à travers des arrangements de travail non-coercitifs. Cependant, plusieurs facteurs empêchaient le système d’esclavagisme amérindien de devenir un mode de fonctionnement durable au Brésil, notamment le fait que les populations indigènes étaient peu nombreuses ou insufissamment accessibles pour satisfaire tous les besoins des colons en forces de travail. Dans bon nombre de cas, l’exposition aux maladies européennes provoquait une forte mortalité parmi la population amérindienne et par là une pénurie de main-d’œuvre indigène. Les historiens estiment à environ 30 000 le nombre d’Amérindiens morts d’une épidémie de variole dans la décennie 1560 sous domination portugaise. Les conquérants ibériques étant par ailleurs impuissants à attirer de leur propre pays vers les colonies un nombre suffisant de colons, ils commencèrent à partir de 1570 à importer de manière croissante des esclaves d’Afrique au titre de main-d’œuvre primaire,.

### Raisons de la prédilection des esclavagistes pour les Africains
En fait, il eût été nettement meilleur marché pour les Européens d’obtenir des esclaves en Europe même, que d’envoyer des navires vers les côtes africaines dans le but d’y capturer de la main-d’œuvre. Cependant, dans les populations européennes, le groupe des individus entrant en ligne de compte pour une mise en esclavage était beaucoup plus restreint que chez les Africains. L’expansion outremer avait mis les Européens en contact avec des peuples « qui différaient d’eux, culturellement et physiquement, plus fortement que tout autre peuple avec lequel ils avaient interagi pendant le millénaire précédent ». En Europe même, l’hypothèse de mettre en esclavage d’autres Européens ne fut pas envisagée, tandis que dans le même temps, il y avait en Afrique des groupes d’Africains disposés à vendre d’autres Africains destinés à l’esclavage. Ainsi, la principale cause de la traite massive d’Africains fut « une discordance entre les conceptions africaines et européennes quant à la prise en compte de tel ou tel pour la mise en esclavage, conceptions à l’origine desquelles se trouvent la culture et les normes sociales, non clairement liées à l’économie ». Selon l’historien David Eltis, « l’Afrique était une masse continentale beaucoup plus vaste, abritant une diversité de populations humaines plus grande que ce qui pouvait se trouver sur tout autre territoire de taille comparable dans le monde. Il n’est donc pas étonnant que les Africains n’aient pas éprouvé de sentiment continental d’appartenance — c’est-à-dire [ne se soient pas vus] comme peuples ne pouvant pas se réduire mutuellement en esclavage ».
Concomitamment, sur le continent américain, les peuples amérindiens périssaient par milliers et le nombre de colons européens disposés à traverser l’Atlantique était fort réduit. Aussi les colonisateurs allèrent-ils chercher en Afrique la main-d’œuvre nécessaire au développement des colonies.

### L’esclavage au Brésil

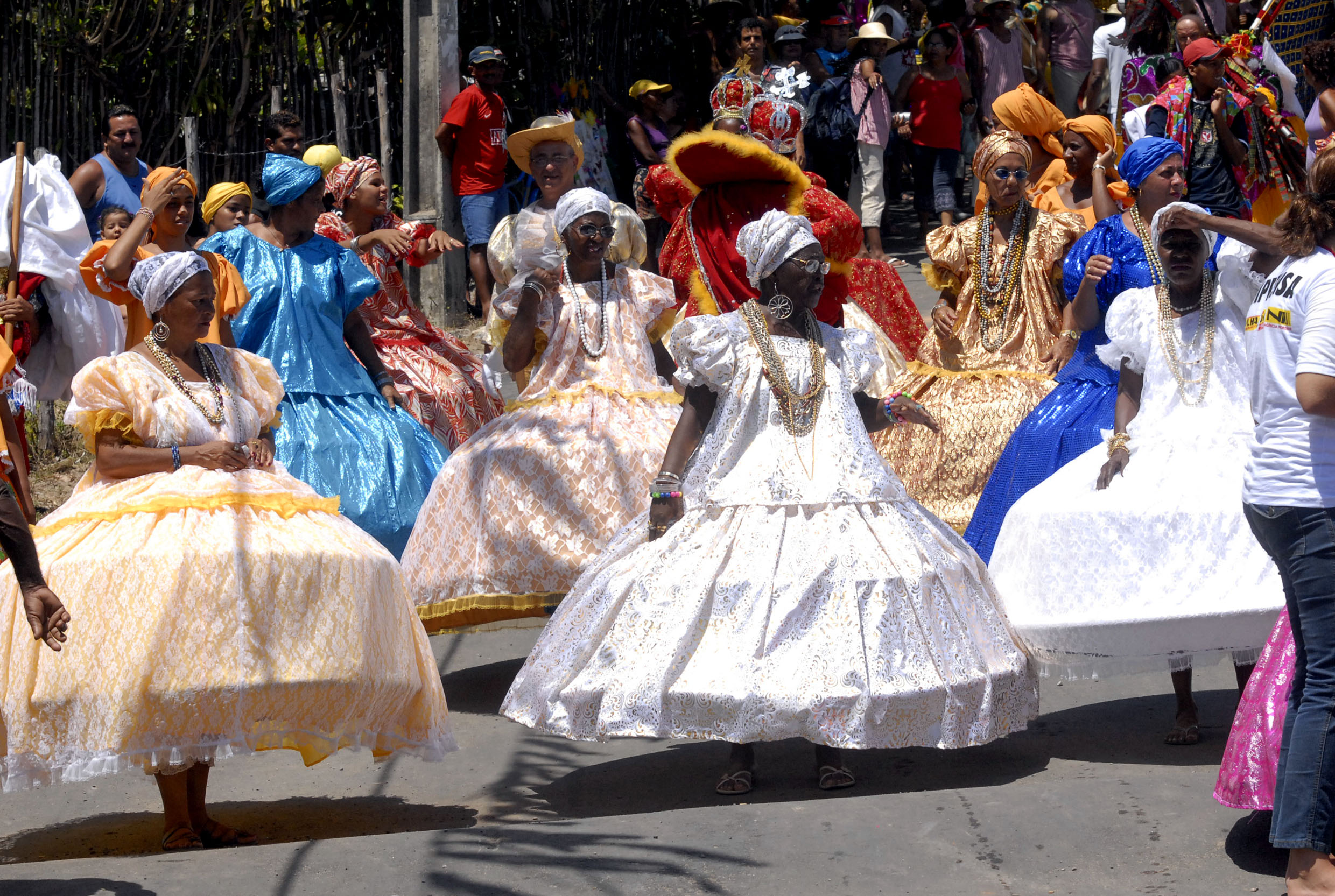
Dans le Pernambouc apparurent la première fête populaire et le premier rythme afro-brésiliens : la Congada et le Maracatu. Sur la photo, cortège de Maracatu Nação à Recife,.

Le Brésil accueillit environ 38 % de tous les esclaves africains emmenés en Amérique. Les estimations du nombre total d’Africains subsahariens arrivés au Brésil sont assez divergentes : certaines font état de trois millions de personnes, d’autres de quatre millions. Selon une autre estimation, les noirs africains embarqués entre 1501 et 1866 à destination du Brésil étaient au nombre de 5 532 118, dont 4 864 374 arrivèrent vivants (c’est-à-dire que 667 696 personnes périrent dans les vaisseaux négriers pendant le trajet Afrique-Brésil). Le Brésil fut le pays au monde qui, et de fort loin, accueillit le plus d’esclaves. À titre de comparaison, durant la même période, 472 381 Africains furent embarqués à destination de l’Amérique du Nord, parmi lesquels 388 747 remirent pied à terre vivants (83 634 n’y survécurent pas). Si l’on en croit l’estimation de l’IBGE, le nombre total d’Africains débarqués au Brésil est de 4 009 400.
Les Portugais ont été pendant des siècles en première ligne pour la traite négrière. Ils avaient hérité de la tradition islamique toute la culture technique nécessaire, en particulier sur le plan de la navigation, de la production sucrière et de la mise à contribution d’esclaves noirs comme force de travail. Dès l’époque de la découverte du Brésil, on avait fait appel à de la main-d’œuvre esclave africaine pour la production de sucre dans les îles atlantiques de Madère et des Açores, dans le cadre d’un nouveau mode d’organisation de la production : la fazenda. Au début du XVIe siècle, 10 % environ de la population de Lisbonne se composait d’esclaves africains, nombre étonnamment élevé dans un contexte européen. Les Portugais, plus que tout autre peuple d’Europe, étaient culturellement armés pour affronter les peuples à peau sombre et préparés à enrôler des indigènes en vue du travail forcé et à suborner des multitudes d’Africains dans le but d’assurer leurs intérêts économiques. Le Brésil fut configuré comme une entité coloniale-esclavagiste à caractère agro-commercial. Dans un premier temps, le Portugais eurent recours au travail forcé de l’indigène ; ensuite, avec la déperdition de cette population aborigène, le trafic d’humains originaires d’Afrique s’accrut graduellement, jusqu’au point où ces personnes finirent par constituer la grande masse des travailleurs au Brésil.
L’esclavage s’est profondément enraciné dans la société brésilienne, même si à tous les siècles, les Africains et leurs descendants résistèrent contre la servitude, sous forme de rébellions ou de fugues, et en créant des quilombos. En outre, posséder des esclaves était une pratique tellement répandue et acceptée par la société que beaucoup d’anciens esclaves, après qu’ils eurent conquis la liberté, voulurent à leur tour acquérir un captif pour eux-mêmes. Posséder des esclaves dénotait un haut statut social et permettait à leur propriétaire de s’extraire du monde du travail pénible, lequel, dans la mentalité brésilienne, seuls les esclaves pouvaient exercer. C’est pourquoi, dans le Brésil esclavagiste, nul ne s’épouvantait de voir un noir ou un mulâtre s’acheter un esclave, alors que ce fait eût été considéré choquant aux États-Unis à la même époque, voire difficile à imaginer pour les Brésiliens à l’heure actuelle. La vie économique tout entière dans l’Empire d’outremer portugais, en Afrique comme en Amérique, reposait sur le travail servile, et l’opinion abolitionniste fut toujours très faible dans le monde luso-brésilien. Il s’ensuivit en particulier que le Brésil ne mit un terme à la traite qu’en 1850, sous la pression britannique et après avoir violé les accords par lequel le pays s’était engagé à abolir la traite. L’esclavage ne sera aboli sur le territoire brésilien qu’en 1888, et le Brésil fut alors le dernier pays d’Amérique à le faire. Cependant, l’esclavage avait été l’un des piliers de l’empire du Brésil et par l’abolition, l’empereur Pierre II perdit le soutien des fazendeiros (grands propriétaires terriens) esclavagistes, mécontents de n’avoir pas été indemnisés, ce qui fut l’une des causes de la chute de la monarchie brésilienne en 1889.

## Flux d’immigration

### Itinéraires de la traite entre Brésil et Afrique

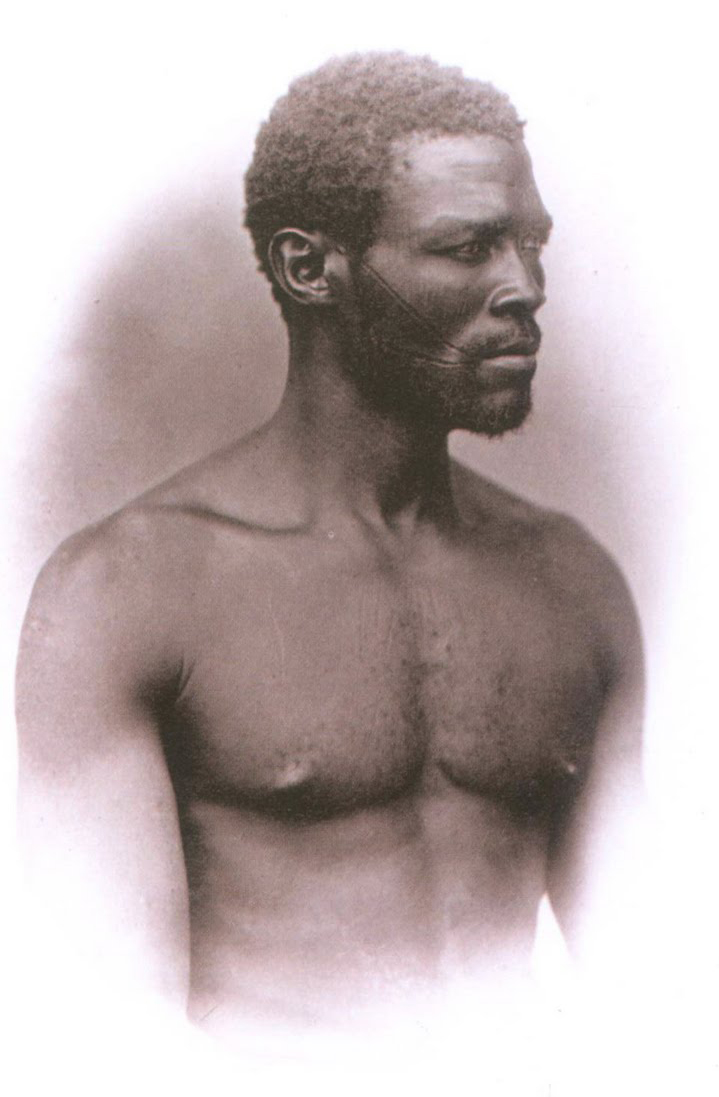
Esclave brésilien photographié par Augusto Stahl (vers 1865)

Le projet The Trans-Atlantic Slave Trade Database de l’université Emory a estimé que du fait de la traite 5 099 816 Africains ont été débarqués au Brésil. Par des analyses minutieuses menées en Afrique et en Amérique, les chercheurs ont réussi à remonter aux origines des Africains amenés au Brésil. Aux alentours de 68 % de ces esclaves provenaient du Centre-Ouest de l’Afrique, c’est-à-dire de la région où se situent aujourd’hui les États d’Angola, de la République du Congo et de la République démocratique du Congo.
| Origine des Africains amenés au Brésil         | Origine des Africains amenés au Brésil | Origine des Africains amenés au Brésil | Origine des Africains amenés au Brésil                               |
| Région d’origine                               | Nombre d’individus                     | Pourcentage                            | États actuels de la région                                           |
| ---------------------------------------------- | -------------------------------------- | -------------------------------------- | -------------------------------------------------------------------- |
| Centre-ouest de l’Afrique                      | 3.507.222                              | 68,7%                                  | Angola, République du Congo et République démocratique du Congo      |
| Golfe du Biafra                                | 908.044                                | 17,8%                                  | Partie occidentale du Nigeria, Cameroun, Guinée équatoriale et Gabon |
| Sud-est de l’Afrique et îles de l’océan Indien | 288.390                                | 5,6%                                   | Mozambique et Madagascar                                             |
| Sénégambie                                     | 177.625                                | 3,4%                                   | Sénégal et Gambie                                                    |
| Golfe du Bénin                                 | 133.431                                | 2,5%                                   | Togo, Bénin et ouest du Nigéria                                      |
| Côte de l'Or                                   | 62.170                                 | 1,2%                                   | Ghana et ouest de la Côte d'Ivoire                                   |
| Sierra Leone                                   | 14.960                                 | 0,2%                                   | Sierra Leone                                                         |
| Côte de Barlavento                             | 7.974                                  | 0,15%                                  | Liberia et Côte d’Ivoire                                             |
| Total                                          | 5.099.816                              |                                        |                                                                      |

À chaque période de l’histoire du Brésil, tels ou tels ports particuliers d’embarquement d’esclaves étaient utilisés préférentiellement, et chaque port particulier recevait des esclaves originaires d’une vaste zone s’étendant jusqu’à plusieurs centaines de kilomètres à l’intérieur du continent. Il s’ensuit que l’origine ethnique des esclaves accueillis au Brésil est très disparate, en plus d’avoir varié tout au long des siècles que dura la traite.

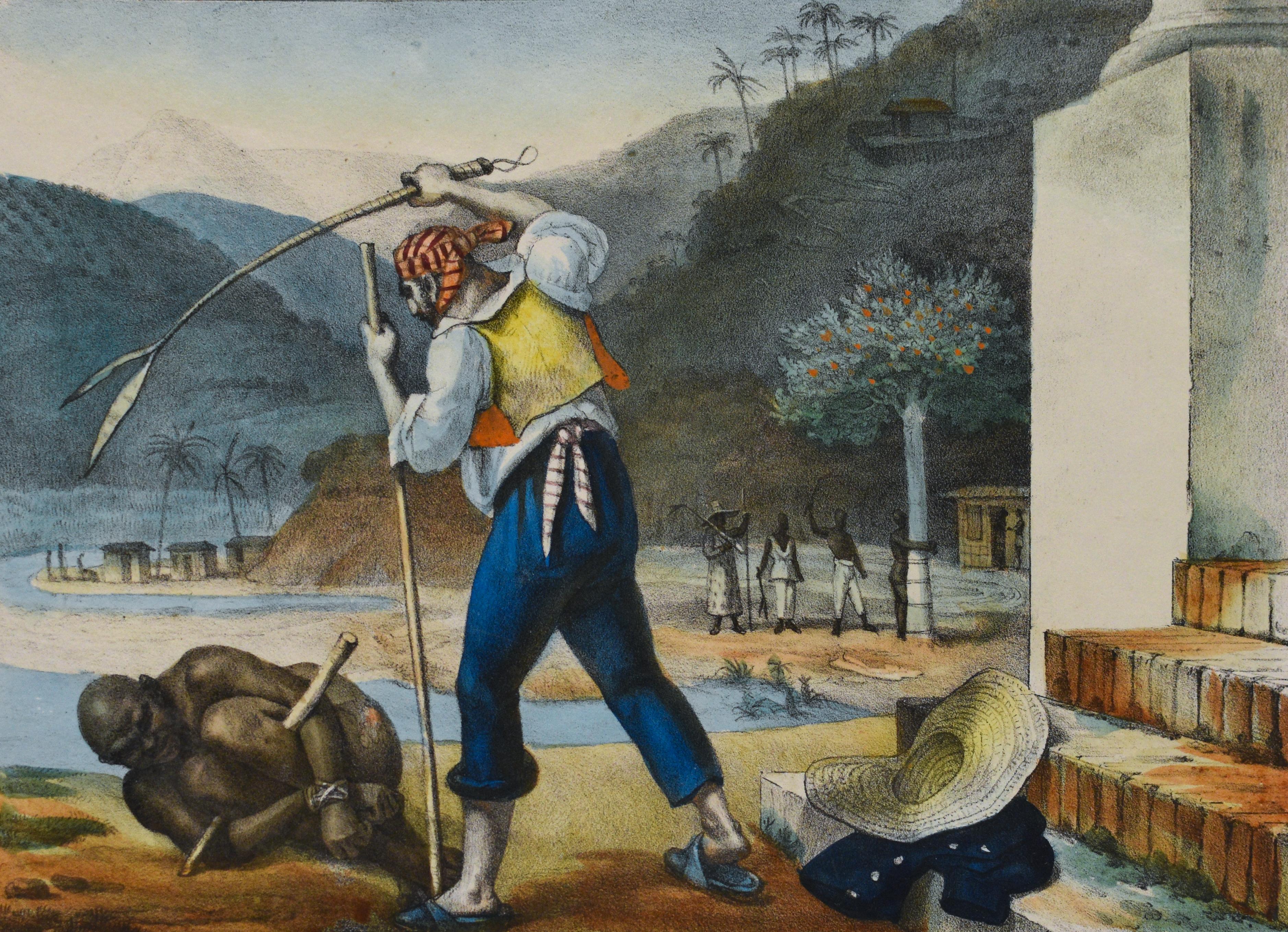
Esclave en train d’être fouetté, sur un tableau de Jean-Baptiste Debret.

Un facteur essentiel pour comprendre quelles étaient les régions d’origine des Africains amenés à tel ou tel endroit au Brésil sont les vents et courants marins de l’Atlantique nord et de l’Atlantique sud. Il existe deux systèmes de vents et de courants marins dans l’Atlantique : un au nord de l’équateur, tournant dans le sens des aiguilles d’une montre, et un autre au sud, tournant en sens anti-horaire. La configuration de ces vents et courants eut pour effet que les esclaves emmenés vers l’Amérique du Nord et vers les Antilles étaient originaires surtout des zones plus septentrionales d’Afrique subsaharienne, tandis que pour les besoins du Brésil, on allait chercher des Africains principalement dans des zones plus méridionales, majoritairement en Angola, le sud-est du continent et le golfe du Bénin ne jouant ici qu’un rôle secondaire.
Quoi qu’il en soit, ces groupes ethniques ont finalement été répartis dans différentes zones du Brésil, avec une prédominance de Bantous dans la province de Rio de Janeiro et d’Ouest-Africains dans la Bahia et le nord du Brésil. L’une des raisons à cela est le fait que tel cycle économique se déploya principalement dans telle région distincte du Brésil (activité sucrière dans le nord-est, or dans le Minas Gerais, caféiculture dans la région de Rio de Janeiro) et coïncidait, au moment historique où il se déployait, à telle offre majoritaire d’esclaves provenant de telle région d’Afrique.

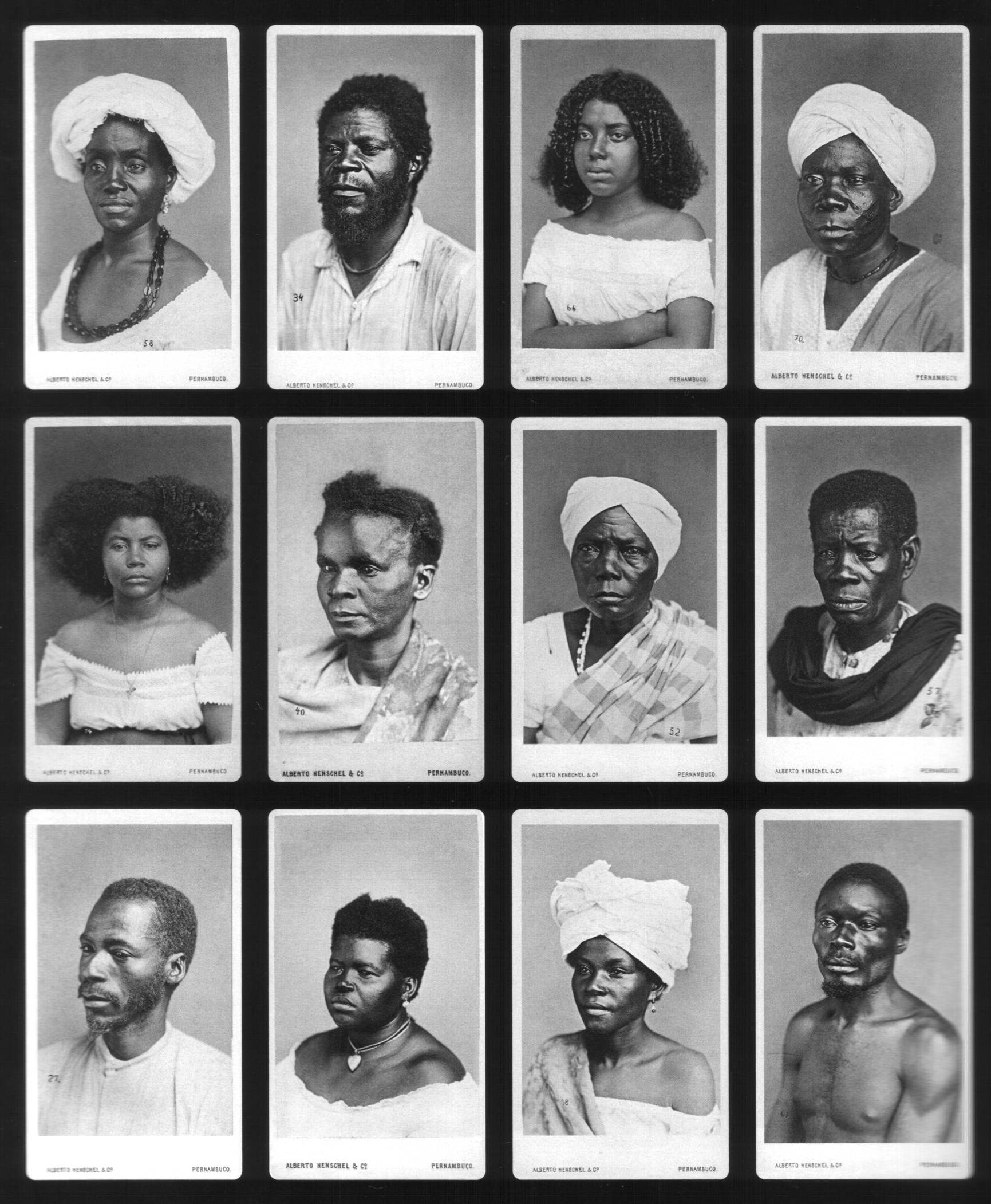
Portraits de noirs et de noires du Pernambouc, par Alberto Henschel (vers 1870).

De façon schématique, on peut postuler que les esclaves africains amenés au Brésil avaient pris la mer dans les lieux d’embarquement suivants :
- Afrique occidentale : ports du Sénégal et de Gambie (sur une moindre échelle l’île de Gorée)[49],[50], Saint-Georges-de-la-Mine (aujourd’hui dans le port d’Elmina) au Ghana, Ouidah au Bénin, et Calabar dans l’actuel Nigeria ;
- Afrique du centre-ouest : ports de Cabinda (proche de l’embouchure du fleuve Congo) et de Luanda, tous deux dans l’actuel Angola ;
- Afrique orientale : ports d’Ibo (en), de Lourenço Marques et d’Inhambane au Mozambique ; ports de Zanzibar et de Quiloa, dans l’actuelle Tanzanie[51].

Quant aux phases d’immigration, on peut définir, en accord avec la périodisation établie par Luís Viana fils, les phases suivantes :
- le cycle de Guinée (XVIe et XVIIe siècles) : ports du Sénégal et de Gambie (dans une moindre mesure l’île de Gorée)[49],[50], expédiant des esclaves « soudanais » (ou ouest-africains, noirs de Guinée) principalement en direction de Recife et de Salvador ;
- le cycle d’Angola (XVIIe siècle) : ports de Saint-Georges-de-la-Mine, d’Ouidah, de Calabar ; Cabinda et Luanda ; et Zanzibar, envoyant des esclaves bantous débarqués ensuite principalement à Salvador et à Rio de Janeiro, d’où la plupart prenaient la route pour le Minas Gerais[53] ;
- le cycle de la Côte d’Elmina (XVIIIe siècle-1815) : ports de Saint-Georges-de-la-Mine, d’Ouidah et de Calabar ; Cabinda et Luanda ; Zanzibar et Quiloa ; Ibo, Lourenço Marques et Inhambane, qui envoyaient des esclaves « soudanais » et islamisés destinés à mettre pied à terre principalement à Salvador et à Rio de Janeiro[51], d’où la majeure partie repartait pour les plantations de café dans la vallée du Paraíba do Sul et pour celles de canne à sucre dans le nord de la province de Rio de Janeiro ;
- la phase de l’illégalité de la traite (1815-1831).

Dans la première moitié du XIXe siècle, au moment de l’apogée du trafic d’esclaves en direction du Brésil, les esclaves d’Afrique de l’ouest allaient en majorité à Salvador, pendant que ceux du centre-ouest africain et d’Afrique orientale étaient principalement dévolus à Rio de Janeiro. La raison en est simplement la distance plus courte entre les ports d’embarquement et de débarquement, les navires transportant en effet une cargaison qui périssait littéralement sous l’effet des mauvaises conditions de voyage. De la sorte, les différents grands groupes ethniques finissaient par être prédominants dans certaines zones, notamment les Bantus à Rio de Janeiro et les Ouest-Africains dans la Bahia et le nord du Brésil. Le Minas Gerais, qui est un cas particulier, accueillit un grand nombre d’esclaves ouest-africains et bantous, les premiers prédominant jusqu’au milieu du XVIIIe siècle, et les seconds au long du XIXe.
| Région de débarquement des Africains déposés au Brésil | Région de débarquement des Africains déposés au Brésil | Région de débarquement des Africains déposés au Brésil | Région de débarquement des Africains déposés au Brésil |
| Régions de débarquement                                | Nombre de personnes                                    | Pourcentage                                            |                                                        |
| ------------------------------------------------------ | ------------------------------------------------------ | ------------------------------------------------------ | ------------------------------------------------------ |
| Sud-est du Brésil                                      | 2.259.987                                              | 46,8%                                                  |                                                        |
| Bahia                                                  | 1.545.006                                              | 32%                                                    |                                                        |
| Pernambouc                                             | 824.312                                                | 17%                                                    |                                                        |
| Amazonie                                               | 141.774                                                | 2,9%                                                   |                                                        |
| Non spécifié                                           | 50.048                                                 | 1%                                                     |                                                        |
| Total                                                  | 4.821.127                                              |                                                        |                                                        |

### Retour en Afrique
Entre les XVIIIe et XIXe siècles, plusieurs communautés d’esclaves sont retournées en Afrique après avoir été affranchis au Brésil. Parmi celles-ci, on note en particulier les Tabons, revenus au Ghana en 1835 et 1836, et les Agudás ou Amarôs, retournés au Bénin, au Togo et au Nigeria. Ces Brésiliens s’établirent nombreux dans la région de l’ancienne côte des Esclaves, laquelle englobe tout le golfe du Bénin, et s’installèrent jusque dans l’actuelle ville de Lagos, au Nigéria, et à Acra, dans le Ghana actuel. Milton Guran, dans son livre Agudás. Os “brasileiros” do Benim note :

« Les “Brésiliens” du Bénin, du Togo et du Nigéria, connus aussi sous le nom d’Agudás dans les langues locales, sont des descendants des anciens esclaves du Brésil qui s’en sont retournés en Afrique au XIXe siècle et des négociants bahiannais établis là-bas aux XVIIIe et XIXe siècles. Ils possèdent des noms de famille tels que Souza, Silva, Almeida, entre autres, célèbrent la fête de Nosso Senhor do Bonfim, dansent la burrinha (forme archaïque du bumba-meu-boi), font des cortèges de carnaval, et se réunissent souvent autour d’une feijoada ou d’un kousidou. Aujourd’hui encore, il est commun que les Agudás les plus âgés se saluent par un sonore “Bom dia, como passou?” ; “Bem, ‘brigado’” est la réponse. »

— Milton Guran,.

### Immigration africaine récente
À partir des dernières décennies du XXe siècle, des Africains noirs ont commencé à immigrer au Brésil, plus particulièrement en provenance de pays lusophones comme l’Angola, le Cap-Vert et Sao Tomé-et-Principe, à la recherche de possibilités d’emploi ou poursuivant un but commercial.

## Études génétiques

### Profil génétique de la population brésilienne
Une étude génétique commandée en 2007 par la BBC Brasil a sondé les ascendances de 120 Brésiliens auto-déclarés noirs vivant dans l’État de São Paulo. Le chromosome Y, hérité du père, et l’ADN mitochondrial, transmis par la mère, ont été examinés. Tous deux demeurent intacts à travers les générations, car ils ne se mélangent pas avec d’autres matériaux génétiques provenant du père ou de la mère, abstraction faite des rares mutations qui pourraient survenir. L’ADN mitochondrial de chaque personne est hérité de la mère, et celle-ci l’a hérité de l’ancêtre maternel le plus lointain (la mère de la mère de la mère de la mère etc.). Inversement, le chromosome Y, dont seuls les hommes sont porteurs, est hérité du père, et celui-ci pour sa part l’a hérité de l’ancêtre paternel le plus éloigné (le père du père du père du père etc.).
| Métissage racial des Brésiliens Valeurs arrondies, issues de deux études indépendantes menées respectivement sur des Brésiliens noirs et sur des Brésiliens blancs | Métissage racial des Brésiliens Valeurs arrondies, issues de deux études indépendantes menées respectivement sur des Brésiliens noirs et sur des Brésiliens blancs | Métissage racial des Brésiliens Valeurs arrondies, issues de deux études indépendantes menées respectivement sur des Brésiliens noirs et sur des Brésiliens blancs | Métissage racial des Brésiliens Valeurs arrondies, issues de deux études indépendantes menées respectivement sur des Brésiliens noirs et sur des Brésiliens blancs |
| Côté | Origine | Noirs, taux (%) | Blancs, taux (%) |
| --- | --- | --- | --- |
| Maternel (ADNmt) | Afrique subsaharienne | 85% | 29% |
| Maternel (ADNmt) | Européenne | 2,5% | 38% |
| Maternel (ADNmt) | Amérindienne | 12,5% | 33% |
| Paternel (Chromosome Y) | Afrique subsaharienne | 48% | 2% |
| Paternel (Chromosome Y) | Européenne | 50% | 98% |
| Paternel (Chromosome Y) | Amérindienne | 1,6% | 0% |

Cette étude montre des proportions quasi égales de personnes avec un chromosome Y provenant d’Europe (50 %) et d’Afrique subsaharienne (48 %) dans le groupe de Brésiliens noirs qui a été analysé. On peut à coup sûr affirmer que la moitié (50 %) de cet échantillon de noirs brésiliens sont des descendants d’au moins un Européen masculin. D’autre part, cette étude montre que dans le groupe de Brésiliens et Brésiliennes noirs analysés, environ 85 % des personnes ont de l’ADN mitochondrial originaire d’une aïeule d’Afrique subsaharienne et 12,5 % d’une aïeule amérindienne.
En supposant que le groupe étudié représente un bon échantillon, représentatif de la population brésilienne, on peut postuler que les Brésiliens noirs descendent par leur versant paternel autant d’Européens que d’Africains subsahariens, cependant qu’ils sont du côté maternel en majorité des descendants d’Africaines subsahariennes (85 %). Il est à noter également qu’une part considérable (12,5 %) de ce groupe de Brésiliens auto-déclarés noirs est du côté maternel descendant d’au moins un ancêtre amérindien.

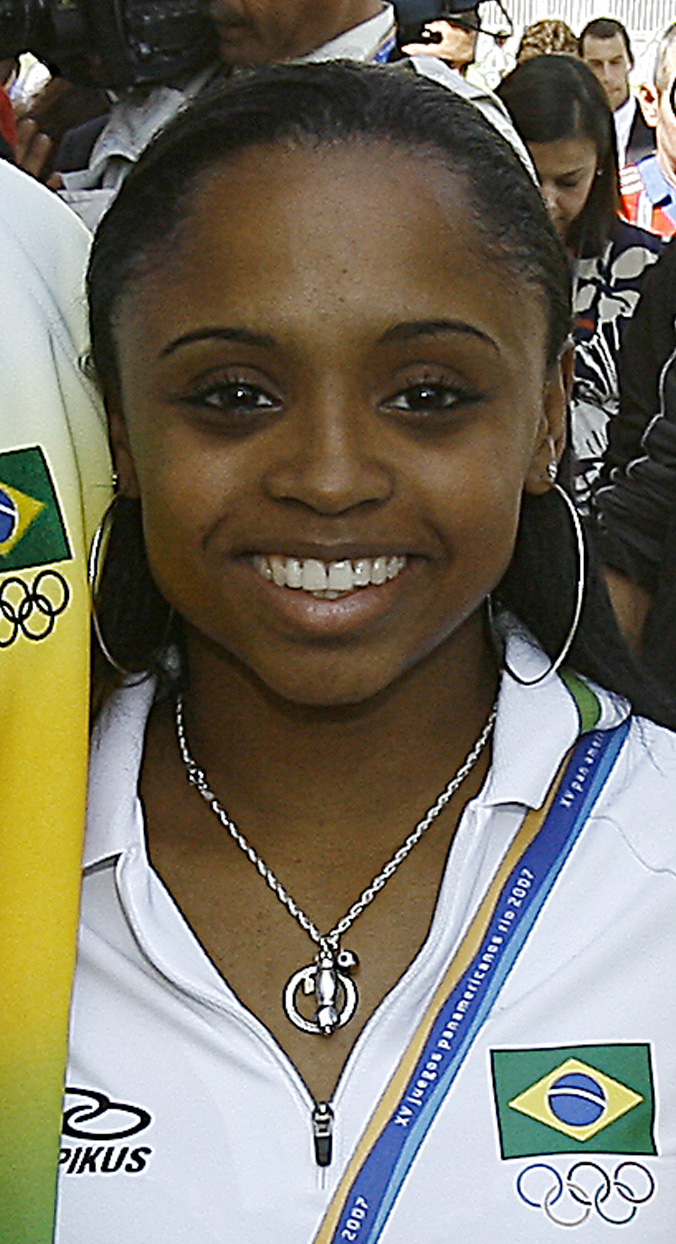
Daiane dos Santos, d’ascendance européenne à 40,8 %, africaine à 39,7 %, et Amérindienne à 19,6 %, selon une analyse de son ADN.

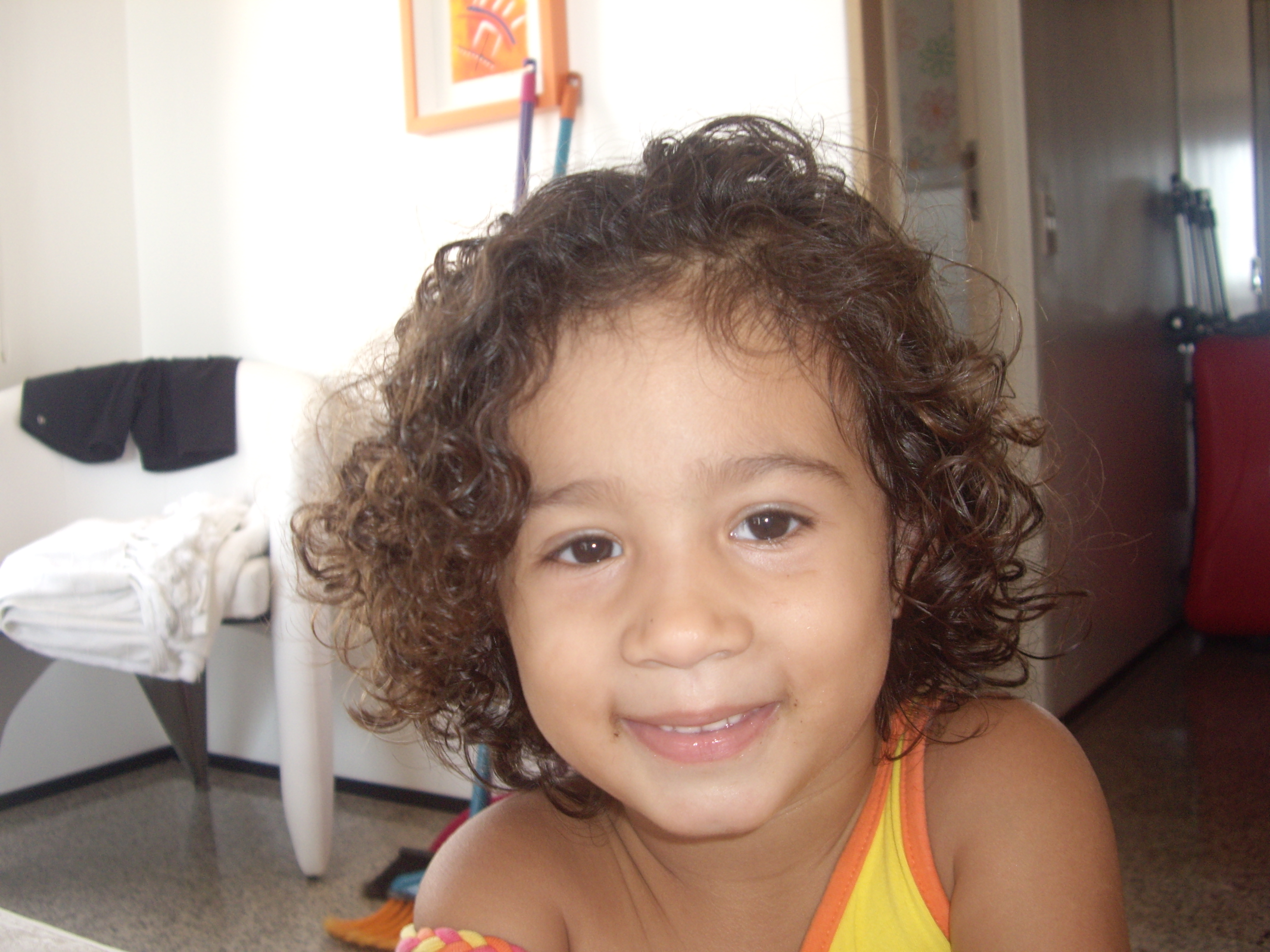
Enfant afro-brésilien.

La même étude génétique s’est aussi penchée sur les ascendances de quelques noirs brésiliens célèbres. Le résultat en est surprenant, en ceci qu’il démontre que des personnes qui s’autoproclament noires et sont considérées telles par la société présentent un haut degré de filiation européenne. Voici quelques-uns des résultats obtenus :
- Daiane dos Santos, athlète : 40,8 % de gènes européens, 39,7 % d’Afrique subsaharienne et 19,6 % d’amérindiens[64] ;
- Neguinho da Beija-Flor, sambiste : 67 % de gènes européens et 32 % d’Afrique subsaharienne[65] ;
- Ildi Silva, actrice : 71,3 % de gènes européens, 19,5 % de gènes d’Afrique subsaharienne, et 9,3 % d’amérindiens[66] ;
- Sandra de Sá, chanteuse : 96,7 % de gènes d’Afrique subsaharienne[67] ;
- Milton Nascimento, compositeur et chanteur : 99,3 % de gènes d’Afrique subsaharienne[68].

Une autre étude génétique suggère qu’un nombre considérable de Brésiliens blancs portent en eux non seulement de l’ADN provenant du fonds génétique européen, mais aussi de l’ADN provenant d’Amérindiens et d’Africains, par suite du métissage. Comme de juste, l’ancêtre non européen se trouve plus souvent du côté maternel. D’après cette étude, les Brésiliens blancs seraient le résultat du métissage avec des Amérindiennes davantage qu’avec des Africaines subsahariennes, encore que la différence soit ténue (les résultats de cette dernière étude ont été portés dans le même tableau que l’étude génétique sur les Brésiliens noirs mentionnée ci-haut). La même étude a comparé le degré de métissage des Brésiliens blancs avec celui des Américains blancs, et permis de constater, sans surprise, que les premiers sont plus mélangés, sans que pour autant les seconds ne soient totalement exempts de métissage.
Il ressort de cette même étude génétique que 45 % de l’ensemble des Brésiliens, blancs et noirs, ont près de 90 % de gènes africains subsahariens, et que 86 % environ possèdent 10 % ou plus de gènes africains subsahariens. Toutefois, les auteurs de l’étude reconnaissent que ses intervalles de confiance sont larges et que ses résultats ont été obtenus par extrapolation (en l’espèce à partir de 173 échantillons à Queixadinha, dans la municipalité de Caraí, dans le nord de Minas Gerais, censés être représentatifs du Brésil tout entier) : « De toute évidence, ces estimations ont été faites par extrapolation de résultats expérimentaux avec des échantillons relativement petits et, par conséquent, présentent des intervalles de confiance assez larges ». Une autre étude génétique encore, autosomique, elle aussi réalisée par le généticien brésilien Sérgio Pena, en 2011, et qui s’appuyait sur un millier d’échantillons de toutes les régions du pays, comprenant des « noirs », des « bruns » et des « blancs » (en tenant compte de leurs proportions respectives dans la population brésilienne), a conclu que : « Dans toutes les régions étudiées, l’ascendance européenne est celle prédominante, avec des proportions variant de 60,60 % dans le Nordeste, à 77,70 % dans le sud du pays ». Une ascendance africaine est présente à un degré élevé dans toutes les régions du Brésil. Quant à celle indigène, elle se manifeste également, quoique dans une mesure moindre, dans toutes les régions du Brésil. Les « noirs » présentent un taux significatif d’ancestralité européenne et, à un degré moindre, amérindienne. Il est à signaler que cette étude a été menée en faisant appel aux donneurs de sang, lesquels au Brésil sont issus pour la plupart des classes inférieures (en dehors du personnel infirmier et d’autres personnes travaillant dans les institutions de santé publique, qui eux sont mieux représentatifs de la population brésilienne).
Selon une étude autosomique réalisée en 2008 par l’université de Brasilia (UnB), la population brésilienne est constituée des composantes européenne, africaine et indigène dans les proportions suivantes : 65,90 % d’apport européen, 24,80 % d’apport africain, et 9,30 % d’apport indigène.
Une étude génétique autosomique plus récente, datant de 2009, indique également que l’ancestralité européenne est la plus importante, suivie de celle africaine, puis de celle amérindienne. « Tous les échantillons (régions) se trouvent plus proches des Européens que des Africains ou des métis du Mexique », du point de vue génétique.
D’après l’étude génétique autosomique menée en 2010 par une équipe de l’université catholique de Brasilia et publiée dans la revue scientifique American Journal of Human Biology, l’héritage génétique européen est prédominant au Brésil, et c’est dans le sud que son taux est le plus élevé. Cette étude porte sur la population brésilienne comme un tout : « Un nouveau tableau d’ensemble des contributions de chaque ethnie à l’ADN des Brésiliens, obtenu à l’aide d’échantillons des cinq régions du pays, indique qu’en moyenne les ancêtres européens sont à l’origine de près de 80 % de l’héritage génétique de la population. La variation d’une région à l’autre est faible, avec la possible exception du sud, où l’apport génétique européen s’approche des 90 %. Les résultats viennent corroborer les résultats antérieurs, lesquels avaient aussi montré qu’au Brésil les indicateurs d’apparence physique, tels que la couleur de peau, des yeux et des cheveux ont relativement peu de rapport avec l’ascendance d’une personne ».
Une analyse génétique de 2013, se basant sur des populations urbaines de diverses parties du Brésil, est parvenue à la conclusion suivante : « Présentant un gradient nord/sud, l’ascendance européenne était la principale dans toutes les populations urbaines (avec des taux jusqu’à 74 %). Les populations du nord ont des proportions significatives d’ascendance indigène, laquelle est deux fois supérieure à la contribution africaine. Dans le Nordeste, le centre-ouest et le sud-est, l’ancestralité africaine était la deuxième en importance. Toutes les populations étudiées sont en général métissées, et la variation est plus forte entre indivídus qu’entre populations ».
Une étude génétique de synthèse, de 2015, qui s’est attachée à scruter les données de 25 études portant sur 38 populations brésiliennes différentes, a conclu que le facteur européen est celui qui a le plus contribué à l’ancestralité des Brésiliens, suivi du facteur africain, puis amérindien. Les taux constatés sont : 62 % pour l’apport européen, 21 % pour l’africain et 17 % pour l’indigène. La région sud compte le plus haut taux d’ascendance européenne (77 %), tandis que la région nord-est a le plus fort pourcentage d’apport africain (27 %) et la région nord le plus fort apport indigène (32 %).
Le peuple brésilien est donc réellement le résultat de la rencontre entre Européens, Africains et Indigènes : « La corrélation entre couleur et ascendance génomique est imparfaite : à l’échelle individuelle, on ne peut, à partir de la couleur de peau, prédire avec certitude le niveau d’ancestralité européenne, africaine ou amérindienne, ni l’inverse. Indépendamment de leur couleur de peau, la plupart des Brésiliens possèdent un niveau d’ascendance européenne très élevé. De même, indépendamment de leur couleur de peau, la plupart des Brésiliens possèdent un degré significatif d’ascendance africaine. Enfin, la plupart des Brésiliens ont un degré significatif et très uniforme d’ascendance indigène. La forte variabilité observée chez les blancs et les noirs suggère que chaque Brésilien présente une proportion unique et singulière d’ascendances européenne, africaine et indigène. Aussi la seule façon d’approcher les Brésiliens ne consiste pas à les considérer comme des membres de catégories établies selon la couleur de peau, mais selon une optique de personne à personne, comme 190 millions d’êtres humains avec un génome et des histoires de vie singuliers ».

### Dans le sud-est
Dans le sud-est brésilien, sur la foi d’une étude autosomique de 2009, les hérédités européenne et africaine sont les plus importantes. Selon cette étude, la composition génétique se présente ici de la manière suivante : à 60,7 % européenne, à 32,0 % africaine, et à 7,3 % amérindienne. Une analyse génétique réalisée en 2010 a abouti au constat suivant : 79,90 % d’apport européen, 14,10 % d’apport africain et 6,10 % d’apport indigène. Cependant, selon une autre étude génétique, de 2011, la composition du sud-est s’énonce comme suit : européenne à 74,20 %, africaine à 17,20 %, et indigène à 7,30 %. Une analyse génétique plus récente, effectuée en 2013, a donné pour sa part les résultats suivants : une part européenne de 61 %, africaine de 27 %, et indigène de 12 %.

#### Rio de Janeiro
Une étude génétique de 2009 a fait apparaître que les « blancs », les « bruns » (pardos) et les « noirs » de l’État de Rio de Janeiro relèvent en général des trois ascendances, la composante africaine se révélant la plus importante chez les « noirs », bien qu’elle soit présente aussi chez les « blancs » et, à un degré significatif, chez les « bruns ».
| Ascendance génomique d’individus non apparentés dans l’État de Rio de Janeiro" | Ascendance génomique d’individus non apparentés dans l’État de Rio de Janeiro" | Ascendance génomique d’individus non apparentés dans l’État de Rio de Janeiro" | Ascendance génomique d’individus non apparentés dans l’État de Rio de Janeiro" | Ascendance génomique d’individus non apparentés dans l’État de Rio de Janeiro" |
| ------------------------------------------------------------------------------ | ------------------------------------------------------------------------------ | ------------------------------------------------------------------------------ | ------------------------------------------------------------------------------ | ------------------------------------------------------------------------------ |
| Couleur                                                                        | Nombre d’individus                                                             | Amérindien                                                                     | Africain                                                                       | Européen                                                                       |
| Blanc                                                                          | 107                                                                            | 6.7%                                                                           | 6.9%                                                                           | 86.4%                                                                          |
| Brun                                                                           | 119                                                                            | 8.3%                                                                           | 23.6%                                                                          | 68.1%                                                                          |
| Noir                                                                           | 109                                                                            | 7.3%                                                                           | 50.9%                                                                          | 41.8%                                                                          |

D’après une étude génétique de 2011, la composition génétique de Rio de Janeiro serait africaine pour une part de 18,9 %, européenne pour 73,70 %, et indigène pour 7,4 %.
Une analyse génétique plus récente, de 2013, a constaté la répartition suivante pour Rio de Janeiro : 31,10 % d’apport africain, 55,20 % d’apport européen, et 13,70 % d’apport indigène.
Une étude de filiation autosomique, menée en 2009 dans une école publique à Nilópolis, dans la Baixada Fluminense, a mis en évidence que l’ascendance autodéclarée et l’ascendance réelle ne sont pas bien corrélées au Brésil. Les personnes s’auto-identifiant comme « noires » dans cette étude présentaient en moyenne une ascendance européenne autour de 52 %, africaine autour de 41 %, et à 4 % amérindienne. Les personnes s’auto-identifiant comme « brunes » (pardas) apparaissaient posséder un patrimoine génétique en moyenne à 80 % européen, à 12 % africain, et à 8 % amérindien. Les « bruns » se jugeaient eux-mêmes être génétiquement pour un tiers amérindiens, un tiers africains, et un tiers européens, à mettre en regard d’une ascendance européenne prouvée dépassant les 80 %. Les blancs ne présentaient pas de taux significatif de métissage. Chez la plupart des blancs, on enregistrait une ascendance européenne supérieure à 90 %, et 1/3 des bruns également possédaient une ascendance européenne au-dessus de 90 %. Bruns et noirs se sont révéles avoir une ascendance européenne plus importante que ce qu’ils s’étaient imaginés,.

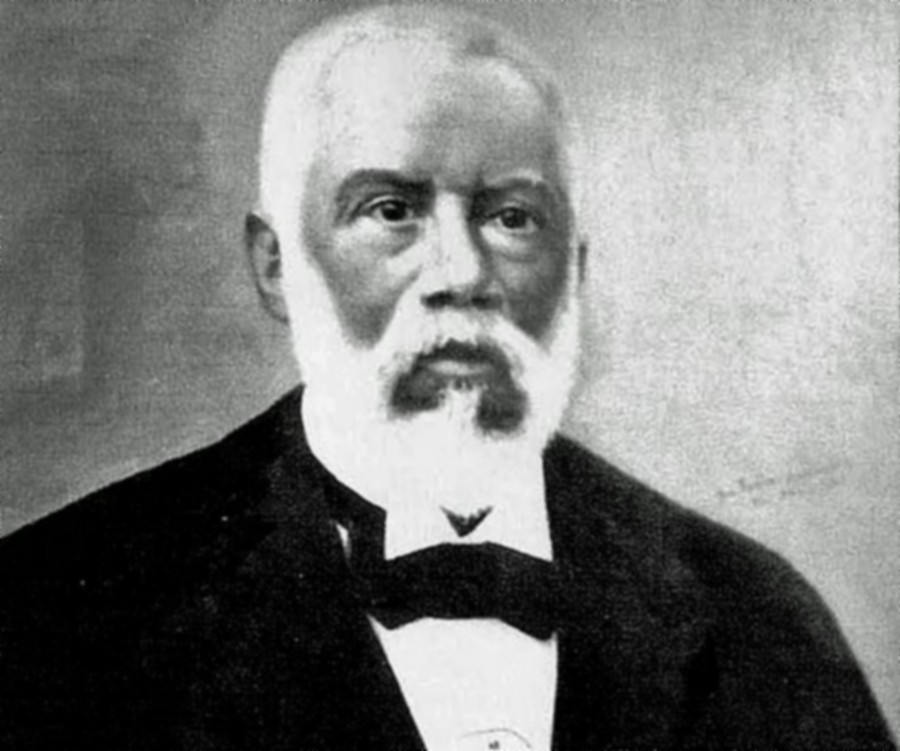
Francisco Paulo de Almeida (1826-1901), premier et unique baron de Guaraciaba, titre accordé par la princesse Isabelle. Noir, il possédait l'une des plus grandes fortunes de la période impériale, ce qui lui permit de devenir propriétaire d'environ mille esclaves,.

#### São Paulo
Dans une étude de 2007 à São Paulo, au sein d'une population de 120 hommes brésiliens phénotypiquement noirs et d'ascendance afro-brésilienne, le génome mitochondrial était à 85 % composé d'haplogroupes africains, 11,7 % d'haplogroupes amérindiens et 2,5 % d'haplogroupes d'origine européenne. Le génome mitochondrial est apparenté à 45 % aux populations bantoues d'Afrique centrale (Cameroun, Gabon et Angola), 42,6 % aux populations de l'ancienne Côte de Guinée en Afrique de l'Ouest et à 12,4 % aux Mozambicains. Au niveau de la lignée paternelle, il est africain à 48 % et amérindien à 1,7 %. Les haplogroupes E3a* et E3a7 constituent 88,2 % de la patrilinéarité africaine des 120 Afro-Brésiliens.
Dans l’État de São Paulo, les blancs aussi bien que les noirs présentent une forte ascendance africaine. Une étude a établi une moyenne de 25 % d’ascendance africaine chez les « blancs » de la ville de São Paulo (entre 18 et 31 %), et de 65 % chez les « noirs » de la même ville (entre 55 et 76 %).
À Campinas, une analyse génétique a démontré chez les personnes porteuses de l’hémoglobine S (la plus fréquente chez les Africains et leurs descendants) une ascendance africaine à hauteur de 45 %, européenne à hauteur de 41 %, et indigène à hauteur de 14 %. Cette même analyse a mis au jour que chez seulement 53 % des individus l’ascendance africaine était visible dans le phénotype.
Suivant une étude génétique effectuée en 2006 sur la population de l’État de São Paulo, la contribution génétique africaine serait de 14 %, celle européenne de 79 %, et celle indigène de 7 %. Cependant, une autre analyse plus récente, de 2013, a estimé la part du patrimoine génétique africain à 25,5 %, celle du patrimoine européen à 61,9 %, et celle du patrimoine indigène à 11,6 %.

#### Minas Gerais
Une étude génétique sur les habitants de Belo Horizonte, dans le Minas Gerais, a révélé que leur ascendance est à 66 % européenne, à 32 % africaine, et à 2 % indigène. D’autre part, dans la localité de Marinhos (située dans l’actuelle municipalité de Brumadinho, district de São José do Paraopeba), dont les habitants sont en majeure partie issus d’anciens quilombos, les ascendances apparaissent être à 59 % africaines, à 37 % européennes, et à 4 % indigènes (chez ceux dont la famille réside dans la localité depuis le début du XXe siècle, l’ascendance africaine monte jusqu’à 81 %). De façon générale, les Mineiros sont dotés d’un taux fort faible d’ascendance indigène, alors que l’ascendance européenne (principalement portugaise) et africaine y prédominent. Ceci s’explique par le fait que la population amérindienne a été exterminée, dans le même temps où parvenaient dans la région de vastes contingents d’esclaves africains et de colons portugais, diluant plus avant encore l’élément indigène dans la population. En ce qui concerne la composante européenne (en l’espèce portugaise), celle-ci, nonobstant qu’elle fût numériquement inférieure à la composante africaine, finit néanmoins par prédominer, par l’effet conjugué du fort taux de mortalité et du faible indice de reproduction chez les esclaves. Plus tard, l’immigration d’Italiens et d’autres Européens vers le Minas Gerais à la fin du XIXe siècle contribua à accroître davantage encore le taux d’ascendance européenne.
Plusieurs autres études génétiques ont été menées prenant pour objet différents groupes raciaux et géographiques du Minas Gerais. De manière générale, toutes les études concluent que la population du Minas Gerais est intensément métissée, avec un haut degré d’ascendance européenne, suivie par celle africaine, et, d’importance moindre, celle indigène. Peu de Mineiros ont une ascendance où prédomine nettement le fonds soit européen soit africain, la majorité ayant à un degré significatif un mélange de ces deux origines. Selon une analyse génétique, 13,8 % des Mineiros atteints d’anémie falciforme examinés, remontent à des ancêtres européens à plus de 85 %, et 11,05 % des patients souffrant d’anémie falciforme ont un taux de 85 % d’ascendance africaine. La majorité de ceux-ci, 73,37 %, montrait des niveaux intermédiaires de métissage (entre 15 et 85 %). Cela vaut aussi pour la quasi-totalité des régions du Brésil, selon d’autres études,,.
| Plusieurs études génétiques ont estimé les parts africaine, européenne et amérindienne dans le Minas Gerais. | Plusieurs études génétiques ont estimé les parts africaine, européenne et amérindienne dans le Minas Gerais. | Plusieurs études génétiques ont estimé les parts africaine, européenne et amérindienne dans le Minas Gerais. | Plusieurs études génétiques ont estimé les parts africaine, européenne et amérindienne dans le Minas Gerais. |
| Origine de l’échantillon                                                                                     | Africaine | Européenne                                                                                                   | Amérindienne                                                                                                 |
| --- | --- | --- | --- |
| Ouro Preto (toutes couleurs/« races »)                                                                       | 33,3 % | 50,3 % | 16,4 % |
| Ouro Preto (blancs)                                                                                          | 18,0 % | 70,4 % | 11,6 % |
| Ouro Preto (bruns clairs)                                                                                    | 31,4 % | 52,1 % | 16,4 % |
| Ouro Preto (bruns sombres)                                                                                   | 47,6 % | 33,6 % | 18,8 % |
| Ouro Preto (noirs)                                                                                           | 67,1 % | 16,6 % | 16,4 % |
| Minas Gerais (porteurs de l’anémie falciforme)                                                               | 47,3 % | 39,7 % | 13,0 % |
| Minas Gerais (non porteurs de l’anémie falciforme)                                                           | 33,8 % | 57,7 % | 3,5 % |
| Queixadinha, Caraí (blancs)                                                                                  | 32,0 % | ? | ? |
| Queixadinha, Caraí (bruns)                                                                                   | 44,0 % | ? | ? |
| Queixadinha, Caraí (noirs)                                                                                   | 51% | ? | ? |
| Minas Gerais (blancs)                                                                                        | 16,1 % | 70,8 % | 13,1 |
| Minas Gerais (couleurs/« races » non spécifiées)                                                             | 28,9 % | 59,2 % | 11,9 % |
| Montes Claros (couleurs/« races » non spécifiées)                                                            | 39,0 % | 52,0 % | 9,0 % |
| Manhuaçu (couleurs/« races » non spécifiées)                                                                 | 19,0 % | 73,0 % | 8,0 % |
| Belo Horizonte (couleurs/« races » non spécifiées)                                                           | 32,0 % | 66 % | 2,0 % |
| Marinhos, Brumadinho,                                                                                        | 59,0 % | 37,0 % | 3,7 % |

### Dans leNordeste
Selon une étude génétique autosomique de 2009, l’hérédité européenne est prédominante dans le Nordeste, représentant 66,70 % dans la population générale, le reste se partageant entre hérédité africaine (23,30 %) et amérindienne (10 %). D’après une analyse génétique de 2011, « dans toutes les régions étudiées, les ascendances européennes sont prédominantes, avec des proportions variant de 60,60 % dans le Nordeste, à 77,70 % dans le sud du pays ».
Une étude génétique réalisée en 1965 par les chercheurs américains D. F. Roberts et R. W. Hiorns a indiqué que les ascendances du Nordestin sont en moyenne à nette prédominance européenne (taux autour de 65 %), avec des apports moindres, mais importants, de l’Afrique et des peuples indigènes (25 % et 9 %, respectivement),.

#### Ceará
Selon une analyse génétique (ADN autosomique) de 2011, les bruns (pardos) et blancs de Fortaleza remontent à des ancêtres africains, et aussi indigènes, mais l’ascendance tant des bruns que des blancs est à plus de 70 % européenne.

#### Maranhão
Une étude génétique de 2005, menée à São Luís do Maranhão, a estimé à 19 % la contribution du patrimoine génétique africain à la population, celle du patrimoine européen à 42 %, et celle du patrimoine indigène à 39 %.

#### Bahia
Une étude génétique menée dans le Recôncavo bahianais a confirmé le haut degré d’ascendance africaine dans cette région. Ont été examinées dans cette étude des personnes de l’aire urbaine des villes de Cachoeira et de Maragogipe, ainsi que des résidents des quilombos de la zone rurale de Cachoeira. L’ascendance africaine constatée s’élève à 80,4 %, l’européenne à 10,8 %, et l’indigène à 8,8 %. À Salvador, l’ascendance prédominante est africaine (49,2 %), suivie de celle européenne (36,3 %) et indigène (14,5 %). L’étude a mis en lumière également que les Salvadorenses porteurs d’un nom de famille à connotation religieuse tendent à posséder un taux d’ancestralité africaine plus élevé (54,9 %) et à appartenir à des classes sociales moins favorisées.

#### Sergipe
Dans les capitales nordestines analysées (de même que dans le Nordeste en général), l’ascendance africaine s’affirme dans chacune, encore que l’ascendance européenne soit la principale dans la plupart d’entre elles, ainsi que dans la région Nordeste dans son ensemble. Sans égard à la couleur de peau des personnes analysées, on arrive, pour la population d’Aracaju, à un indice de 62 % de filiation européenne, de 34 % de filiation africaine, et de 4 % de filiation indigène.

#### Rio Grande do Norte
Quant à la population de Natal, ici de même sans spécifier la couleur des personnes examinées, une étude déjà ancienne (de 1982) s’appuyant sur les polymorphismes sanguins a conclu à la répartition suivante : l’ascendance constatée était à 58 % européenne, à 25 % africaine, et à 17 % indigène. Toutefois, l’ancestralité des migrants nordestins résidant dans l’État de São Paulo est européenne à proportion de 59 %, africaine à proportion de 30%, et indigène à proportion de 11 %. Selon une autre étude, conduite en 1997, les ascendances sont estimées, pour l’ensemble de la population nordestine, européennes à 51 %, africaines à 36 %, et indigènes à 13 %. D’après une autre étude génétique encore, datant de 2013, la composition génétique de la population du Pernambouc est à 56,8 % européenne, à 27,9 % africaine, et à 15,3 % amérindienne.

#### Alagoas
Une analyse génétique de 2013 a permis d’établir la composition génétique de la population d’Alagoas à 54,7 % pour l’apport européen, à 26,6 % pour l’apport africain, et à 18,7 % pour l’apport amérindien.

### Dans le sud
Selon une étude génétique autosomique conduite en 2010 par l’université catholique de Brasilia et publiée dans la revue American Journal of Human Biology, l’héritage génétique européen est prédominant au Brésil, représentant environ 80 % du total, avec un pourcentage plus élevé encore dans le sud, où il monte à 90 %. Ainsi l’ascendance européenne est-elle la principale dans le sud, celle africaine restant significative, de même que celle amérindienne.
D’après une autre étude génétique autosomique, de 2009, le patrimoine génétique européen est effectivement dominant dans le sud du pays, correspondant en effet à 81,50 % du total, le reste se partageant entre l’amérindien (9,2 %) et l’africain (9,3 %).
Des études génétiques réalisées dans l’État du Paraná chez des « afrodescendants » (noirs ou mulâtres de différentes tonalités de peau) ont indiqué que le degré de mixité génétique est fort variable. Les « mulâtres clairs » ou « mulâtres moyens » présentent des taux d’ascendance africaine et européenne similaires (44 % européenne, 42 % africaine, et 14 % indigène). Quant aux « mulâtres sombres » ou aux « noirs » du Paraná, ils apparaissent génétiquement africains principalement, leur ascendance africaine se chiffrant en effet à 72 %, pour une part européenne de 15 % et indigène de 6 %. Y compris même chez les « blancs » du Paraná, les indices d’ancestralité africaine sont non négligeables, quoiqu’assez variables, s’étalant d’un minimum de 3 % dans une étude, à un maximum de 17 % dans une autre.

### Dans le nord
Dans la région Nord, la contribution africaine est importante également, à côté des ascendances européenne et indigène. Selon une étude autosomique de 2009, la composition génomique de la région Nord se présenterait comme suit : à 60,6 % européenne, à 21,3 % africaine, et à 18,1 % amérindienne. Une analyse génétique effectuée en 2010 a trouvé la composition suivante : 71,10 % d’apport européen, 18,20 % d’apport africain, et 10,70 % d’apport indigène. Mais d’après une autre étude génétique portant sur l’ADN autosomique menée en 2011, le tableau génétique du nord se présente ainsi : 68,8 % pour la part européenne, 10,5 % pour la part africaine, et 18,50 % pour la part indigène. Une étude génétique plus récente, de 2013, basée sur l’ADN autosomique, aboutit de son côté aux résultats suivants : 51 % d’ascendance européenne, 17 % d’africaine, et 32 % d’indigène.

#### Pará
Suivant une analyse génétique de 2011, la composition génétique de la population de Belém est européenne à hauteur de 69,70 %, africaine à hauteur de 10,90 %, et amérindienne à hauteur de 19,40 %. Cependant, selon une étude génétique de 2013, la composition génétique de la population de Belém est à 53,70 % européenne, à 16,80 % africaine, et à 29,50 % indigène.

#### Amazonas
Toujours selon cette même étude génétique de 2013, l’ancestralité des habitants de Manaus est à 45,9 % européenne, à 37,8 % indigène et à 16,3 % africaine. D’autre part, toujours selon cette même analyse, l’ascendance des habitants de Santa Isabel do Rio Negro, communauté isolée dans le nord de l’État d’Amazonie, est indigène à un taux de 75,80 %, africaine à un taux de 7,4 %, et européenne à un taux à 16,80%.

### Dans le centre-ouest
D’après les études autosomiques effectuées, l’ascendance africaine s’attribue une part de 21,70 % dans l’héritage génétique de la population du centre-ouest, celle européenne une part de 66,30 %, et celle indigène de 12,00 %,.

### Communautésquilombolas
Des recherches génétiques menées dans les quilombos (communautés constituées de descendants d’esclaves marrons) ont révélé que l’ancestralité africaine est prédominante dans la plupart de ceux-ci, bien que la présence d’éléments d’origine européenne et indigène dans ces communautés soit significative. Cela tend à prouver que les quilombos n’ont pas été peuplés uniquement d’Africains, mais que des personnes d’origine européenne et indigène s’y sont aussi intégrées. Les études montrent que la grille d’ascendance des quilombas est plutôt hétérogène, se présentant comme quasi exclusivement africaine pour quelques-uns, tels que le quilombo de Valongo, dans le sud du pays, ou, pour d’autres, avec une ascendance européenne arrivant à prédominer, comme dans le cas du quilombo de Mocambo, dans le Nordeste.
| Ascendance génétique des habitants de quilombos | Ascendance génétique des habitants de quilombos | Ascendance génétique des habitants de quilombos | Ascendance génétique des habitants de quilombos |
| Nom du quilombo                                 | Africaine                                       | Européenne                                      | Indigène                                        |
| ----------------------------------------------- | ----------------------------------------------- | ----------------------------------------------- | ----------------------------------------------- |
| Cametá (Nord)                                   | 48%                                             | 17,9%                                           | 34,1%                                           |
| Cajueiro (Nordeste)                             | 67,4%                                           | 32,6%                                           | 0%                                              |
| Curiaú (Nord)                                   | 73,6%                                           | 26,4%                                           | 0%                                              |
| Paredão (Sud)                                   | 79,1%                                           | 2,8%                                            | 18,1%                                           |
| Trombetas (Nord)                                | 62%                                             | 27%                                             | 11%                                             |
| Valongo (Sud)                                   | 97,3%                                           | 2,7%                                            | 0%                                              |
| Mimbó (Nordeste)                                | 61%                                             | 17%                                             | 22%                                             |
| Sítio Velho (Nordeste)                          | 72%                                             | 12%                                             | 16%                                             |

## Groupes ethniques

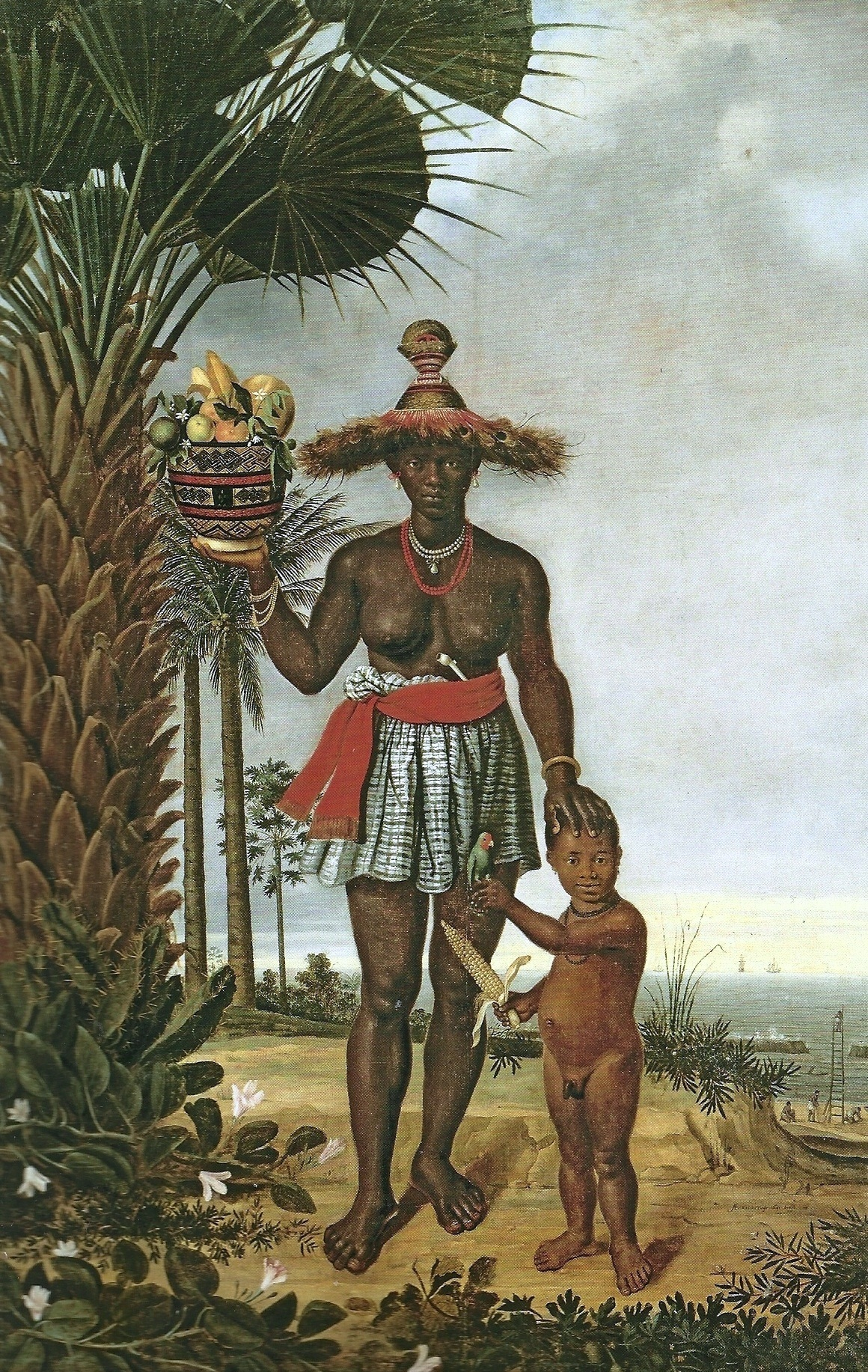
Femme africaine bantoue avec son enfant à Recife, capitainerie de Pernambouc. Huile sur toile d’Albert Eckhout (XVIIe siècle). La majorité des Africains amenés au Brésil est d’origine bantoue.

Les Portugais classaient les différentes ethnies africaines de manière générique, sans égard aux particularités des sous-groupes de chaque catégorie. En règle générale, les esclaves étaient identifiés en fonction de la région où se trouvait le port d’embarcation. Il s’ensuit qu’une catégorie considérée comme homogène par les Portugais pouvait en fait englober plusieurs ethnies distinctes.
Sommairement, on peut classer les cultures africaines transplantées au Brésil en trois grands groupes,, :
- les cultures « soudanaises » : les Yorubas du Nigeria, les Ewes (« Dahoméens ») du Dahomey (Bénin), les Fantis et Ashantis de la côte de l'Or (Ghana), entre autres ;
- les cultures islamisées : les Peuls, les Mandingues, et les Haoussas dans le nord du Nigéria, appelés noirs « malês » dans la Bahia et noirs « alufás » à Rio de Janeiro ;
- les cultures bantoues : du Congo, de l’Angola et du Mozambique.

Ces Ouest-Africains, originaires de la dénommée côte d’Elmina, surtout de l’actuel Nigéria et du Bénin, étaient collectivement désignés par « Minas » ou « Soudanais », bien que dans ce groupe générique fussent inclus différentes ethnies distinctes, comme les Yorubas, Ewes, Fantis et Ashantis, Gas et Tchis (« Minas »), Malês (islamisés), Haoussas, Kanouris, Nupes, Gourounsis, Peuls et Mandingues. Nombre d’esclaves obtenus sur la côte d’Elmine étaient musulmans, et quelques-uns parmi eux savaient lire et écrire en arabe, fait inhabituel dans le Brésil colonial, où la majorité de la population, élites comprises, était analphabète. L’influence de ces esclaves était visible, en particulier à Salvador, notamment dans les tenues vestimentaires des Bahianais, avec le caractéristique turban musulman, les robes longues et amples, les châles et les fichus à rayures bariolées.
Un autre groupe important arrivé en grand nombre au Brésil était celui des Bantous, pour la plupart originaires d’Angola ; toutefois ce groupe comprenait aussi des esclaves de régions plus éloignées, comme le Mozambique.

### Bantous
Les Bantous sont les descendants d’un groupe ethnolinguistique qui à une date relativement récente s’est rapidement propagé à partir de l’actuelle région du Cameroun en direction du sud, atteignant le littoral tant occidental qu’oriental de l’Afrique. Comme cette expansion est récente, les différentes nations bantoues ont en commun un grand nombre de caractéristiques ethno-culturelles, linguistiques et génétiques, en dépit de la vaste étendue sur laquelle ils se sont répandus. Les Bantous amenés au Brésil venaient des régions qui forment actuellement les États d’Angola, de la République du Congo, de la République démocratique du Congo, du Mozambique et, dans une moindre mesure, de la Tanzanie ; ils appartenaient à l’une des subdivisions ethniques utilisées par les négriers, à savoir les Cassangas, les Benguelas, les Ibindas, les Dembos, les Rebolos, les Angicos, les Makuas, etc., et constituaient la majeure partie des esclaves conduits vers les provinces de Rio de Janeiro, de Minas Gerais et vers la zone forestière (mata) du littoral nordestin,,.

### Ouest-Africains
Les Ouest-Africains provenaient d’une vaste région côtière s’étendant du Sénégal jusqu’au Nigeria, en plus de l’arrière-pays adjacent. On désignait par Soudan toute la bande de terre qui, limitrophe du Sahel, s’étire dans un sens est-ouest en traversant l’Afrique de part en part, de sorte que les esclaves d’origine ouest-africaine étaient souvent dénommés Soudanais ‒ ce qui peut prêter à confusion avec les habitants de l’actuel État du Soudan, région qui pourtant n’a jamais servi de gisement d’esclaves à destination des Amériques. Au surplus, seuls certains des esclaves d’origine ouest-africaine venaient du Soudan au sens large. Les natifs d’Afrique de l’ouest, appelés à l’époque « noirs de Guinée », furent les premiers esclaves à être emmenés vers les Amériques.

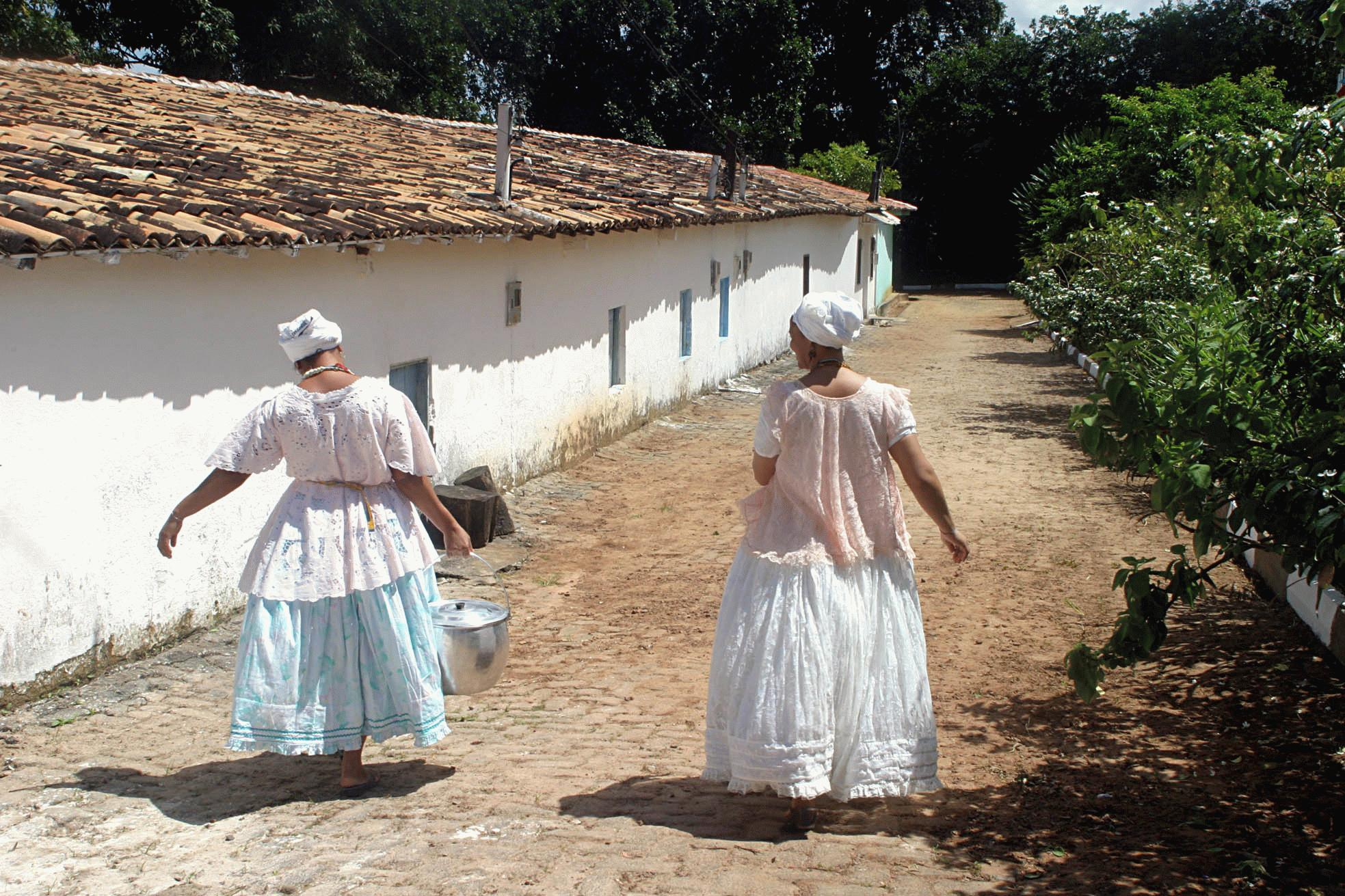
L’habillement bahianais trahit l’influence musulmane chez les esclaves ouest-africains.

Dans le livre Diálogos das grandezas do Brasil, de 1610, son auteur probable, Ambrósio Fernandes Brandão, évoque l’abondance d’« esclaves de la Guinée » qui existait dans les capitaineries nordestines :

« [...] ce à cause de quoi l’on a créé dans ce Brésil une nouvelle Guinée avec une grande multitude d’esclaves venus de là où ils se trouvent ; de sorte que, dans quelques-unes des capitaineries, il y en a plus de ceux-là que de naturels [Indiens] du pays, et tous les hommes qui y vivent ont placé presque toute leur entreprise [fazenda] dans pareille marchandise. »

Les Ouest-Africains étaient originaires principalement des régions constituées des actuels États de Côte d'Ivoire, de la Guinée, du Bénin, du Togo, du Ghana et du Nigeria. La région du golfe du Bénin était l’un des principaux lieux d’embarquement d’esclaves, à telle enseigne qu’elle était connue sous le nom de côte des Esclaves. Les Ouest-Africains formaient le plus grand contingent des esclaves transportés vers la Bahia. Ils appartenaient à différents groupes ethniques que la traite divisait schématiquement en :
- Nagôs : ceux qui parlaient ou comprenaient la langue des Yoruba, ce qui englobait des ethnies comme les Kétous, les Egbas, les Egbados, les Savès, etc. ;
- Ewes : cette catégorie comprenait une série d’ethnies, parmi lesquelles les Fons, les Ashantis, les Ewes, les Fantis, les Minas et d’autres moins importantes, comme les Krous, Agnis, Nzemas, Timinis, etc.

Les « Malês » étaient des esclaves d’origine ouest-africaine, locuteurs dans la plupart des cas de la langue haoussa, et adeptes de l'islam. Beaucoup parmi eux parlaient et écrivaient en arabe, ou usaient de caractères arabes pour transcrire le haoussa. Outre les Haoussas, les autres ethnies islamisées dont des membres ont été emmenés comme esclaves au Brésil étaient les Mandingues, les Peuls, les Tapas, Bornos, les Gourounsis, etc. Mais il y eut encore d’autres Ouest-Africains, issus d’autres ethnies que celles déjà mentionnées, comme les Mahis, les Savalous, et plusieurs autres groupes mineurs.

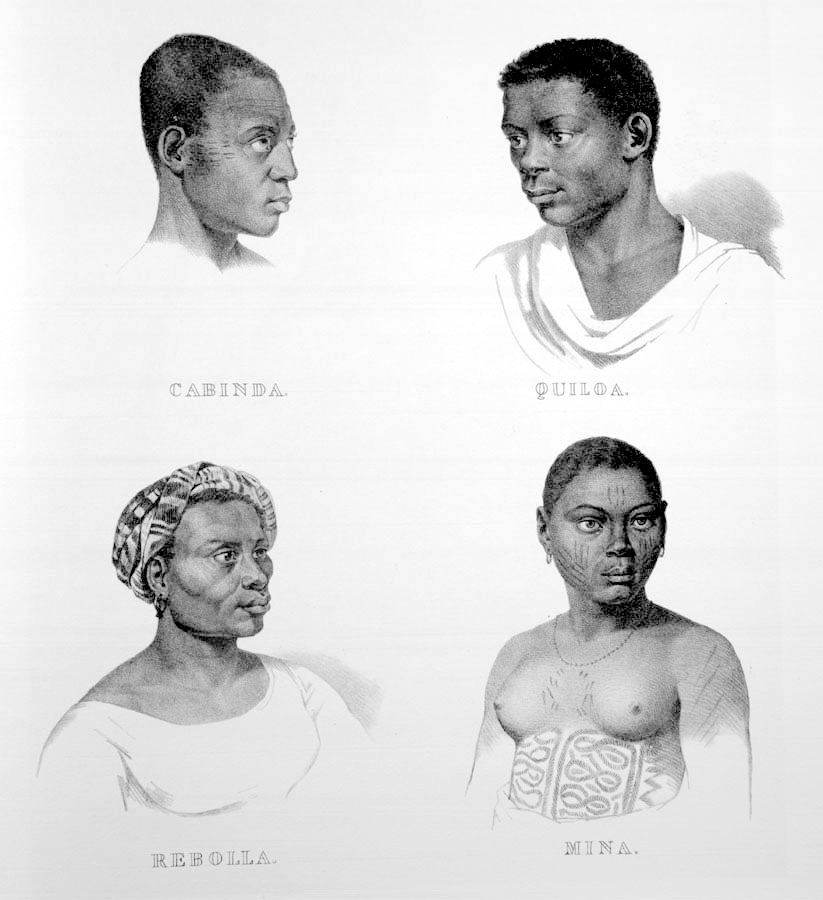
Esclaves de Cabinda, de Quiloa, de Rebola et d’Elmina
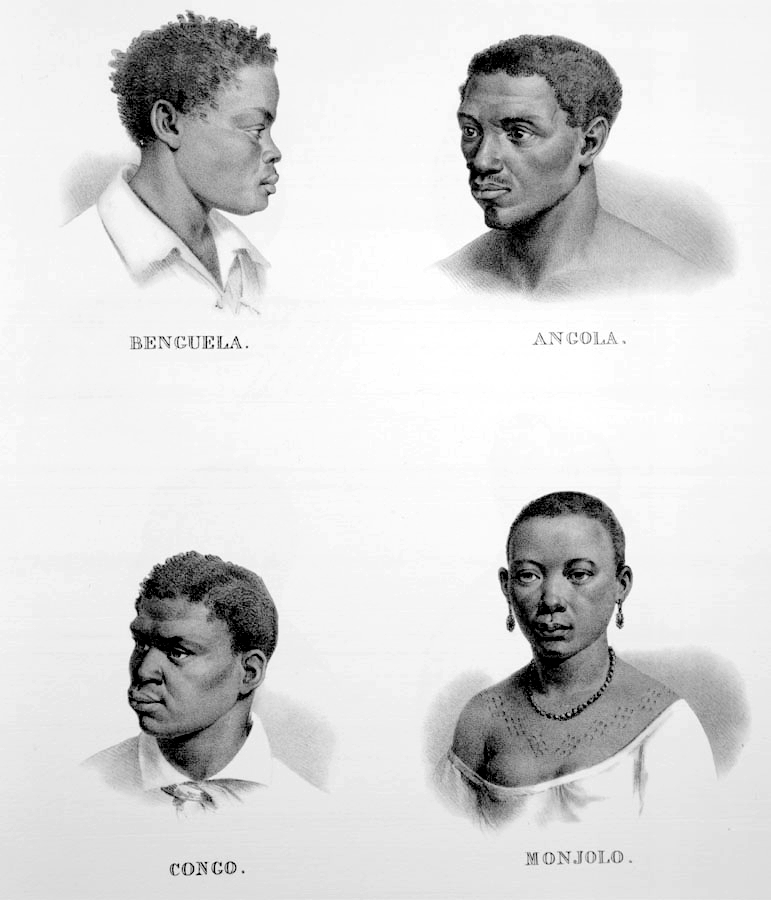
Esclaves de Benguela, d’Angola, du Congo et monjolos
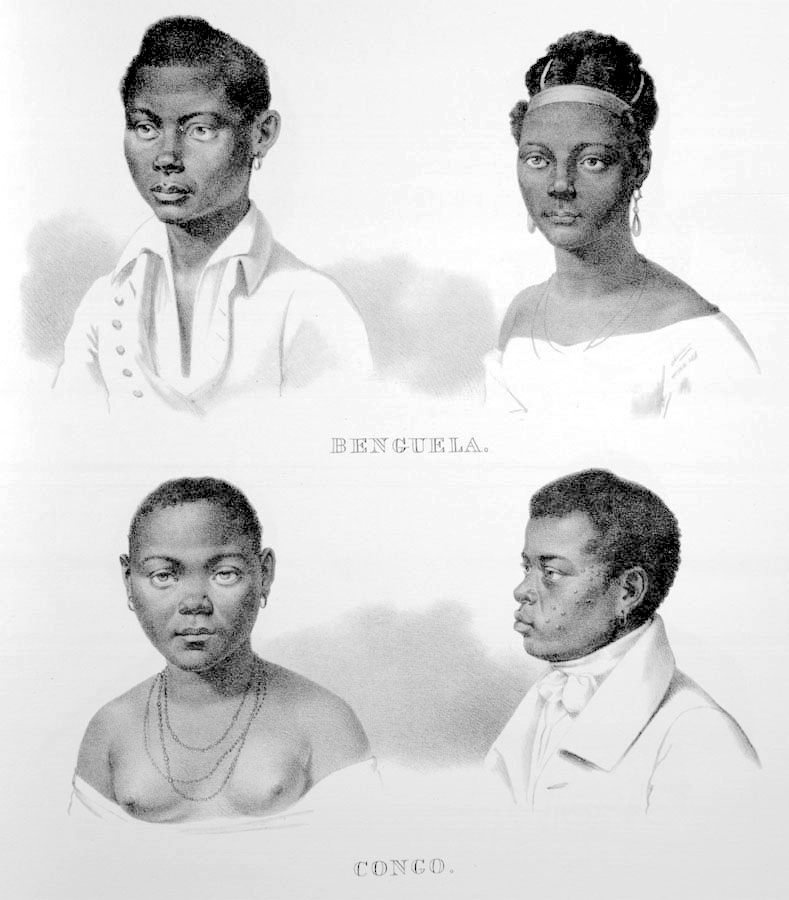
Esclaves de Benguela et du Congo
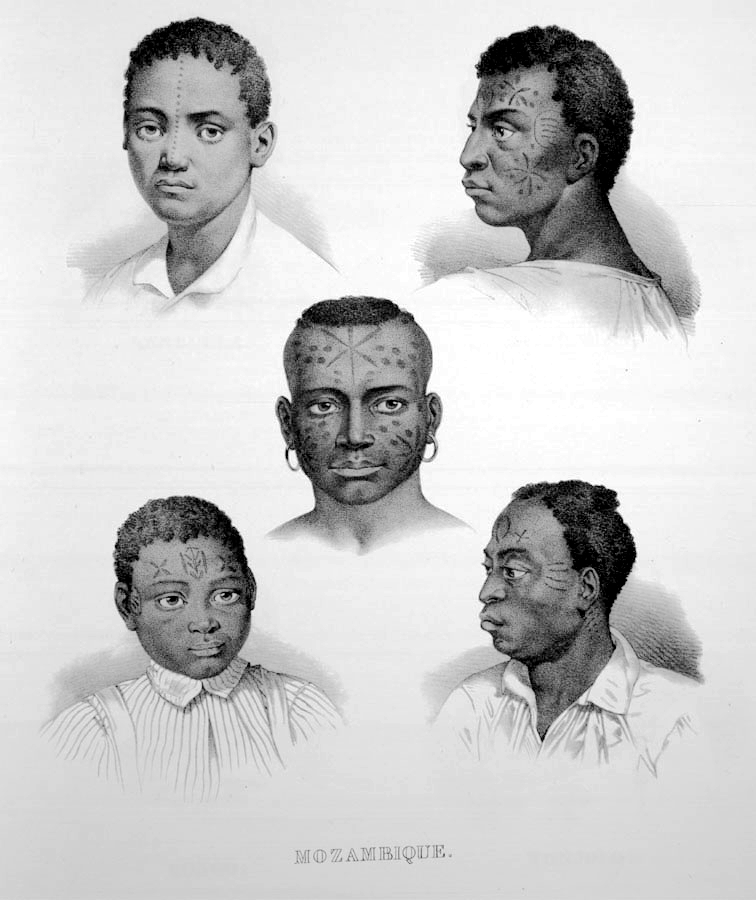
Esclaves du Mozambique

## Démographie
| Entrée d’esclaves africains au Brésil(IBGE) | Entrée d’esclaves africains au Brésil(IBGE) | Entrée d’esclaves africains au Brésil(IBGE) | Entrée d’esclaves africains au Brésil(IBGE) | Entrée d’esclaves africains au Brésil(IBGE) |
| ------------------------------------------- | ------------------------------------------- | ------------------------------------------- | ------------------------------------------- | ------------------------------------------- |
| Période                                     | 1500-1700                                   | 1701-1760                                   | 1761-1829                                   | 1830-1855                                   |
| Quantidade                                  | 510.000                                     | 958.000                                     | 1.720.000                                   | 718.000                                     |

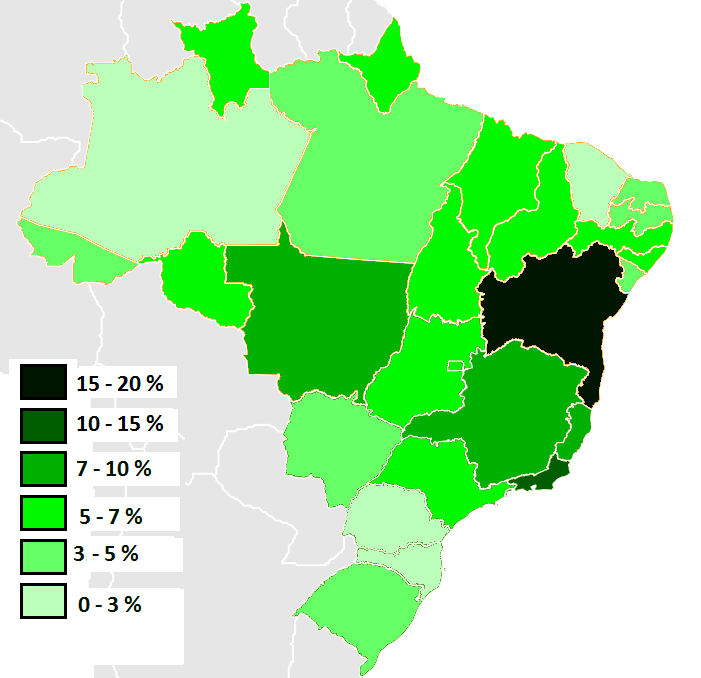
États selon le pourcentage de noirs en 2009

Pendant la période coloniale et impériale, des noirs en grand nombre furent transportés comme esclaves vers le Brésil et constituaient une portion importante de la population totale ; toutefois l’accroissement de la population noire fut ensuite relativement restreint en comparaison de l’arrivée de nouveaux esclaves d’Afrique subsaharienne. Les raisons en sont, premièrement, que les hommes formaient la grande majorité des esclaves amenés au Brésil, le nombre d’hommes étant jusqu’à huit fois plus élevé que celui des femmes ; deuxièmement, que la mortalité était très supérieure chez les esclaves à ce qu’elle était dans le reste de la population brésilienne. À certains moments de l’histoire du Brésil, la hausse de la population esclave était due uniquement à l’augmentation de la traite. Il y a lieu de souligner cependant que le nombre d’esclaves qui entraient ne peut être chiffré avec certitude, car au Brésil aucun recensement de la population n’a été effectué avant 1872. Ce qui apparaît sûr en revanche, c’est que le nombre d’Africains amenés au Brésil était important, et que la majorité de ceux-ci étaient de sexe masculin, avec une espérance de vie en général fort basse. Selon les paroles d’Auguste de Saint-Hilaire : « Une infinité de nègres mourait sans laisser de descendance ». Quand même le chiffre de la population entière du Brésil, estimé à 4 millions autour de 1823, englobant tous les segments de la population (blancs, bruns et métis en général, Africains libres et esclaves, et Indiens), rend compte du nombre total d’Africains qui, d’après certains, seraient venus au Brésil durant toute la période coloniale, il n’est pas possible pour autant de dire que le nombre d’Africains amenés corresponde à celui qui contribua effectivement à la croissance démographique du pays.
La population noire s’accrut vigoureusement avec l’amélioration du traitement réservé aux esclaves consécutive à la loi Eusébio de Queirós de 1850, qui mit fin à la traite. Dans le premier recensement jamais effectué au Brésil de la couleur de peau de la population, en 1872, les résultats étaient les suivants : 4 188 737 bruns (pardos), 3 787 289 blancs, et 1 954 452 noirs, les noirs formant ainsi le troisième groupe par taille d’effectifs, comme il l’est du reste encore aujourd’hui. Lors d’un deuxième recensement, accompli en 1890, on releva une timide augmentation de la population noire, ainsi que le montrent les résultats suivants : 6 302 198 blancs, 5 934 291 bruns, et 2 097 426 noirs, résultats desquels il ressort que si certes les noirs continuaient d’être le troisième groupe au sein de la population brésilienne à cette époque, ils n’avaient toutefois pas connu la même hausse d’effectifs que les blancs et les bruns entre 1872 et 1890,.

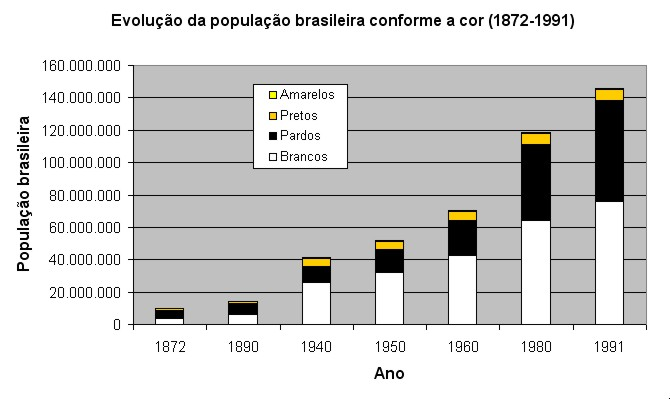
Évolution en nombres absolus de la population de chaque couleur.

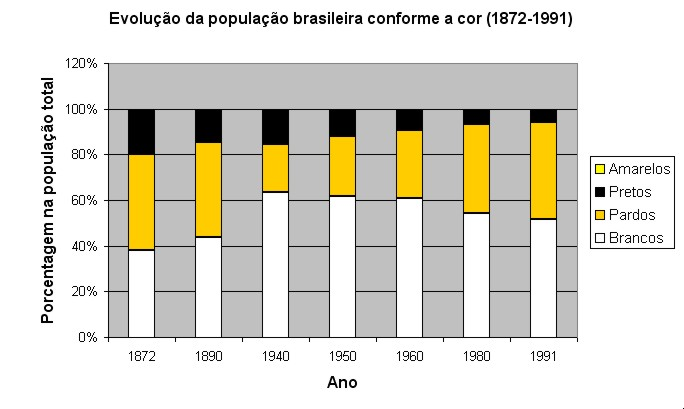
Évolution en % par rapport à la population totale.

Les esclaves masculins, jeunes, plus forts et plus sains, étaient les plus prisés, et les bateaux négriers embarquaient plus d’hommes que de femmes. Il en résulta un grand déséquilibre démographique entre hommes et femmes dans la population des esclaves, les hommes en effet constituant 73,7 % et les femmes seulement 26,3 % de la population esclave dans la période 1837-1840. De surcroît, les maîtres d’esclaves ne se souciaient pas de la reproduction naturelle de leurs effectifs d’esclaves, vu qu’il était plus avantageux d’acheter des esclaves fraîchement acheminés par le trafic international que de régler les dépenses d’alimentation des enfants.
Les facteurs ayant concouru à la brusque diminution du nombre relatif des noirs sont de diverse nature. Premièrement, il y eut une forte immigration européenne vers le Brésil dans la seconde moitié du XIXe siècle et la première moitié du XXe. Deuxièmement, la mortalité était bien plus élevée chez les noirs, qui de façon générale n’avaient pas accès à une bonne alimentation, à l’hygiène de base et aux soins de santé.
Se référant à la baisse de la proportion de noirs dans la population brésilienne, João Batista de Lacerda, seul Latino-Américain à présenter un rapport lors du 1er Congrès universel des Races à Londres en 1911, observa :

« Au Brésil, l’on a déjà vu des enfants de métis (mulâtres, bruns) présenter, dans la troisième génération, tous les caractères physiques de la race blanche [...]. Quelques-uns gardent quelques rares traces de leur ascendance noire sous l’effet de l’atavisme [...], mais l’influence de la sélection sexuelle [...] tend à neutraliser celle de l’atavisme, et à retirer aux descendants des métis toutes les traces de la race noire [...]. Sous l’effet de ce processus de réduction ethnique, il est logique de s’attendre à ce que dans guère plus d’un siècle, les métis aient disparu du Brésil. Cela coïncidera avec l’extinction parallèle de la race noire parmi nous. »

Pour les autorités brésiliennes, la politique d’immigration menée au XXe siècle ne visait pas seulement à faire mettre en valeur des terres inexploitées, à se procurer de la main-d’œuvre et à développer le Brésil, mais aussi à « civiliser » et à « blanchir » (embranquecer) le pays avec des populations européennes. Le décret no 528 de 1890, signé par le président Deodoro da Fonseca et par le ministre de l’Agriculture Francisco Glicério, disposait que l’entrée d’immigrants d’Afrique et d’Asie ne serait permise que moyennant l’autorisation du Congrès national. Le même décret n’imposait aucune restriction à l’immigration d’Européens, voire l’encourageait. Jusqu’à sa révocation en 1907, ledit décret prohibait en pratique l’immigration d’Africains et d’Asiatiques vers le Brésil. Nonobstant qu’on l’on eût, à divers moments historiques, besoin de beaucoup de main-d’œuvre peu qualifiée, nul ne songea, après que la loi Eusébio de Queirós eut mis un terme à la traite, à faire venir d’Afrique des immigrants libres.

### La famille esclave
Pendant de longues années, historiens et anthropologues ont soutenu qu’au Brésil les esclaves ne fondaient pas de famille. Florestan Fernandes p.ex. affirmait que les esclaves ne reconnaissaient aucune règle — leur présumée « anomie » —, ne ressentaient aucune solidarité entre eux, et que la famille — non seulement la famille comme lignage, mais aussi la famille conjugale et nucléaire, avec le père présent dans le quotidien  —, n’a chez eux en pratique jamais existé. Pour ces auteurs, l’union entre noirs n’était que passagère, ne donnant lieu qu’à des enfants illégitimes, et les liens de parenté et la vie de famille étaient détruits par la vente, par les obstacles posés par les maîtres à la formation de familles chez les esclaves, et par le commerce intérieur qui démantelait ces unions. Les rares familles existantes étaient centrées sur la mère, et presque toujours les enfants étaient élevés sans la présence du père.

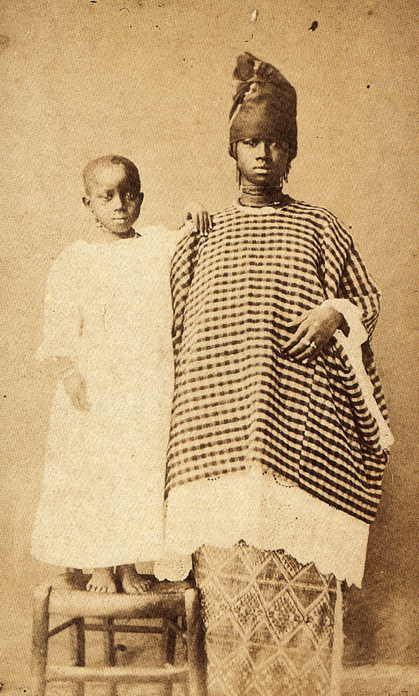
Mère et fille noires au XIXe siècle. Les liens familiaux avaient une grande importance dans la vie des esclaves.

Des études plus récentes ont cependant réfuté ces représentations. Au rebours des premières, les nouvelles recherches ont démontré que dans les régions de plantation du sud-est du Brésil, le nombre des mariages, conclus à l’église, était élevé chez les esclaves. Elles ont également mis au jour une stabilité impressionnante de ces familles, et qu’il y avait entre les parents et leurs enfants une cohabitation rapprochée. Dans les grandes propriétés anciennes en particulier, cette stabilité apparaissait avec évidence dans les différentes familles étendues examinées, lesquelles comprenaient des membres de trois générations vivant ensemble avec leurs frères et sœurs adultes et avec leurs enfants respectifs. C’est là tout du moins le tableau de la situation telle qu’elle prévalait dans l’ouest de l’État de São Paulo et dans la Vallée du Paraíba au XIXe siècle.
Il y avait toutefois des disparités régionales. Dans la Bahia, tant au XVIIIe qu’au XIXe siècles, les taux d’illégitimité étaient des plus élevés, révélant un défaut de mariages formels entre esclaves, et quelques paroisses n’arrivaient même pas à enregistrer ne serait-ce qu’un seul enfant légitime. En revanche, dans la freguesia (paroisse civile) de Campos dos Goitacases, dans l’État de Rio de Janeiro au XVIIIe siècle, le taux de légitimité chez les enfants nés d’esclaves était fort haut, s’élevant à la moitié du total des naissances, et montant même à 86 % dans quelques freguesias. Si ces différences régionales restent inexpliquées, l’on observe néanmoins que les niveaux d’assimilation culturelle variaient d’une ethnie africaine à l’autre. Dans le sud-est du Brésil, la majorité des esclaves était bantoue, ethnie réputée plus facilement assimilable à la tradition catholique (encore que ceci ait été mis en doute), tandis que dans le Nordeste, et en particulier dans la Bahia, la plupart des esclaves étaient nagô, et Salvador fut le théâtre de plusieurs révoltes esclaves jamais observées ailleurs au Brésil. Cela pourrait indiquer que le Nagô était moins disposé à accepter les règles de la vie familiale telles que prescrites par le catholicisme.
Quoi qu’il en soit, rien ne permet d’affirmer que les esclaves étaient anomiques. Même dans les régions où prédominait la formation de familles selon les normes catholiques, il y avait d’autres manières dont les esclaves pouvaient tisser des liens familiaux, comme le remplacement des parents biologiques par d’autres parents, ou encore l’inclusion de non parents afin de combler les vides dans la famille étendue. Du reste, de façon générale, les mariages formels étaient peu fréquents dans le Brésil colonial, y compris entre personnes libres, qu’elles soient blanches ou d’ascendance africaine. En 1805, dans la comarque de Sabará, dans le Minas Gerais, seuls 29,7 % des blancs, 24,5 % des mulâtres et 21,4 % des noirs avaient fait consacrer leur union par l’Église.
Selon Florestan Fernandes, les maîtres détruisaient les familles esclaves afin de pérenniser l’esclavage, et créaient à la place des esclaves anomiques, sans unité et sans pouvoir d’organisation. À l’opposé de cette vision, les historiens Manolo Florentino et José R. Góes soutiennent que les maîtres au contraire incitaient à la constitution de familles chez leurs esclaves, raisonnant que la création de tels liens affectifs prévenaient les révoltes internes et assuraient ainsi la paix dans les cases-nègres.
Hebe Maria Mattos affirme qu’au Brésil, la fondation de ces familles n’a pas eu pour effet de faire naître une identité particulière, noire et esclave, en opposition à une identité blanche et libre, comme cela s’est produit aux États-Unis. La famille, bien que noyau fondamental dans la vie des captifs, n’a pas conduit à construire une identité raciale, mais une identité qui tendait à rapprocher les esclaves des hommes libres pauvres.

## Métissage
Le processus de métissage entre Africains, Européens et Indigènes a été fondamental dans la formation de la population brésilienne. Le phénomène n’a pas pour autant débouché sur une démocratie raciale, comme l’ont postulé certains auteurs, étant donné que la race, la couleur de peau, l’origine et la classe sociale ont toujours continué à exercer une influence directe sur les chances de mobilité sociale des habitants du Brésil. Quelques auteurs, tels que Gilberto Freyre et Sérgio Buarque de Holanda, ont défendu la thèse selon laquelle il n’y avait pas chez les Portugais de préjugés de race, ou extrêmement peu, circonstance qui expliquerait leur propension au mélange racial. Plus tard, d’autres chercheurs, comme Charles Ralph Boxer, en désaccord avec cette théorie, pointeront que les Portugais étaient l’un des peuples les plus racistes de leur époque, développant en effet, entre les XVIe et XVIIIe siècles, un système complexe de « pureté de sang » (limpeza de sangue), qui donnait lieu à des exclusions et stigmatisations de toutes sortes à l’encontre de descendants de Juifs, de Maures, d’Amérindiens, de noirs et d’autres,. Juger si les Portugais étaient pas du tout, peu ou très racistes dépendra des différentes interprétations historiques, par contre la théorie selon laquelle ils auraient été plus enclins à se mélanger avec d’autres races s’effondre dès que l’on s’attache à analyser la situation dans les autres colonies portugaises ; en effet, en Afrique et en Inde, au contraire du Brésil, aucun métissage expressif n’a eu lieu entre Portugais et indigènes. Ce qui ressort de ces constatations est que le processus de métissage au Brésil s’inscrit dans un projet portugais d’occupation et d’exploitation du territoire brésilien, projet déjà fixé jusqu’à un certain point. Le Portugal ayant des effectifs de population très réduits, le pays ne pouvait pas entreprendre la mise en valeur agraire du vaste territoire colonial brésilien avec des colons uniquement de souche portugaise. La Couronne portugaise avait besoin d’une couche intermédiaire de métis et d’anciens esclaves noirs et mulâtres pour mener à bien ses projets économiques. Par suite, en dépit de ce que les exigences de « pureté de sang » eussent viré en une véritable obsession au Portugal, dans la colonie, face au manque chronique de personnes blanches, surtout de femmes, la Couronne dut souvent clore un œil sur l’origine métisse des individus, en particulier de ceux occupant des postes de décision dans la société coloniale. Pour autant, ceci n’atténuait pas leur infériorisation ni ne supprimait les grandes difficultés d’ascension sociale qu’éprouvaient ces mêmes personnes.

### Métissage entre noirs et blancs

#### Exploitation sexuelle
« Douze ans est la fleur de l’âge des Africaines. Il y a dans celles-ci de temps à autre un enchantement si grand, que les gens en oublient la couleur [...]. Les petites négresses sont généralement bien fournies et solides, avec des façons dénotant une agréable amabilité, et tous leurs mouvements pleins d’une grâce naturelle, les pieds et mains plastiquement beaux. Des yeux, un feu tellement particulier irradie et le sein brûle d’un tel désir ardent, qu’il est difficile de résister à de telles séductions. »

— Carl Schlichthorst.

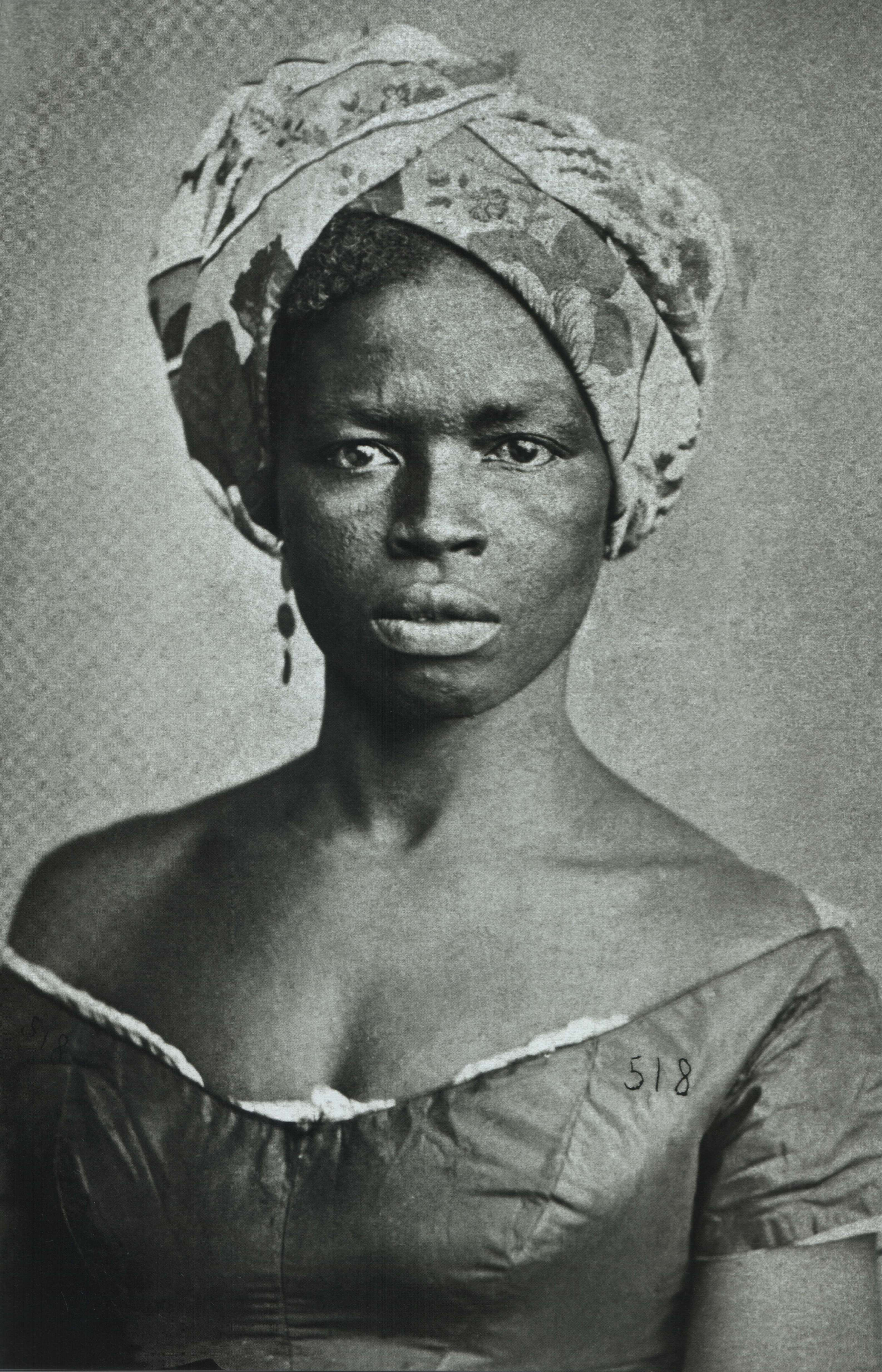
Noire avec turban, photographiée par Alberto Henschel (vers 1870).

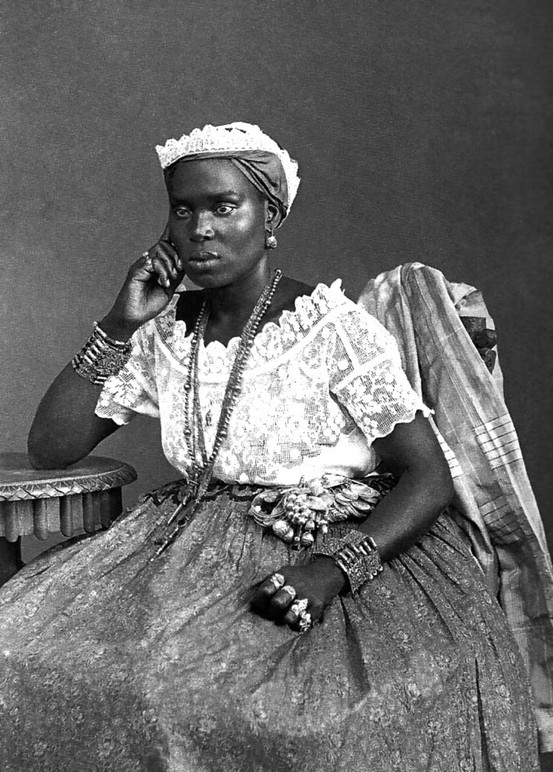
Femme noire de la Bahia, photographiée par Marc Ferrez (vers 1885).

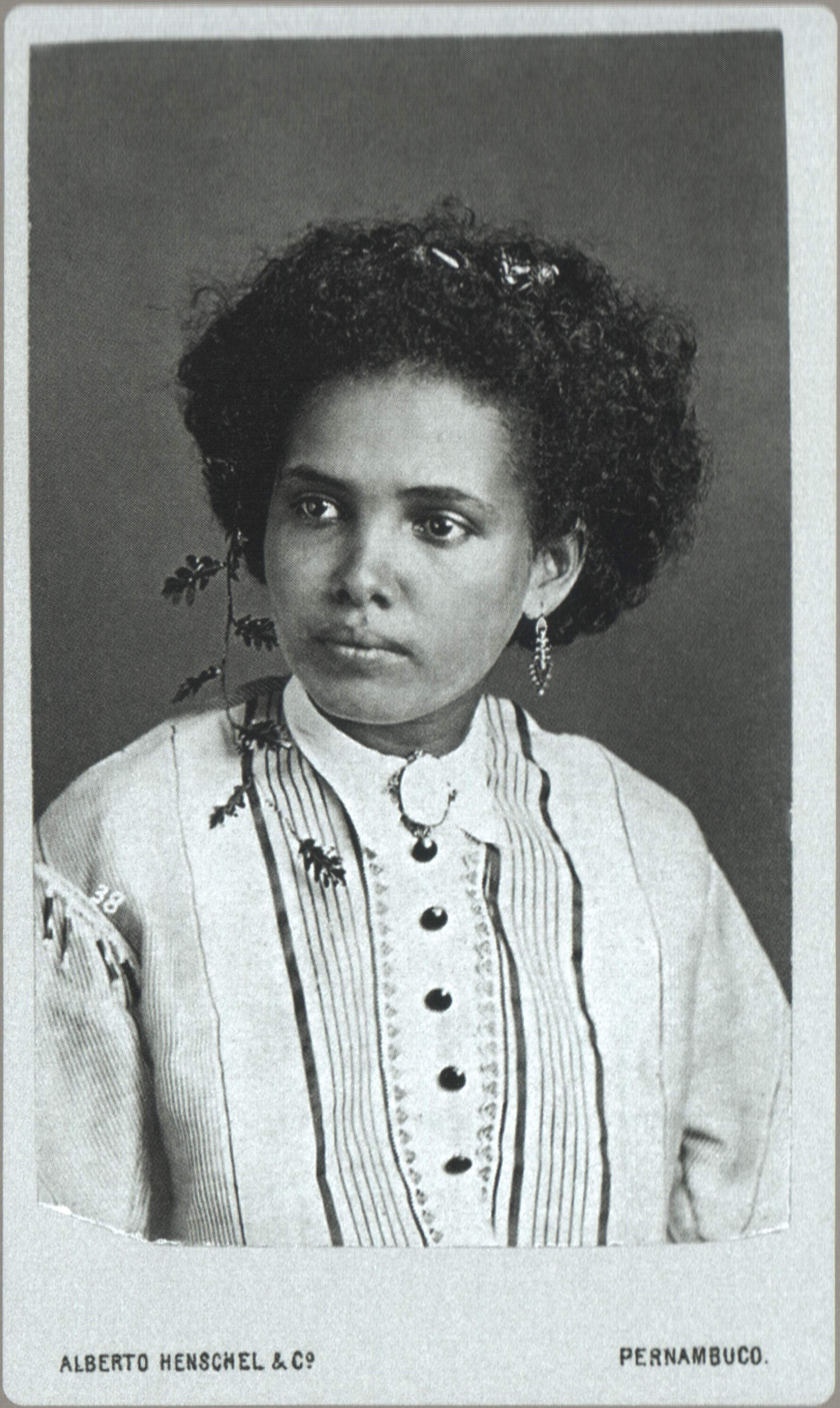
Jeune fille mulâtre, photographiée par Albert Henschel (vers 1869).

Si pendant plusieurs siècles, dans le monde occidental, les femmes vivaient, indépendamment de leur race ou de leur origine, dans une relation de subordination vis-à-vis des hommes, leur situation était beaucoup moins enviable encore dans les sociétés esclavocrates, où les esclaves des deux sexes étaient souvent victimes d’exploitation sexuelle par leurs maîtres, que ce soit dans le sens hétérosexuel ou homosexuel,. Pour les femmes esclaves, la situation était, dans le cas particulier du Brésil, plus dégradante encore, en ceci qu’à l’exploitation sexuelle typique du rapport maître-esclave s’ajoutait la misogynie raciste qui avait pris forme dans la société coloniale. Les hommes adressaient des paroles grivoises et à sous-entendus sexuels aux femmes noires et mulâtres, esclaves ou affranchies, alors que galanteries et paroles amoureuses étaient dévolues aux blanches. La femme d’origine africaine, au même titre que la femme indigène dans le premier siècle de la colonisation, était fréquemment reléguée au rang d’objet sexuel aux mains des hommes blancs.
La beauté des femmes africaines était souvent vantée par les voyageurs européens arrivés au Brésil, en particulier des femmes esclaves originaires de la côte d’Elmina, qui avaient la peau plus claire et qui donc, quoique ne cessant pas pour autant d’être exotiques, s’approchaient des canons de beauté ayant cours en Europe. Pourtant, le fait que les colonisateurs portugais se soient sentis attirés sexuellement par les femmes indigènes, noires ou mulâtres ne permet pas de conclure sans équivoque à une absence de préjugé racial, vu que la plupart de ces relations s’accomplissaient dans un rapport d’inégalité et comportaient souvent une part de violence et de sadisme.
La vision de la femme d’origine africaine, — plus particulièrement de la mulâtre, ou de façon générale de toute femme pauvre —, comme objet sexuel dans les mains d’hommes nantis, est une vision qui résonne encore dans la société brésilienne jusqu’à l’époque actuelle ; comme le note Darcy Ribeiro, « ce qui caractérise le Portugais d’autrefois et le Brésilien de la classe dominante d’aujourd’hui est la duplicité de ses modèles de rapports sexuels : l’un, pour ses rapports au sein de son propre milieu social, et un autre, opposé, pour les gens de couches plus pauvres ».
Néanmoins, il serait abusif de postuler que l’émergence au Brésil d’une ample strate de métis et de mulâtres soit seulement le résultat de l’exploitation sexuelle des esclaves par leurs maîtres. En effet, il y eut également des relations consenties, ordinairement des concubinages, dont quelques-unes assez durables, entre hommes blancs et femmes de couleur. Selon l’historien Manolo Florentino, « le métissage brésilien a beaucoup plus à voir avec le Portugais pauvre qui interagit matrimonialement et sexuellement avec les femmes noires, qu’avec les hommes de l’élite entretenant des relations sexuelles avec des femmes noires pauvres ou asservies ».

#### Relations amoureuses et concubinages
Dans la société hiérarchisée et d’exclusion qu’était le Brésil colonial, les inégalités sociale, raciale et d’origine entre les partenaires amoureux contrariaient la conclusion de mariages légaux. Dans presque tous les cas, l’État portugais faisait obstacle à l’union entre personnes de conditions inégales, allant même jusqu’à engager des procédures judiciaires pour vérifier l’origine des candidats au mariage. En conséquence, noirs et mulâtres n’étaient autorisés à épouser que des partenaires d’égale condition. Toutefois, la pénurie de femmes blanches dans la colonie conduisait nombre d’hommes blancs à avoir une relation amoureuse avec des femmes de couleur. Étant donné que ces liaisons n’étaient officialisées par l’Église qu’avec réticence, compte tenu de la rigueur de la législation portugaise en la matière, elles tendaient à se transformer en concubinages, quelques-uns passagers, d’autres durables.
Le concubinage avec des hommes blancs, d’une part, comportait des avantages pour les femmes noires et mulâtres, car par ce moyen elles parvenaient, une fois acquis leur affranchissement, à atténuer la stigmatisation de l’esclavage et de la couleur de peau, non seulement pour elles-mêmes, mais aussi et surtout pour leur progéniture, mais d’autre part, le statut de concubine la privait des privilèges légaux inhérents à la condition d’épouse. En effet, en cas de mariage officiel, la fortune du mari échoyait à la femme, mais non dans le cas d’un concubinage, à moins que la compagne n’eût été dûment citée dans le testament, ce qui du reste arrivait fréquemment. Un aspect qui paraissait positif dans le concubinat était la possibilité pour les enfants d’éviter la perpétuation, dans les documents officiels, des stigmates de couleur et de l’antérieure condition d’esclave de la mère. Dans une société où le lignage était survalorisé et où la « marque » de l’esclavage était transmise de génération en génération, l’occasion offerte d’occulter une origine esclave et noire dans la famille pouvait passer pour avantageuse. Cela participait du processus de « blanchiment » (branqueamento), processus biologique autant que social, dont les anciennes esclaves léguaient le résultat et les bénéfices à leurs descendants.
L’Église catholique tenta comme elle put de réprimer le concubinat, qualifié de crime. De temps en temps, bourgs et hameaux étaient visités par les évêques, à l’occasion des dénommées Visites ecclésiastiques, dans l’intention d’apurer les crimes moraux et de foi commis par les habitants de la colonie. Les résidents étaient obligés de confesser leurs propres fautes et à dénoncer celles des autres. Certains alors avouaient ce qui était déjà public et notoire, quand d’autres mettaient la situation à profit pour se venger de leurs voisins ou de leurs ennemis. Cependant, l’Église ne parvint pas, malgré ses efforts, à endiguer pour longtemps la prolifération des concubinages au Brésil.
Le métissage des Africains au Brésil s’effectua surtout à travers le concubinat impliquant des femmes noires ou mulâtres et des hommes blancs d’origine portugaise. Dans un relevé des personnes accusées de concubinage dans la comarque de Rio das Velhas, dans le Minas Gerais, entre 1727 et 1756, les chiffres recensés font apparaître que parmi les concubins, 92 % étaient des hommes blancs, et que chez les concubines, 52,1 % étaient africaines, 35,1 % créoles (noires brésiliennes) ou métisses, et seulement 11,8 % étaient blanches. Il y avait donc une nette prédominance du concubinat impliquant un homme blanc (92 %) et une femme noire ou mulâtre (87,2 %). Pendant longtemps, l’historiographie a voulu associer la pratique répandue du concubinage dans le Brésil colonial avec l’amoralité, avec la condition d’extrême pauvreté des personnes concernées et donc l’insuffisance de ressources pour réaliser un mariage légal, avec la faible disponibilité de femmes blanches etc. Ces explications omettaient de prendre en considération l’influence des cultures africaine et indigène dans ce contexte. Les femmes africaines et leurs descendants créoles, bruns et mulâtres ont des conceptions culturelles différentes des Européens. Pour beaucoup de ces femmes, rester célibataire ne représentait pas une déchéance, mais une vertu. Le mariage catholique à l’église, tant valorisé dans la culture portugaise, n’était pas encore une priorité pour les femmes d’origine africaine dans le Brésil colonial. Ce n’est que plus tard qu’il y eut une valorisation générale du mariage au Brésil, et que les femmes non mariées allaient être stigmatisées, par suite de l’importation de la culture portugaise, avec la diffusion d’éléments culturels tels que notamment la dévotion à saint Antoine, patron du mariage. Au XIIIe siècle, l’Église catholique s’efforça, à coups de répression, d’instituer le mariage monogame en Europe, par un processus ardu de mise aux normes des comportements. Au Brésil, ce processus ne se concrétisa qu’à partir de la deuxième moitié du XIXe siècle, dans le sillage du transfert de la cour portugaise vers le Brésil en 1807. Auparavant, des modes hétérodoxes d’organisation familiale avaient proliféré au Brésil, avec une prédominance du concubinat et des liaisons temporaires. En outre, le rôle de la femme était au Brésil plus dynamique que ce à quoi les Portugais s’attendaient, à partir des représentations catholiques de la femme effacée et dévote, que l’on tenta à présent d’imposer aussi dans la colonie. Ce n’est qu’au XIXe siècle, au prix d’une forte répression sexuelle, que notamment l’idée que l’activité sexuelle ne devait servir qu’à la reproduction s’implanta au Brésil, pendant que le mariage devenait la norme à suivre.

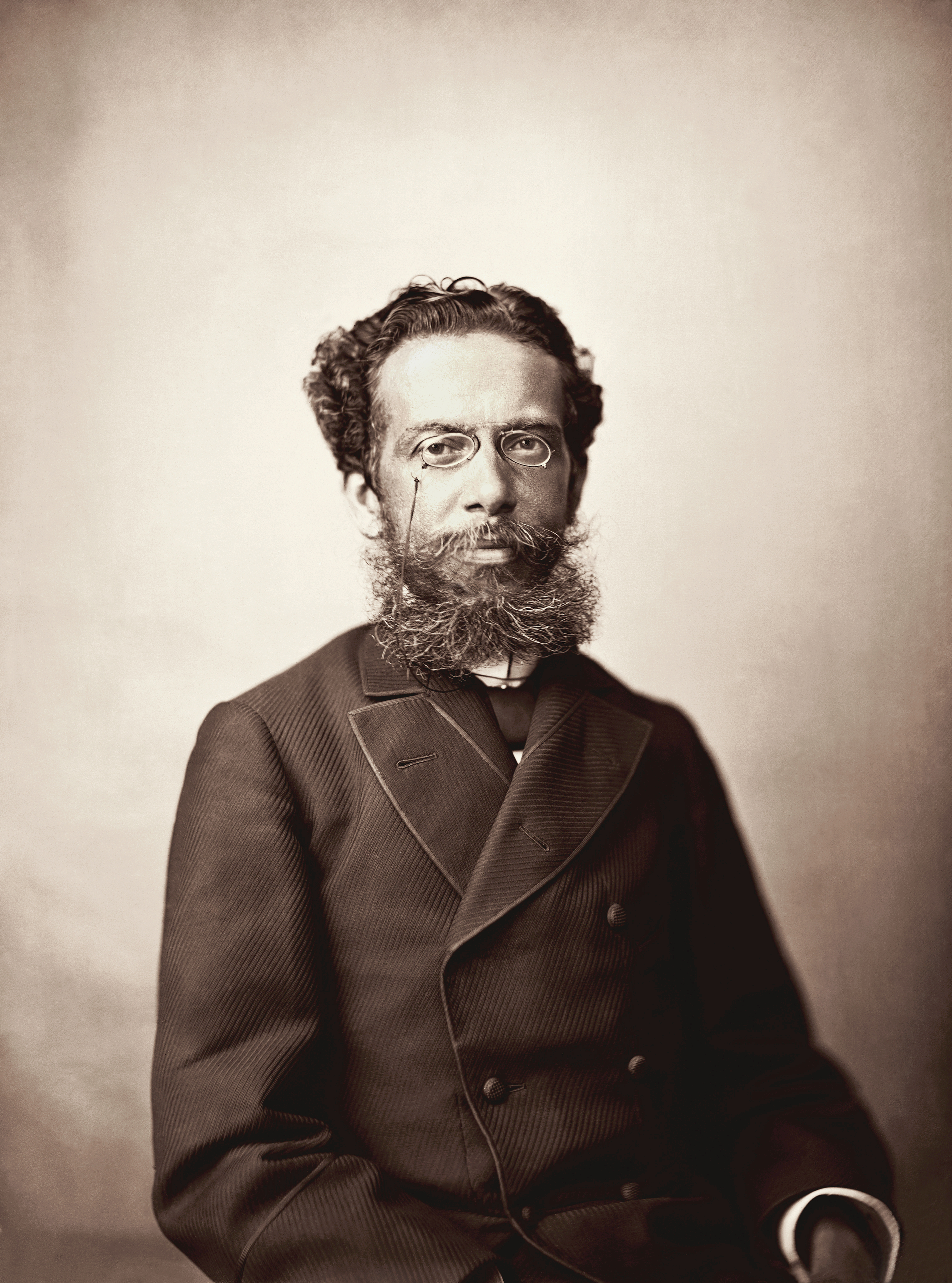
Considéré par beaucoup comme la plus grande figure de la littérature brésilienne,,, Machado de Assis était le fils d’un père mulâtre et d’une mère portugaise.

Dans l’opinion de beaucoup de femmes d’origine africaine dans le Brésil colonial, le concubinat ne restreignait pas la liberté des femmes comme le faisait le mariage, et pouvait en outre constituer une ascension sociale, dans la mesure où nombre de femmes esclaves étaient susceptibles d’obtenir la liberté après s’être unies à des hommes blancs. Ceux-ci avaient coutume de léguer des biens aux enfants qu’ils avaient conçus avec la concubine. Les femmes d’origine africaine pouvaient entretenir des relations endogames, polygames ou monogames, en jouant elles-mêmes un rôle central dans ces différentes structures. Les anciennes esclaves, après avoir acquis la liberté, échouaient souvent dans la pauvreté, car ne connaissant aucun métier, et subissant en outre le préjugé contre les femmes de couleur et contre les ci-devant esclaves. Quelques femmes affranchies vivaient dans des situations plus dégradantes que certaines esclaves, p. ex. en tant que domestiques. D’autres au contraire réussissaient à s’intégrer sur le marché du travail, à s’élever dans la société et à accumuler des richesses. Celles-là vivaient seules, se procuraient à leur tour des esclaves, et vaquaient à des activités économiques. Il existe plusieurs exemples de femmes noires et brunes affranchies qui, pendant la période coloniale, menaient un train de vie équivalent à celui de l’élite, en particulier dans le Minas Gerais, où l’ascension sociale était plus souple. Elles jouissaient de la liberté de décider de leur propre avenir, au rebours de la situation de soumission de beaucoup de femmes blanches, qui après avoir vécu sous le joug de leurs parents, devaient par la suite se soumettre à un mari, venant à vivre quasiment cloîtrées dans leur logis. La figure sans doute la plus emblématique de l’ascension sociale des femmes d’origine africaine dans le Brésil colonial est Chica da Silva, mais nombre d’autres femmes affranchies anonymes surent réaliser une ascension sociale similaire.
Dès la fin du XIXe siècle, le métissage entre noirs brésiliens et immigrants italiens n’était pas rare, selon ce que nota, dans un esprit empreint de préjugés, un membre du commissariat général à l’Émigration (CGE) : « La dégradation ne s’arrête pas même devant la distinction de race : les mariages d’Italiens avec des noires ne sont pas inhabituels, ou ce qui est pire encore, de femmes italiennes avec des noirs ». Cependant, les mariages restaient l’exception, la majorité de ces relations relevant en effet du concubinat, ce qui laissait ouverte la possibilité d’un retour de l’immigrant vers l’Italie et reflétait sans doute aussi un préjugé de couleur chez ces Italiens, qui n’assumaient pas formellement leurs liaisons avec des Brésiliennes à la peau plus sombre.

#### Le métissage dans la décennie 2010
Les données de l’IBGE tendent à déconstruire le mythe de l’harmonie raciale brésilienne. Selon le recensement de 2010, 70 % des Brésiliens épousent des partenaires de la même race ou de la même couleur de peau (si la race n’avait aucune incidence sur le choix des époux, cet indice s’élèverait à 50 %). Toujours selon cette étude, la couleur de peau est un des facteurs que les Brésiliens prennent en considération à l’heure d’élire leur partenaire, en plus du revenu et du niveau d’instruction. Le fait que les noirs et les bruns (pardos) appartiennent à des classes de revenu inférieurs et ont un niveau d’études plus faible contribue à la racialisation des mariages. Les données indiquent que 75,3 % des hommes blancs épousent des femmes blanches, que 69 % des bruns se marient entre eux, ainsi que 65,4 % des indigènes, 44,2 % des jaunes et 39,9 % des noirs,.

## Influence culturelle
« Les cultures afro-américaines sont loin d'être mortes, elles rayonnent au contraire et s'imposent aux Blancs. Elles pourront demain, dans un monde sans cesse changeant, donner encore de nouvelles floraisons et nourrir, de leur miel ou de leurs piments, de nouvelles promesses de fruits. »

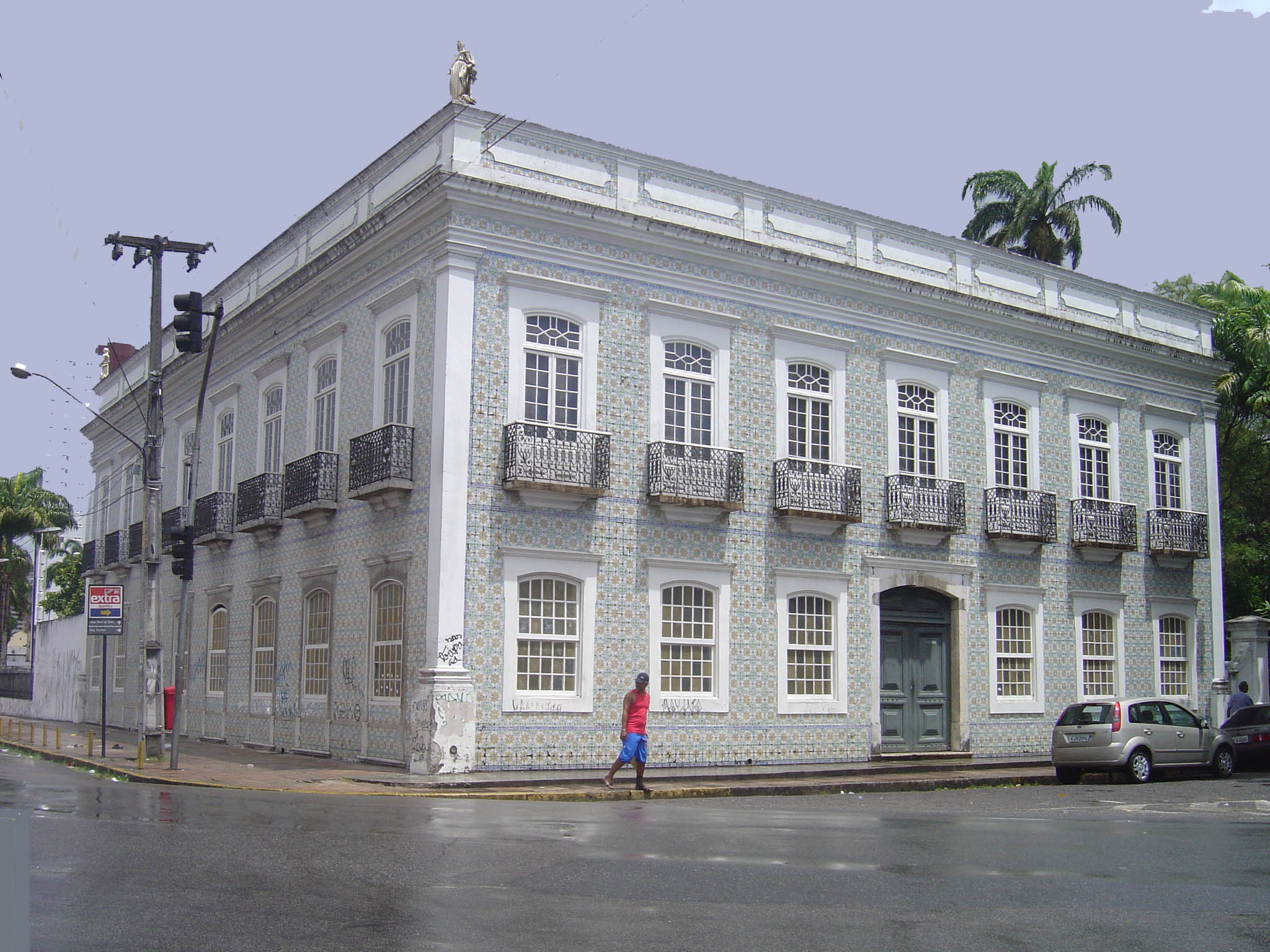
Musée de l’Abolition. Centre de référence de la culture afro-brésilienne, à Recife.

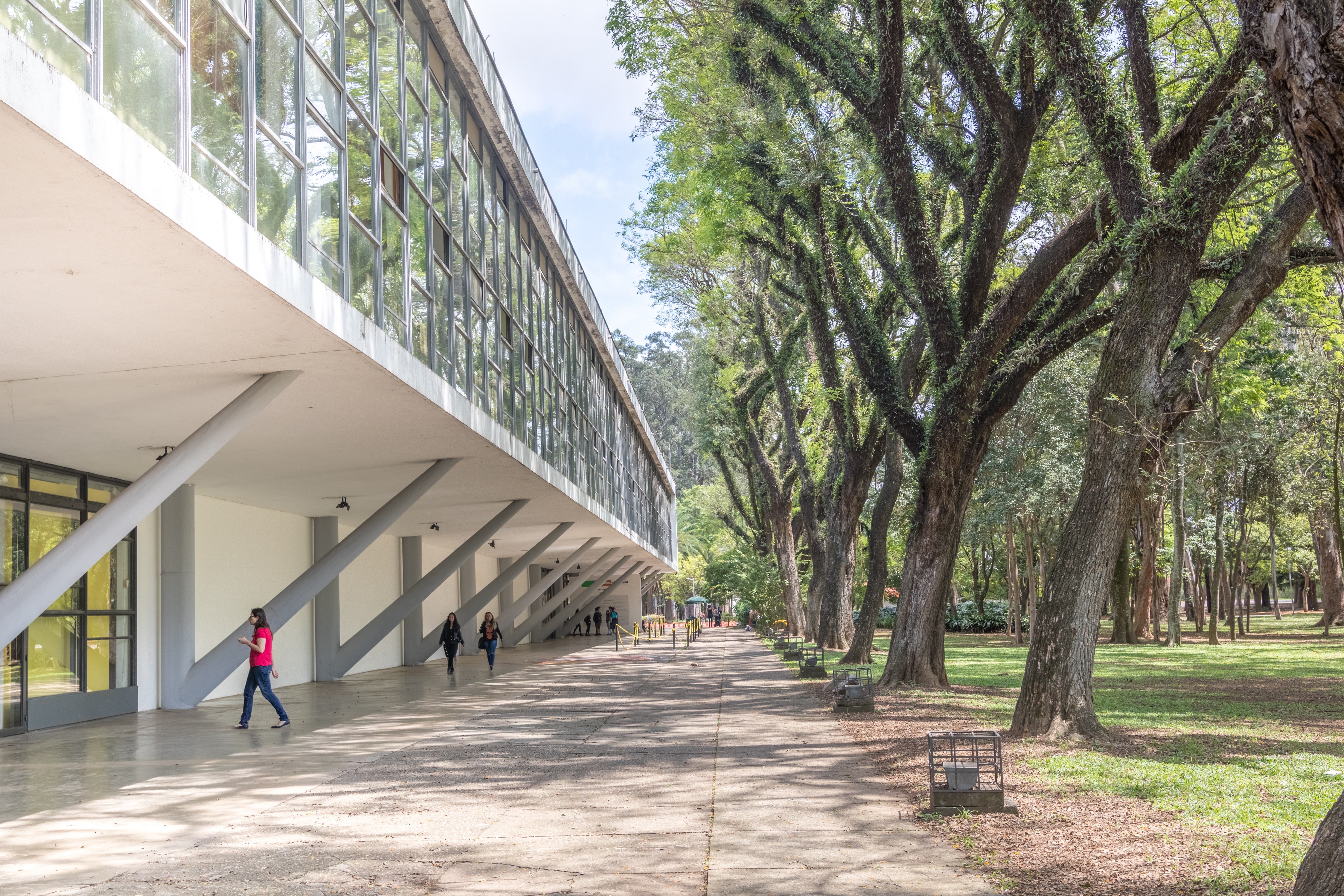
Musée Afro Brasil de São Paulo.

Le terme culture afro-brésilienne recouvre l’ensemble des manifestations culturelles brésiliennes qui à quelque degré dénotent l’influence de la culture africaine, depuis l’époque coloniale jusqu’à aujourd’hui.
Les Africains au Brésil n’ont su préserver qu’une menue portion de leur héritage africain. Néanmoins, pour petite qu’elle soit, cette portion d’héritage africain, ajouté à celui indigène, a donné au Brésil une physionomie singulière. Les noirs amenés comme esclaves avaient été capturés au hasard, prélevés dans des centaines de tribus différents, et parlaient des langues et dialectes ne permettant pas l’intercompréhension. Le fait que tous étaient noirs n’implique pas qu’il y ait eu une unité linguistico-culturelle au moment de leur mise en esclavage. La religion elle-même, qui à l’heure actuelle sert de trait-d’union entre les Afro-Brésiliens, agissait à l’époque de l’esclavage, en raison de la diversité des croyances, comme un facteur de désunion. La diversité linguistique et culturelle des esclaves, conjuguée à l’hostilité entre les différentes tribus et à la politique délibérée d’éviter que des esclaves de la même ethnie pussent se retrouver concentrés dans une même propriété, interdisait la formation de noyaux solidaires aptes à sauvegarder le patrimoine culturel africain.
La culture brésilienne a été influencée par la culture africaine, surtout dans les zones où il y avait une forte concentration de noirs, à savoir dans le Nordeste sucrier et dans les régions minières du centre du pays. Cependant, une fois intégrés dans leur nouvelle société, les esclaves ne tarderont pas à s’acculturer. En fait, tandis qu’aucun idiome africain n’a survécu sur le territoire brésilien, les noirs, ironiquement, ont joué un rôle crucial dans la « lusophonisation » (aportuguesamento) du Brésil et dans la propagation de la langue portugaise. Ils ont figuré comme agents d’européanisation, diffusant la langue du colonisateur, enseignant aux esclaves fraîchement arrivés le nouvel idiome et les acculturant à leur nouveau milieu. Ainsi l’esclave basculait du statut de noir « rustre » (negro boçal), récemment débarqué d’Afrique, incapable encore de parler le portugais ou ne le parlant que de façon rudimentaire, sans toutefois que cela l’empêchât d’accomplir les tâches les plus lourdes, vers le statut de noir « dégourdi » (negro ladino), désormais adopté et mieux intégré dans la nouvelle culture.
Bien que n’ayant pas réussi à préserver une partie importante de leur héritage culturel, les Africains exercèrent, pourvu qu’ils y fussent suffisamment concentrés en nombre, une influence sur tout leur entourage culturel d’adoption, déteignant en particulier sur le portugais tel que parlé au Brésil. À titre d’exemple, le catholicisme brésilien adopta des caractéristiques populaires qui s’écartaient davantage de la norme que n’importe laquelle des hérésies pourtant durement persécutées au Portugal. L’empreinte africaine a persisté plus particulièrement sur le plan des mentalités, dans les croyances religieuses et les pratiques de magie, dans les réminiscences rythmiques et musicales, et dans les goûts culinaires des Brésiliens.
Une des conséquences de la traite a été d’établir des contacts entre des éléments auparavant éloignés géographiquement les uns des autres, et de provoquer la cohabitation de personnes de différentes origines ainsi que leur métissage, non seulement biologique, mais aussi culturel. Après leur arrivée au Brésil, les Africains devaient, en principe, faire leur un mode de vie calqué sur celui de leurs maîtres. Cependant, si les esclaves s’européanisaient au contact de leur maître, celui-ci, par un retour de balancier, tendait à s’africaniser au contact de ses esclaves.

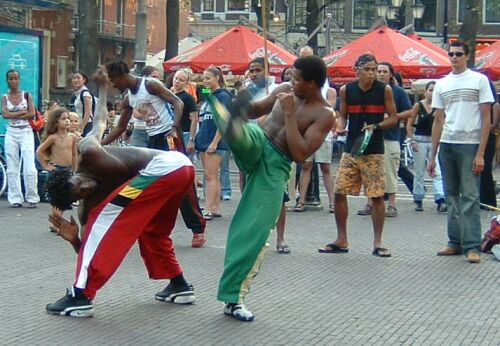
La capoeira est un art brésilien créé par les Noirs. On admet que cette expression culturelle a surgi dans le quilombo dos Palmares, dans ce qui était alors la capitainerie de Pernambouc.

La province de Bahia en particulier s’africanisait, le noir étant en effet partout présent, traînant partout avec lui sa culture, ses coutumes, son subconscient. Même à son insu, et sans en avoir l’intention, ce que le noir véhiculait et exprimait s’infusait dans la nouvelle société où il avait été placé de force. La société brésilienne, ordonnée conformément aux normes portugaises, ne s’imaginait pas qu’une telle influence fût seulement possible. Pourtant, elle se fit sentir, lentement et discrètement, d’autant plus efficacement qu’elle n’avait aucun caractère délibéré, ce qui à cette époque eût provoqué une vive opposition.

### Évolution historique
De façon générale, aussi bien à l’époque coloniale que durant le XIXe siècle, la matrice culturelle d’origine européenne resta la plus valorisée au Brésil, à telle enseigne que les manifestations culturelles afro-brésiliennes étaient souvent dépréciées, découragées, et jusqu’à interdites ; ainsi par exemple, les religions afro-brésiliennes et l’art martial de la capoeira ont-ils fréquemment été persecutés par les autorités. Inversement, quelques manifestations folkloriques, telles que las congadas et le maracatu, de même que des expressions musicales comme le lundu, étaient tolérées, voire stimulées.
Cependant, à partir du milieu du XXe siècle, les expressions culturelles afro-brésiliennes commencèrent à être graduellement mieux acceptées et appréciées par les élites brésiliennes comme expressions artistiques authentiquement nationales, et seront bientôt admises chacune dans toutes les manifestations culturelles. La samba fut l’une des premières expressions de la culture afro-brésilienne à être réhabilitées, au moment où elle occupait déjà une place de premier plan dans la musique populaire, au début du XXe siècle.
Par la suite, le gouvernement dictatorial de l’Estado Novo de Getúlio Vargas mit en place des politiques de stimulation culturelle nationale, dans le cadre desquelles la culture afro-brésilienne jouissait de l’aval officiel. Par exemple, les défilés d’écoles de samba reçurent à cette époque la caution gouvernementale à travers l’Union générale des écoles de Samba du Brésil (en port. União Geral das Escolas de Samba do Brasil), fondée en 1934. D’autres expressions culturelles afro-brésiliennes suivirent la même voie : en 1953, la capoeira, considérée jusque-là comme propre aux bandits et aux marginaux, fut présentée par Mestre Bimba au président Vargas, qui la qualifia alors de « seul sport véritablement national ».
À partir des années 1950, les persécutions à l’encontre des religions afro-brésiliennes se relâchèrent et l’umbanda commença même à être professée par une partie de la classe moyenne carioca. Dans la décennie suivante, des membres de l’élite intellectuelle blanche se mettaient à adhérer aux religions afro-brésiliennes.
En 2003 fut promulguée la loi no 10.639 modifiant la loi des Directives et Bases de l’enseignement (lei de Diretrizes e Bases da Educação, en abrégé LDB) et faisant obligation aux écoles brésiliennes d’inclure dans leurs cursus scolaires primaire et moyen l’enseignement de l’histoire et de la culture afro-brésiliennes.

### Études afro-brésiliennes
L’intérêt pour la culture afro-brésilienne s’est traduit par une abondance d’études qui lui ont été consacrées, notamment dans le champ de la sociologie, de l’anthropologie, de l’ethnologie, de la musicologie et de la linguistique, études axées sur l’expression et l’évolution historique de la culture afro-brésilienne.
Un grand nombre de chercheurs brésiliens, comme l’avocat Edison Carneiro, le médecin légiste Nina Rodrigues, l’écrivain Jorge Amado, le poète et écrivain mineiro Antônio Olinto, l’écrivain et journaliste João Ubaldo, l’anthropologue et musicologue Raul Lody, entre autres, en plus d’étrangers comme le sociologue français Roger Bastide, le photographe Pierre Verger, la chercheuse américaine en ethnologie Ruth Landes, le peintre argentin Carybé, s’attachèrent à recueillir des données sur la culture afro-brésilienne, qui jusqu’alors n’avait pas encore été étudiée en détail. Quelques-uns s’infiltrèrent dans les religions afro-brésiliennes, comme notamment João do Rio, dans ce dessein ; d’autres furent conviés à faire partie du candomblé à titre de membres effectifs, se voyant octroyer des fonctions honorifiques comme Obá de Xangô dans le Ilê Axé Opô Afonjá et d’Ogan dans la Casa Branca do Engenho Velho, sur le Terreiro do Gantois à Salvador, et contribuèrent financièrement à préserver ces terreiros.
Beaucoup de religieux entreprirent d’écrire l’histoire des religions afro-brésiliennes et, souvent peu versés en littérature, se laissèrent assister dans cette tâche par des universitaires sympathisants ou des membres des candomblés. D’autres, en possession d’une formation universitaire, se firent auteurs parallèlement à leurs fonctions de prêtre, comme notamment les anthropologues Júlio Santana Braga et Vivaldo da Costa Lima, les iyalorixás Mãe Stella et Gisèle Cossard, connue également sous le nom d’Omindarewa la Française, le professeur Agenor Miranda, l’avocate Cléo Martins, et le professeur de sociologie Reginaldo Prandi, parmi d’autres.

### Religion

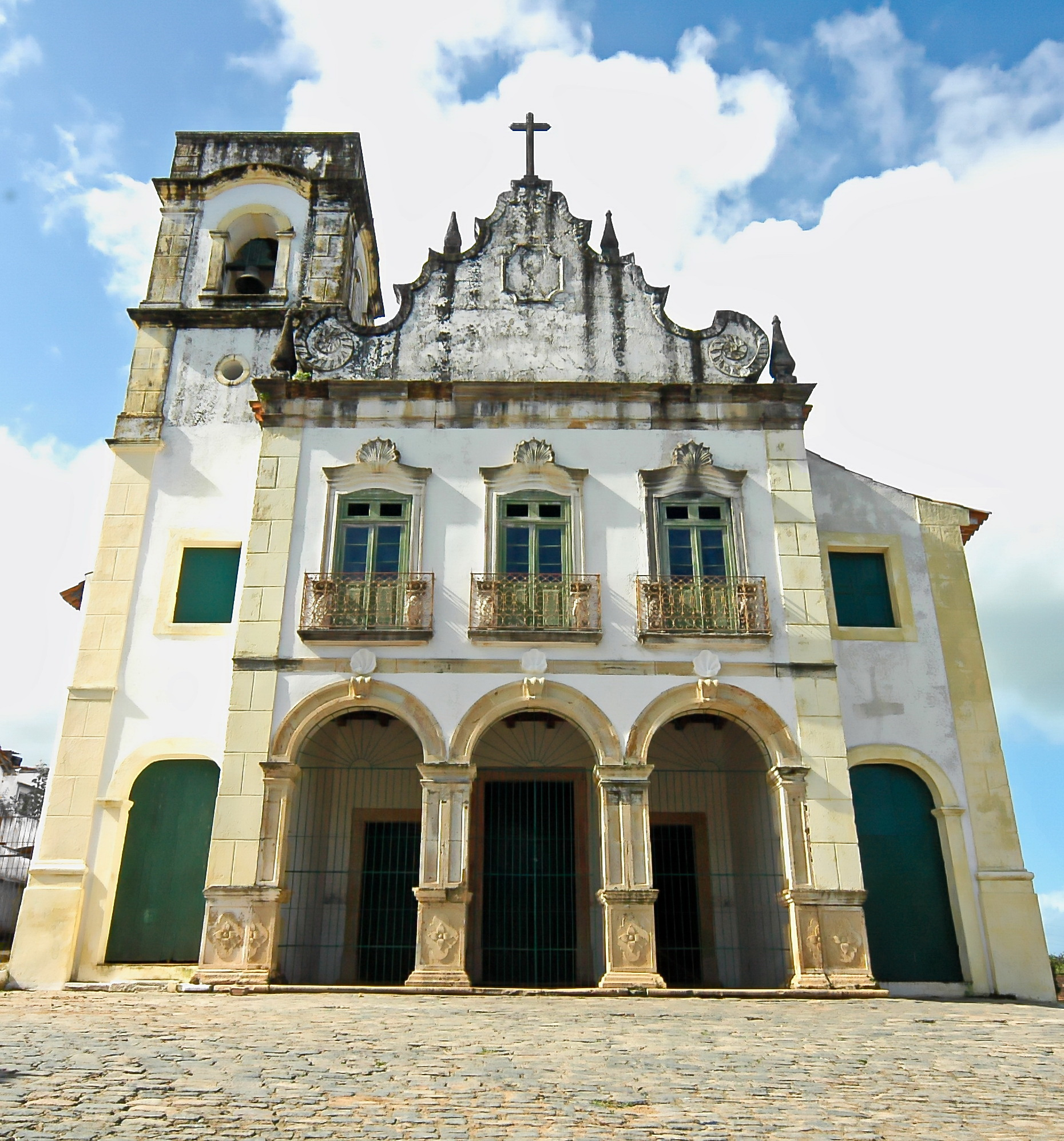
L’église Notre-Dame-du-Rosaire-des-Noirs (en port. Igreja de Nossa Senhora do Rosário dos Pretos) à Olinda est la première église du Brésil à avoir appartenu à une confrérie de noirs.

En règle générale, les noirs amenés d’Afrique comme esclaves étaient immédiatement baptisés et contraints d’adopter le catholicisme. Cette conversion cependant n’était que superficielle et les religions d’origine africaine parvinrent à subsister par la pratique clandestine ou par le biais du syncrétisme avec la religion catholique.
Quelques religions afro-brésiliennes ont réussi à maintenir quasi intégralement leurs racines africaines, comme c’est le cas des maisons traditionnelles de candomblé et de xangô du Nordeste ; d’autres en revanche se sont constituées par la voie du syncrétisme religieux, comme le batuque, le tambor de Mina, le xambá et l’umbanda. À divers degrés, les religions afro-brésiliennes trahissent l’influence du catholicisme ainsi que de l’encantaria et de la pajelança amérindiennes. Le syncrétisme se manifeste également dans la tradition du mariage et du baptême des enfants dans l’église catholique, ces sacrements étant administrés y compris à des fidèles qui suivent ouvertement une religion afro-brésilienne.
Dès l’époque du Brésil colonial, il arrivait souvent que des noirs et des mulâtres, esclaves ou affranchis, s’associent en confréries religieuses catholiques. La confrérie de la Bonne Mort (Irmandade da Boa Morte) et la confrérie de Notre-Dame-du-Rosaire-des-Hommes-noirs (Irmandade de Nossa Senhora do Rosário dos Homens Pretos) en étaient les deux plus importantes, et servaient aussi de trait d’union entre le catholicisme et les religions afro-brésiliennes. La pratique du catholicisme traditionnel subit l’influence africaine notamment à travers : le culte de saints d’origine africaine, comme saint Benoît le More, saint Ella Asbeha, sainte Iphigénie et saint Antoine d’Éthiopie ; le culte préférentiel de saints facilement associés aux orishas africains, comme les saints Côme et Damien (Ibedji), saint Georges (Ogoun dans l’État de Rio de Janeiro) et sainte Barbe (Iansan) ; la création de saints populaires nouveaux, tels qu’Escrava Anastácia ; et à travers des litanies, des oraisons (comme le triduum de saint Antoine) et des fêtes religieuses (comme le Lavagem do Bonfim, lors duquel les marches du parvis de l’église de Nosso Senhor do Bonfim à Salvador sont nettoyées à l’água de cheiro, eau parfumée aux feuilles, par les soins des filles-de-saint, filhas-de-santo, du candomblé).
Si le catholicisme nie l’existence des orishas et des guias (médiums), les églises pentecôtistes en revanche en reconnaissaient l’existence, mais comme démons.
Selon l’IBGE, 0,3 % des Brésiliens déclarent adhérer à une religion d’origine africaine, encore qu’un nombre de personnes plus élevé suivent ces religions de façon discrète.
Méprisées initialement, les religions afro-brésiliennes étaient, ou sont encore, ouvertement pratiquées par plusieurs intellectuels et artistes renommés, comme Jorge Amado, Dorival Caymmi, Vinícius de Moraes, Caetano Veloso, Gilberto Gil, Maria Bethânia (qui fréquentait le terreiro de Mãe Menininha), Gal Costa (qui fut initié à l’orisha Babalu Aye), Mestre Didi (fils de l’iyalorixá Mãe Senhora), Antonio Risério, Carybé, Fernando Coelho, Gilberto Freyre et José Beniste (que fut initié dans le candomblé ketu).

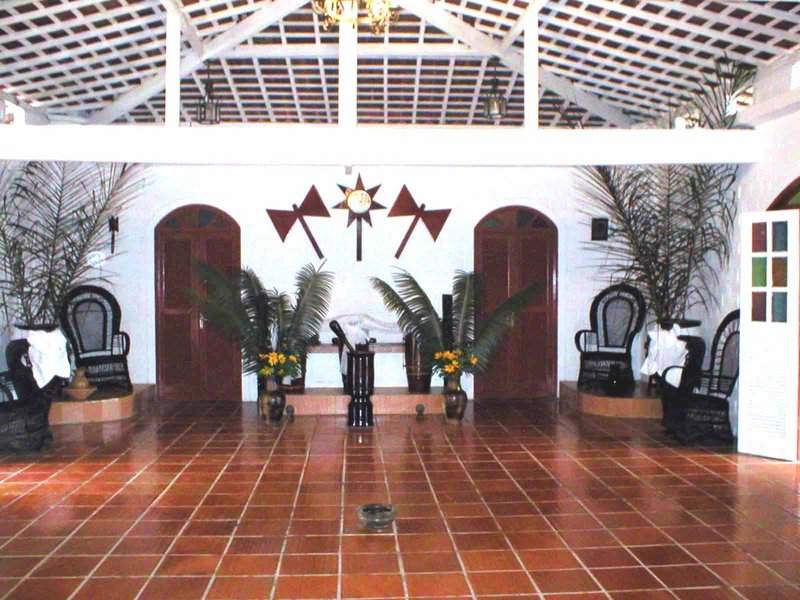
Baraquement de candomblé dans le Pernambouc.

#### Aperçu des religions afro-brésiliennes, avec le lieu où elles sont pratiquées
- Babaçuê - Pará
- Batuque - Rio Grande do Sul
- Cabula - Espírito Santo, Minas Gerais, Rio de Janeiro et Santa Catarina.
- Candomblé – Dans tous les États fédérés du Brésil
- Culto aos Egungun - Bahia, Rio de Janeiro, São Paulo
- Culto de Ifá - Bahia, Rio de Janeiro, São Paulo
- Macumba - Rio de Janeiro
- Omoloko - Rio de Janeiro, Minas Gerais, São Paulo
- Quimbanda - Rio de Janeiro, São Paulo
- Tambor-de-Mina - Maranhão, Pará
- Terecô - Maranhão
- Umbanda - Dans tous les États fédérés du Brésil
- Xambá - Alagoas, Pernambouc
- Xangô do Nordeste - Paraíba, Pernambuco, Alagoas, Sergipe
- Confréries
  - Confrérie de la Bonne Mort (Irmandade da Boa Morte)
  - Confrérie des Hommes noirs (Irmandade dos homens pretos)
- Syncrétisme

### Littérature

#### Définition
Il apparaît malaisé de définir avec précision ce qu’est la littérature afro-brésilienne. Parmi les différents critères couramment employés pour la cerner figurent le critère ethnique (qui rattache l’œuvre à l’origine noire ou métisse de son auteur) et le critère thématique (qui postule que la provenance afro-brésilienne du contenu est ce qui caractérise la littérature afro-brésilienne). Ces critères cependant peuvent tous deux sembler trop réducteurs, attendu que, tout au long de l’histoire de la littérature brésilienne, on peut observer d’un côté des noirs et des métis qui ont écrit suivant les normes et formes classiques venues d’Europe, et de l’autre des auteurs non noirs qui ont traité de sujets intéressant au premier chef les Afro-Brésiliens, sujets tels que l’esclavage, les révoltes quilombolas et les préjugés raciaux. La mise en avant des critères ethnique et thématique pour définir la littérature afro-brésilienne implique d’opérer préalablement une ségrégation entre auteurs noirs et non noirs ; cependant, il apparaît pertinent de mettre en jeu ensuite un critère plus pluraliste, en accord avec une orientation dialectique, capable de rendre compte de la littérature afro-brésilienne comme l’une des facettes de la littérature brésilienne. L’origine ethnique et le contenu ne suffisent pas à établir la spécificité de la littérature afro-brésilienne ; les contradictions que l’on perçoit dans les œuvres sont les indices d’une identité qui a besoin d’être cherchée également dans les aspects de forme, de vision du monde, d’interaction avec une nouvelle sensibilité esthétique et sociale.
D’autre part, l’appréhension théorique de la littérature « afro-brésilienne » ou « afro-descendante » nécessite de bousculer la notion d’une identité nationale une et soudée. L’identité de la littérature brésilienne est liée à une tradition fracturée, caractéristique des territoires qui ont subi le processis de colonisation. Les premiers auteurs à penser et à écrire sur le Brésil possédaient une formation européenne ; et même ceux qui s’efforcèrent d’exprimer une vision du monde à partir d’expériences locales durent le faire dans la langue héritée du colonisateur. Le trait cardinal de l’identité littéraire brésilienne pourrait résider dans la reconnaissance de cette fracture, qui la place dans un entre-deux entre rapprochement et prise de distance vis-à-vis des héritages de la colonisation.
La littérature afro-brésilienne s’inscrit dans cette tradition fracturée de la littérature brésilienne ; en tant que telle, elle représente un moment d’affirmation de la spécificité afro-brésilienne — sur le plan ethnique, psychologique, historique et social —, tout en cherchant à s’insérer dans l’ensemble de la littérature brésilienne. La langue utilisée est un facteur décisif dans l’accomplissement de ce parcours.
La littérature afro-brésilienne produite dans le cadre de ce système — à savoir : le même code linguistique, c’est-à-dire la langue portugaise maintenue en place, mais transformée en fonction de la dynamique du contexte historico-social du Brésil et des groupes linguistiques en contact mutuel sur le territoire — reste en même temps de la littérature brésilienne, mais exprimant une vision du monde spécifique aux Afro-Brésiliens. La dynamique de tensions et de contradictions présentes dans ce cadre littéraire nous aide à comprendre les attittudes des auteurs qui soit récusent soit au contraire valorisent leurs origines ethniques ; elle nous éclaire également sur la nécessité chez eux de dénoncer l’oppression sociale et de promouvoir une nouvelle sensibilité apte à rendre compte esthétiquement de l’univers de la culture afro-brésilienne.
Il y a lieu, lors de l’examen de cet ensemble hétérogène d’auteurs, d’appréhender tant l’afrodescendance affirmée, assumée ou seulement reconnue (parfois avec honte), que cette autre, rendue subalterne et réprimée socialement, refoulée voire explicitement répudiée. La recherche en la matière ne pourra se borner à simplement vérifier la couleur de peau de l’écrivain concerné, mais devra déterminer, dans ses textes, les marques discursives qui indiquent (ou non) l’appartenance de ces textes au fonds d’histoire et de culture afro-brésilien.

#### Histoire du concept de littérature afro-brésilienne

##### Résistances à l’idée d’une littérature afro-brésilienne spécifique
Dès la période coloniale, l’activité des Afro-Brésiliens s’est manifestée dans quasiment tous les domaines de la créativité artistique, mais sans toujours recueillir la reconnaissance qui lui était due. Dans le champ littéraire, la production souffrait incessamment de diverses entraves à sa diffusion, à commencer par sa matérialisation même, sous la forme du livre. Les œuvres d’auteurs afro-brésiliens ne jouissaient souvent que d’une circulation restreinte, dans de petites éditions ou sur des supports marginaux. Dans d’autres cas, il y avait oblitération délibérée des liens de l’auteur, voire du texte, avec son ethnicité africaine ou avec les modes et conditions d’existence des Afro-Brésiliens, ceci sous l’effet du processus de métissage blanchissant (branqueamento) auquel cette population était soumise.
En outre, il était solennellement proclamé et argumenté que les attaches ethniques ou identitaires ne devaient pas l’emporter sur le critère d’appartenance nationale : « notre littérature est une seule » et, en fin de compte, « nous sommes tous Brésiliens » ; ou mieux encore, et plus récemment : les Brésiliens sont tous « un peu afro-descendants »... En conséquence, cela n’aurait pas de sens, dans une telle perspective, de définir des spécificités de race, d’ethnie ou même de genre, et de toute façon ne reviendrait presque toujours qu’à suivre des « modes importées », avec l’objectif de fracturer le corps de la tradition littéraire du Brésil et de l’héritage laissé par les maîtres du passé et du présent. La conséquence en est une absence quasi-totale d’une histoire ou même d’un corpus circonscrit et consolidé de la littérature afro-brésilienne, tant du passé que du présent. Le rideau de silence est maintenu intact sur la plupart des écrivains concernés, qui souffrent ainsi de la méconnaissance du public. Le processus d’oblitération qui tend à laisser dans les limbes de l’histoire littéraire la prose et la poésie de nombreux auteurs afro-brésiliens du passé continue de suivre son cours.
Dans les domaines des arts et de la littérature en particulier, il était d’usage de brandir l’argument selon lequel les productions n’avaient ni sexe, ni couleur de peau. Un certain conservatisme esthétique proclamait l’existence d’un art sans adjectifs, porteur d’une essence du beau ayant valeur universelle. Dans cette optique, le présupposé d’un art pur, élevé, jamais contaminé par les contingences et les pulsions de l’histoire pouvait s’épanouir. Le risque est que l’idéologie du purisme esthétique fasse, au contraire, le jeu du préjugé racial, dans la mesure où il transforme en tabou les représentations liées aux spécificités ethniques et les exclut sommairement de l’« art véritable », car entachées par les contingences historiques.

##### Acceptation progressive
Cependant, dans le courant de la décennie 1980, une attitude révisionniste se fit jour dans les milieux académiques, d’abord par le biais du féminisme, puis bientôt aussi grâce aux revendications formulées par le mouvement noir et à la fondation au Brésil de groupes comme le collectif Quilombhoje, qui avaient à cœur notamment de réhabilitér les écrits d’afrodescendants. Mais la polémique éclata aussitôt, dès l’instant où se manifestait la volonté d’adjoindre un adjectif qualificatif supplémentaire à la désignation lettres brésiliennes — en l’espèce, en plus de brésilien, ce sous-groupe de la littérature commençait à être revendiqué, et à être désigné, comme noir ou afro-brésilien. Sur l’autre versant de l’éventail critique, au contraire, le regard décentral, qui tendait à se revigorer, s’appuyait non seulement sur la pluralité et la relativité des valeurs esthétiques (suivant en cela ce qu’avaient déjà fait les avant-gardes historiques du début du XXe siècle), mais de plus mettaient en avant le culturel et le politique comme étant pareillement des éléments pertinents et des valeurs dans le domaine de l’art. Dans cette perspective, la caractérisation de telle ou telle littérature comme faisant partie du segment afro-descendant gagnait désormais en pertinence, par ceci qu’était ainsi dénommé et qualifié un territoire culturel traditionnellement relégué en marge de la reconnaissance critique, et qu’était dénoncé le caractère eurocentrique d’une bonne partie des valeurs adoptées par l’institution universitaire. En postulant l’adjectivation des catégories issues de la théorie esthétique, la critique soucieuse du respect de la diversité culturelle pointait du doigt explicitement le locus délimité et spécifique sur la base duquel avaient été engendrés, puis imposés, des concepts prétendument universels, autrement dit, le lieu de la culture blanche, masculine, occidentale et chrétienne, d’où proviennent les fondements qui aujourd’hui encore sous-tendent les normes et les conceptions limitatives en matière de littérature, d’art et de civilisation.
Les barrières dressées contre la reconnaissance d’une littérature afro-brésilienne à part et de sa spécificité vont de la stigmatisation des éléments provenant de la mémoire culturelle africaine et de l’occultation intentionnelle de l’histoire des esclavagisés et de leurs descendants, jusqu’à la façon non essentialiste de présenter les identités culturelles, à savoir comme des réalités explicitement construites. S’y ajoute parallèlement la composition hybride, mélangée, du peuple brésilien, où les délimitations de couleur de peau perdent souvent toute effectivité. Les rapports interraciaux et interethniques en effet constituent un phénomène qui intéresse la formation elle-même du Brésil en tant que pays. Si le métissage devient une marque d’identité nationale, cette construction porte en soi implicitement une accommodation diluante, propre à orienter dans une large mesure la lecture des rapports interethniques au Brésil dans le sens d’une oblitération des conflits. Au long de l’histoire du Brésil, le phénomène de mélange des races et des cultures a été perçu et interprété de différentes manières, allant, d’un côté, de l’idéalisation romantique d’une terre sans conflits jusqu’au mythe de la démocratie raciale, et de l’autre, de la condamnation racialiste typique du XIXe siècle jusqu’au fondamentalisme de nombreux milieux contemporains (2019), qui rejettent le métissage et affirment l’existence d’une essence raciale noire.
Tel autre discours, explicitement de nature politique, entend articuler ethnicité, culture et condition sociale ; sans occulter la question de la couleur de peau, il appelle à une re-construction de la mémoire ancestrale pour que celle-ci alimente la fierté ethnique et fonde le statut idenditaire afro-brésilien lui-même. La posture adoptée par les adeptes d’une telle construction ne se donne pas de manière naturelle ou automatique, mais à partir d’un processus d’identification à des marquants culturels déterminés, désignés comme fondant leur origine, dans la sphère d’une ancestralité choisie comme option. Une position semblable peut se déduire des thèses de Zilá Bernd. qui définit la littérature noire comme celle produite par un sujet d’énonciation s’affirmant ou se voulant noir. Dans cette optique, l’affirmation d’une afrodescendance ferait office d’antidote au processus d’aliénation affectant les individus « de peau noire et de masques blancs », selon le mot de Frantz Fanon. La mise en valeur de liens, y compris affectifs, avec une africanité en partie récupérée et en partie construite a posteriori, dans le contexte de la diaspora noire au Brésil, confère à la production culturelle insérée dans ce processus un caractère de résistance politique au rabaissement social dont est victime cette population. En mettant en question le mythe de la conciliation des contraires telle que promue par l’idéologie de la dénommée démocratie raciale, une telle production se place à l’extrême opposé du mouvement historique de dilution métissante.

##### Le collectif Quilombhoje et lesCadernos Negros
En 1978 fut constitué le Movimento Negro Unificado contra a Discriminação Racial (littér. Mouvement noir unifié contre la discrimination raciale, sigle MNUCDR). Cette association regroupait des écrivains qu’unissait le même dessein de mener une réflexion sur la figure du noir au Brésil et de faire aboutir un certain nombre de revendications (car se sentant en effet eux-mêmes victimes des stéréotypes sévissant dans les milieux littéraires et intellectuels). Lors de la première édition du festival communautaire noir Zumbi organisé par le MNUCDR, un groupe d’écrivains de São Paulo lança le premier numéro de la série des Cadernos Negros (littér. Cahiers noirs), recueils paraissant une fois l’an et consacrés à la littérature produite par des auteurs afro-brésiliens. Le deuxième volume, paru l’année suivante, réunissait des récits et nouvelles. Le premier numéro contenait des textes de seulement huit participants, mais le deuxième numéro comptait déjà douze participants, neuf hommes et trois femmes, soit un accroissement de 50 %. En 1980, Cadernos Negros 3, dont le nombre de participants avait augmenté à 21, coïncida avec la création du collectif Quilombhoje Literatura, qui s’était donné pour objectif de stimuler la lecture et la production littéraire chez la population noire brésilienne, sera ensuite responsable de l’édition et de la distribution des Cadernos, et saura attirer sans cesse de nouveaux membres attachés à « dire le noir à partir de son propre lieu de parole ». Cadernos Negros 40, paru fin 2017, comptait 375 pages et comportait une sélection de 42 auteurs, pour moitié composée de femmes,.
Chacun des ouvrages publiés dans la série des Cadernos Negros, ouvrages qui recueillaient alternativement des poèmes et l’année suivante des récits et nouvelles, avait pour fil conducteur la revalorisation de l’image des noirs au travers d’une littérature élaborée par eux-mêmes ; il ne s’agissait plus désormais du noir esclave, aliéné ou propriété d’un maître, tel qu’il avait été mis en scène jusque-là, mais d’un membre participant de la société, doué de sentiments, capable de plaisirs et de sensations. Le texte de présentation du premier numéro fait figure de manifeste et reflète bien les aspirations de ces écrivains :

« Nous nous trouvons au seuil d’un temps nouveau — temps d’Afrique, vie nouvelle, plus juste et plus libre, et, inspirés par elle, nous renaissons en arrachant nos masques blancs, en mettant fin à l’imitation. Nous nous sommes avisés du lavage de cerveau qui nous polluait, et nous assumons à présent notre négritude belle et forte. Nous sommes en train de nettoyer notre esprit des idées qui nous affaiblissent et qui ne servent que ceux qui veulent nous dominer et nous exploiter. »

La volonté de « renaître » énoncée dans cette présentation renvoie les lecteurs à la Renaissance de Harlem et au New Negro Movement de la décennie 1920 aux États-Unis, et l’idée de « légitime défense des valeurs du peuple noir », exprimée ailleurs dans le même texte, est une allusion sans doute au titre de la revue Légitime Defénse, fondée à Paris par des poètes noirs francophones dans les années 1930 et devenue l’un des berceaux du mouvement de la Négritude. Le numéro 1 renfermait en lui les voies, les thèmes et les procédés qui, ensemble, composent toute une poétique qui s’affirmait comme le carrefour et le point de rencontre entre passé, présent et futur. Tout en reprenant la tradition de la littérature noire occidentale et les contributions de précurseurs tels que Machado de Assis, Maria Firmina dos Reis, Cruz e Sousa, Lima Barreto et Lino Guedes, et tout en mettant en lumière les écrivains de la première moitié du XXe siècle, comme Solano Trindade et Carlos de Assumpção, la revue anuelle s’orientera aussi, au long de ses décennies d’existence, vers de nouveaux caps et adoptera de nouvelles façons de faire. Si, sans s’aveugler sur les impératifs d’innovation et de rupture qu’implique une experimentation continuelle, les Cadernos font montre d’une grande diversité de postures incitant à voir cette revue comme espace de création en perpétuel chantier, ouvert à la nouveauté, la revue représente néanmoins un périmètre cohérent axé autour d’un projet central, à savoir : universaliser les problématiques, mais sans cesser de se plonger dans son époque et dans son pays, afin d’exprimer la « conscience noire du noir ».
Selon ces auteurs des Cadernos Negros, la thématique est l’un des principaux facteurs qui différencient la littérature afro-brésilienne des autres littératures du Brésil ; en effet, en accord avec les principes postulés dans la première édition des Cadernos, lesquels en particulier se proclamaient « libres de toute domination », cette nouvelle littérature se doit de récupérer l’histoire du peuple noir telle que vécue dans la diaspora brésilienne, en passant notamment par la dénonciation de l’esclavage et de ses conséquences, jusqu’à glorifier des héros tels que Zumbi dos Palmares et Ganga Zumba. Les écrivains impliqués dans ce projet ont donc à cœur de relater, derrière l’exposé de leurs sujets littéraires, les drames vécus par les afro-descendants, l’exclusion et la misère, comme autant de vestiges d’une fausse abolition, de même qu’ils s’engagent à exalter la culture noire, plus particulièrement ses aspects religieux, souvent caricaturés comme démoniaques ou dilués au moyen du syncrétisme dans une tentative de christianiser la religion afro-brésilienne.
Les Cadernos Negros font partie intégrante non seulement de l’histoire culturelle des noirs au Brésil, mais aussi de l’histoire littéraire brésilienne en général ; en effet, la littérature noire – à la différence du Romantisme, du Réalisme, du Modernisme etc., tous venus d’Europe – prend place dans la littérature brésilienne comme le premier mouvement littéraire international ayant ses origines dans les Amériques.

##### Évolution du concept à la lumière de la critique moderne
Il semble y avoir, chez les critiques littéraires que nous parcourrons ci-après, un consensus quant aux moments fondateurs de la littérature afro-brésilienne. Le tableau respectif dressé par chacun de ces critiques débute chez les poètes du XVIIIe siècle, survole les premiers romantiques et débouche sur la poésie de Luís Gama (1830-1882), dans lequel tous conviennent de voir le père fondateur de cette tradition. En plus d’avoir souffert la condition d’esclave, Gama ne cessa jamais d’assumer pleinement ses racines ethniques et culturelles, et manifesta toujours dans sa production littéraire une dimension politique tendant à mettre en cause le statu quo social.
Dans son ouvrage A poesia afro-brasileira, de 1943, Roger Bastide reconnaît (quand même ce fut enveloppé d’un précautionneux « peut-être ») dans la mémoire culturelle africaine, ainsi que dans la mémoire du traumatisme qu’avaient été la capture et la mise en esclavage, les facteurs structurants d’une expression qui seulement « en apparence » ne se différencie pas de celle produite par les blancs. Entre sang/race et mémoire/culture des soumis, l’auteur désigne la mémoire du sang et de la soumission comme ce qui alimente leur différence. Dans sa perception, quelque chose dans les afrodescendants résiste et survit à l’assimilation, et fait qu’ils échappent à l’ethnocide. Ce processus de dépassement historique les porta certes à s’approprier la langue des seigneurs, mais sans pour autant oublier les formes, récits et croyances de leur passé libre ; l’auteur ajoute : « il devait rester dans leur âme secrète un halo de cette Afrique ». Bastide s’appuie sur Sílvio Romero pour introniser le mulâtre Domingos Caldas Barbosa comme le « premier poète afro-brésilien ». Il passe ensuite au poète néo-classique (arcadien) Silva Alvarenga (1730-1814), dont il signale le blanchissement (branqueamento), conséquence de sa formation suivie à Coïmbra. Si Bastide concède que chez lui le mimétisme des formes européennes prédominait, il affirme en même temps déceler « sous la mélodie des flûtes ce qui subsiste du rythme africain étouffé ». Examinant ensuite la période romantique, il désigne Teixeira e Souza (1812-1861), Silva Rabelo (1826-1864), Tobias Barreto (1839-1889) et Gonçalves Dias (1823-1864) comme auteurs métis, quoique marqués, à des niveaux différents, par l’imitation des schémas européens. Bastide dénonce le branqueamento qui, chez Teixeira e Souza, conduisit à l’exclusion de la figure de l’esclave et à l’impossibilité d’« un lyrisme purement africain »; chez Silva Rabelo, malgré sa protestation contre l’esclavage, il décèle l’« embranquecimento de sa disgrâce afro-brésilienne » ; chez Tobias Barreto, il note une volonté d’union des races en faveur de la patrie ; chez Gonçalves Dias, il découvre une thématique africaine, mais sur laquelle pèse le poids d’une « sensibilité aryenne » ; et, plus loin, constate également chez Gonçalves Crespo, Brésilien résidant au Portugal, que l’adoption des valeurs européennes conduit à la construction d’une ascendance idéalisée et jusqu’à la « nostalgie de la couleur blanche ». L’essayiste conclut le chapitre en déclarant que le romantisme « retarda l’éclosion de la poésie afro-brésilienne ». L’exception demeure Luís Gama, fils de la célèbre Luísa Mahin et d’un noble bahiannais d’origine portugaise, et vendu comme esclave par son propre père. Bastide déprécie le lyrisme de son Orfeu de Carapinha pour avoir selon lui « échoué dans la recherche d’une spécificité poétique africaine ». En revanche, il prise la satire de l’auteur, dirigée contre l’imitation des blancs et tendant à valoriser les vestiges culturels et phénotypiques originaires du continent noir.
L’essayiste britannique David Brookshaw se penche autant sur la représentation que sur le statut d’auteur. Dans son étude de 1995, il distingue trois catégories d’écrivains : ceux de la tradition érudite, marquée essentiellement par le refoulement de leur condition afro-brésilienne ; ceux de la tradition populaire, fondée sur l’humour et sur leur volonté d’assumer leur africanité ; et ceux se rattachant à la tradition de protestation et de satire. Dans la première catégorie se rangent des auteurs tels que Machado de Assis (1839-1908), Tobias Barreto (1839-1889) et Cruz e Souza (1861-1898). Quant au deuxième groupe, Brookshaw, rejoignant en cela Bastide et Romero, y classe Domingos Caldas Barbosa comme l’initiateur d’une tradition qui mêle poésie et musique populaire. Dans le troisième, il place bien en évidence Luís Gama comme le fondateur de la véritable poésie afro-brésilienne, vouée non seulement à la mise en valeur de la couleur de peau et des éléments culturels d’origine africaine, mais aussi et surtout à une critique féroce du branqueamento et des valeurs sociales imposées aux descendants d’esclaves.
Zilá Bernd tout comme Domício Proença Filho mettent tous deux en évidence Luís Gama comme « le pionnier d’une attitude d’engagement » en faveur des valeurs de la négritude, et son œuvre comme « discours fondateur ». Selon Proença Filho, Luiz Gama fut le premier poète « à parler en vers de son amour pour une noire ». Zilá Bernd, caractérisant cette littérature de « façon noire de voir et de sentir le monde, transmis par un discours caractérisé — que ce soit au niveau du choix lexical, ou au niveau des symboles utilisés — par le désir de recouvrer une mémoire noire oubliée », relève en particulier le recueil Primeiras trovas burlescas de Luiz Gama, publié en 1859, comme étant « une véritable ligne de séparation des eaux dans la littérature brésilienne, dans la mesure où il fonde une ligne de recherche sur l’identité, ligne poursuivie jusqu’à aujourd’hui par la poésie noire du Brésil ».
Dans son ouvrage O negro escrito, de 1987, Oswaldo de Camargo indique, outre les noms déjà cités, d’autre précurseurs encore. Après avoir évoqué Domingos Caldas Barbosa comme « le premier poète mulâtre du Brésil », il fait mention d’Evaristo da Veiga (1799- 1837) et de José da Natividade Saldanha (1795-1830) comme exemples de métis n’assumant pas littérairement leur afrodescendance. Plus loin, il met en exergue Francisco de Paula Brito (1809-1861) comme « l’un des précurseurs de la nouvelle au Brésil », en plus d’être l’« initiateur du mouvement éditorial » et le « précurseur, également, de la presse noire ». Cependant, pour voir se déployer la « haute conscience de la race », il faudra selon lui attendre Luiz Gama.

#### Inventaire des auteurs afro-brésiliens

##### Époque coloniale et Empire

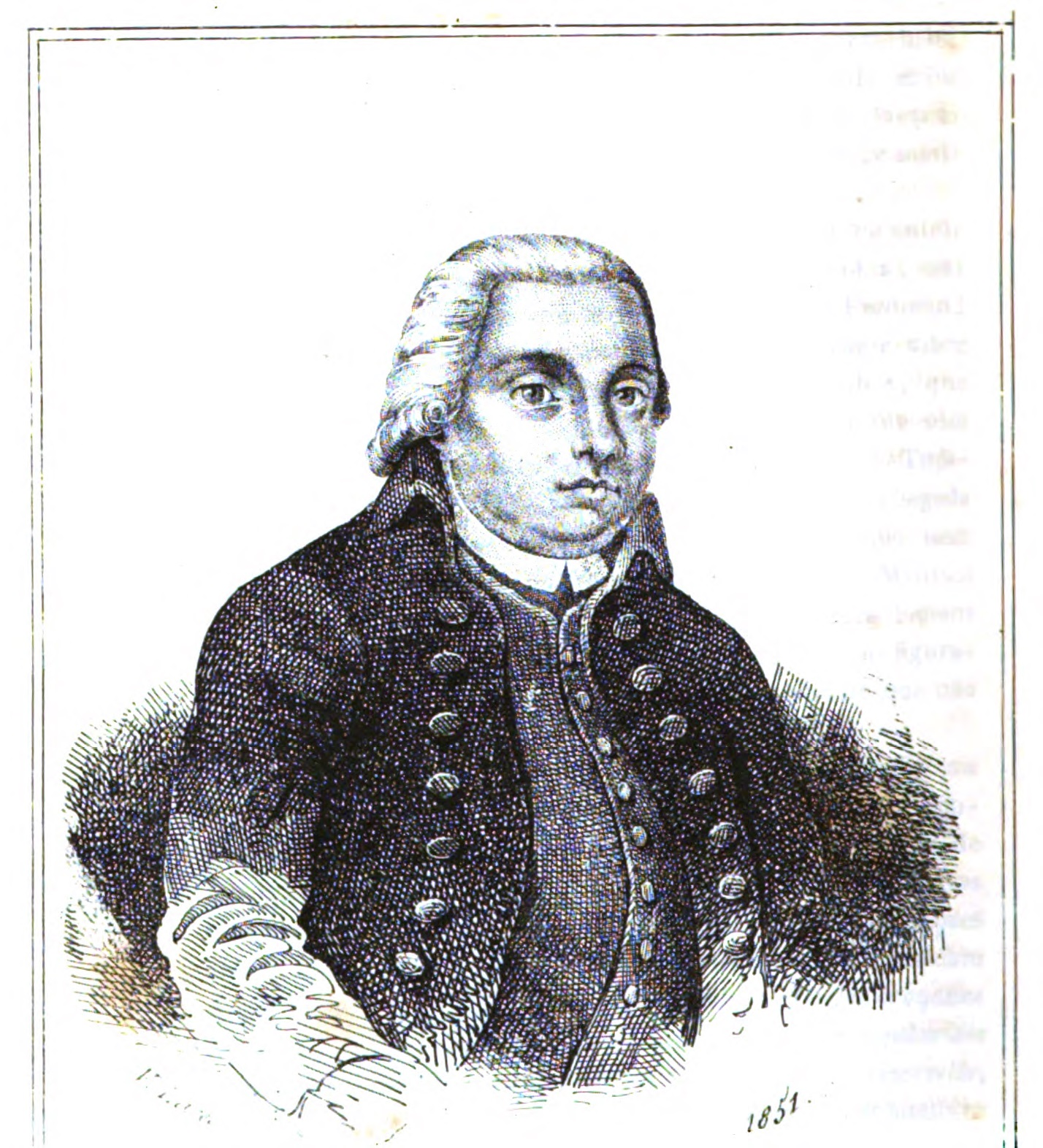
Domingos Caldas Barbosa, premier jalon de l’histoire de la littérature afro-brésilienne.

On s’accorde généralement à considérer le poète et musicien métis Domingos Caldas Barbosa (1738-1800) comme le premier jalon de l’histoire de la littérature afro-brésilienne. Si Caldas Barbosa adhérait à l’arcadisme — mouvement littéraire qui cherchait ses modèles dans l’antiquité classique et qui était l’équivalent, dans les pays lusophones, du néo-classicisme —, il intégra dans la poésie arcadienne des éléments du « parler brésilien », y compris des ingrédients du vocabulaire métis de la colonie. Il est l’auteur de modinhas et de lundus, et ses poèmes étaient destinés à être chantés. Il s’établit à Lisbonne, où il se fit membre de la société littéraire Arcádia Lusitana.
Manuel Inácio da Silva Alvarenga (1749-1814), poète mulâtre, est à rattacher également à l’arcadisme. Son œuvre, semblable à celle d’autres árcades, comme Antônio Gonzaga et Cláudio Manuel da Costa, met en scène une nature faite de paysages plaisants et bucoliques, et chante bergers et nymphes, dans un équilibre des émotions. L’auteur exprima une vision négative de l’homme noir, les rares fois qu’il aborda ce thème.
Antônio Gonçalves Dias (1823-1864) était le fils d’une esclave cafuza (métisse d’Amérindien et de noir). La partie de son œuvre considérée comme ayant le plus d’intérêt appartient au genre de l’indianisme, avec des poèmes d’une notable puissance lyrique et épique. Son traitement du thème du noir tend à se diluer dans sa poésie, en particulier quand l’image héroïsée de l’Indien est érigée en symbole du nationalisme brésilien.
Laurindo José da Silva Rabelo (1826-1864), poète métis, d’origine sociale modeste, accomplit des études de médecine, mais penchait vers la vie de bohème. Rabelo, qui avait aussi des talents d’improvisateur et de violoniste, laissa une œuvre qui englobe toute la diversité d’expression de la culture populaire brésilienne et portugaise, mêlée aux évocations sentimentales des romantiques.

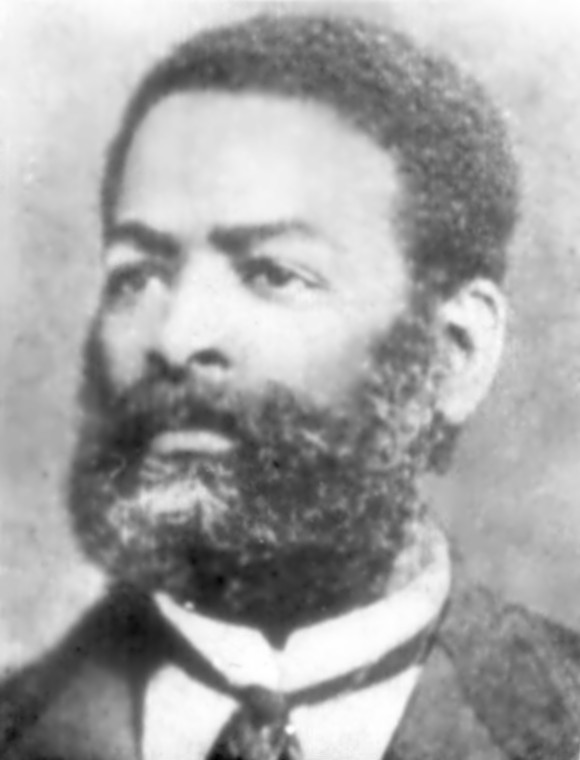
Luís Gama, figure tutélaire de la littérature afro-brésilienne.

Luís Gonzaga Pinto da Gama (1830-1882), fils d’une noire africaine et d’un Portugais, fut vendu par son propre père à l’âge de dix ans. Il réussit à s’affranchir, fit des études de droit et devint avocat, orateur et journaliste. Il embrassa la cause abolitionniste et son engagement à défendre son ethnie d’origine se reflétera dans son œuvre poétique. Il usa de la satire pour critiquer la société brésilienne métisse qui prétendait se faire européenne. En poésie, Luís Gama rompit avec les canons esthétiques de la femme blanche et avec les impératifs d’atténuation de la couleur de peau sous les espèces de la femme à peau brune. L’auteur chanta avec lyrisme l’amour pour la femme noire, en faisant ressortir la sensibilité particulière de celle-ci.
Tobias Barreto de Meneses (1839-1889) était un poète, sociologue, juriste et philosophe mulâtre, dont la production littéraire n’abordait pas directement la thématique de l’esclavage. Il agita la question de l’identité raciale du métis, thème dont le rôle ira croissant dans la littérature et la sociologie brésiliennes. Pour Tobias Barreto, le métis appartenait à une race en formation, puisqu’il ne s’identifie ni comme aryen pur, ni comme Africain pur, ni comme Américain pur.
Le poète António Cândido Gonçalves Crespo (1846-1883) était le fils d’une mulâtresse brésilienne et d’un Portugais. Il fit plusieurs voyages au Portugal ; l’éloignement de la terre natale lui inspira des poèmes nostalgiques, émaillées de réminiscences de la vie familiale. Dans son œuvre s’exprime une vision ambiguë de son ethnie : tantôt Gonçalves Crespo présentait le noir doué de qualités, tantôt il récusait son image, sans doute conditionné par l’idéologie établissant un lien entre noir et vice.

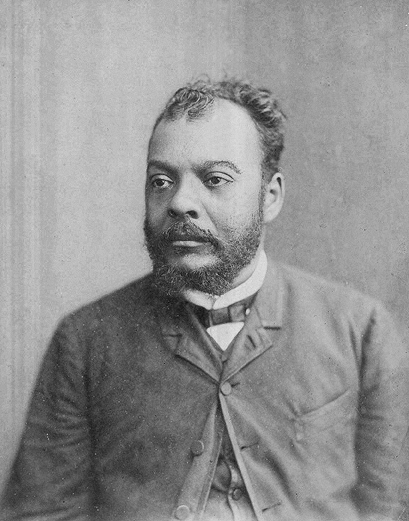
José do Patrocínio.

José do Patrocínio (1853-1905), fils d’un vicaire de paroisse et d’une jeune esclave, acquit un renom comme journaliste et orateur engagé dans la cause abolitionniste. Il est l’auteur d’œuvres en prose se rattachant au réalisme et reflétant son analyse des questions sociales. Dans Motta Coqueiro ou a pena de morte (1877), il procède à une critique de la peine de mort alors encore en vigueur au Brésil. Dans le roman Os retirantes (1877), il évoque la sécheresse dans le Ceará, et dans Pedro Espanhol (1884), il examine la structure des rapports interraciaux au Brésil. La production littéraire de Patrocínio met au jour chez l’auteur une contradiction entre désir de valoriser l’homme noir et adoption concomitante des canons de beauté et d’harmonie issus de la culture européenne.

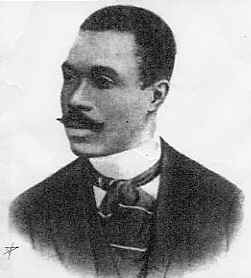
João da Cruz e Sousa.

João da Cruz e Sousa (1861-1898), fils de parents esclaves, fut jusqu’à son adolescence sous la tutelle du maréchal Guilherme Xavier de Souza. Il travailla dans la presse de Santa Catarina, son État natal, écrivit des chroniques abolitionnistes et parcourut le pays dans une troupe de théâtre. Les préjugés raciaux lui interdirent d’occuper le poste de procureur au tribunal de la ville de Laguna. Il épousa une jeune noire, Gavita, de précaire santé mentale. Le couple eut quatre enfants, dont deux décédèrent avant le poète, des suites de la tuberculose ; Cruz e Souza lui-même succombera également à la tuberculose, dans la municipalité de Sítio, dans l’État de Minas Gerais. L’œuvre poétique de Cruz e Souza représente un des points culminants du symbolisme brésilien. Certaines interprétations critiques décrivent l’hermétisme du poète et ses références aux « formes albes, blanches et claires » comme des mécanismes de rejet de sa couleur de peau et de son origine sociale modeste ; d’autres au contraire signalent son traitement ambigu de la couleur de peau dans son œuvre et soulignent la valorisation faite par lui de l’homme noir. La tension dans l’œuvre de Cruz e Souza provient de l’antinomie entre l’adhésion de l’auteur aux directives esthétiques du symbolisme et son expérience personnelle d’homme noir dans une société de tradition esclavocrate. La perception de cette tension a contribué à former la conscience noire au Brésil.
Aucune femme ne figure dans cette énumération, ni n’a été mentionnée dans les essais sur la littérature afro-brésilienne évoqués ci-haut ; pourtant deux femmes au moins ont joué un rôle de premier plan dans l’histoire de la littérature afro-brésilienne : Rosa Egipcíaca et Maria Firmina dos Reis.
Rosa Egipcíaca, née sur la Côte de l'Or en Afrique, fut débarquée à Rio de Janeiro en 1725, à l’âge de 6 ans. Selon son biographe Luiz Mott, elle fut exploitée comme prostituée dans la région du Minas Gerais, et vint même à être fouettée au pilori du bourg de Mariana. Plus tard, considérée comme dotée de pouvoirs paranormaux, ayant changé de vie, elle retourna à Rio de Janeiro et y fonda la maison d’accueil Recolhimento de Nossa Senhora do Parto, où elle se mit à héberger d’anciennes prostituées. Elle était non seulement la première Africaine au Brésil à savoir lire dont on ait connaissance, mais probablement aussi la première écrivaine noire de l’histoire ; elle réussit en effet à composer un ouvrage édificant, consistant en plusieurs centaines de pages manuscrites et intitulé Sagrada Teologia do Amor de Deus, Luz Brilhante das Almas Peregrinas (littér. Théologie sacrée de l’Amour de Dieu, lumière brillante des âmes pérégrines), ouvrage dont Mott assure qu’il fut achevé en 1752, mais qui fut malheureusement brûlé la veille de sa détention [par l’Inquisition], et duquel subsistent cependant quelques feuillets originels. Dans sa longue biographie, Luiz Mott évoque l’existence d’autres écrits et d’une quarantaine de lettres, pleines de poésie baroque, retrouvées dans la Torre do Tombo de Lisbonne, dans les deux volumes du procès ouvert contre elle par le Saint Office. Son cas reste polémique en ceci qu’elle n’est pas brésilienne, et que ses œuvres n’ont pas été à ce jour (2019) publiées et diffusées.
La faible diffusion est aussi ce qui empêcha Maria Firmina dos Reis (1825-1917), originaire de l’État du Maranhão, de trouver place dans les manuels classiques de l’historiographie littéraire brésilienne. L’écrivaine, par un fait inédit à cette époque pour une femme humble, métisse et illégitime, obtint en 1847 d’être reçue au concours public pour un poste dans l’enseignement primaire, puis exerça son magistère au long d’une bonne partie de ses 92 années de vie. Elle fit paraître en 1859 Úrsula, qui passe pour être le premier roman abolitionniste au Brésil et l’un des premiers romans écrits par une femme brésilienne, et collabora à plusieurs journaux, notamment sous la forme d’un récit paru en feuilleton, Gupeva, de 1861, et d’un autre récit A escrava (littér. l’Esclave), en 1887. Sa biographe, Zahidé Lupinacci Muzart, note que « pour la première fois, l’esclave noir a une voix et porte avec lui, pour la mémoire, à l’intention du lecteur, une Afrique autre, un pays de liberté ». Dans Úrsula, on remarque en particulier la figure de Mãe Suzana, dont l’intervention dans le roman donne à celui-ci, en comparaison des autres narrations abolitionnistes, une qualité d’innovation et d’audace. Mãe Suzana relate comment était sa vie en Afrique, parmi ses gens, comment elle fut faite captive par les chasseurs d’esclaves et comment elle survécut au voyage dans les cales du navire. Elle explique au personnage de Túlio, esclave affranchi, le sens de la liberté véritable, que ne sera jamais la liberté d’un affranchi dans un pays raciste.

##### Réalisme et modernisme
Un autre cas controversé est celui de Machado de Assis (1839-1908), accusé par beaucoup d’avoir écarté de ses œuvres narratives le monde du travail, plus particulièrement du travail esclave, ainsi que de s’être dérobé à la lutte pour l’émancipation des noirs. D’origine modeste, métis, fils d’un peintre en bâtiment mulâtre et d’une blanchisseuse des Açores, dont les grands-parents paternels avaient connu la rue case-nègre, il se hissa au rang des écrivains brésiliens les plus consacrés et apparaît comme l’une des figures les plus complexes de la littérature brésilienne. De formation autodidacte, il lut des auteurs qui n’avaient en son temps qu’une diffusion restreinte parmi les lettrés du pays. Selon ses détracteurs, l’écrivain serait monté au panthéon de la gloire académique au même rythme qu’il se serait éloigné de son ethnie d’origine. La question est polémique et comporte plusieurs facettes. D’abord, le prosélytisme explicite abolitionniste (ou de toute autre nature) eût été en contradiction directe avec le projet littéraire machadien, caractérisé par l’ironie et par de subtils glissements de sens. Ensuite, il est inexact que sa condition d’afrodescendant soit absente de ses écrits. Certes, dans sa fiction, Machado met en scène presque exclusivement les élites, milieu où il recrutait son public, et se focalisait sur la psychologie de la haute société bourgeoise dans le Brésil du XIXe siècle ; au demeurant, selon les normes esthétiques de ce temps-là, le noir n’entrait pas en considération comme possible sujet littéraire, et Machado de Assis s’était glissé dans ce moule. Toutefois, en plus de ne jamais user de stéréotypes racistes dans ses représentations des Afro-Brésiliens — pourtant pratique courante chez nombre d’écrivains de son temps, y compris chez les abolitionnistes comme Aluísio Azevedo —, à aucun moment il ne fait l’éloge des propriétaires d’esclaves, au contraire. Dans le roman Mémoires posthumes de Brás Cubas p. ex., la critique et le dénigrement de la classe dominante fait surface sans cesse ; aucun des personnages de l’élite brésilienne, que ce soit Bento (narrateur et personnage central de Dom Casmurro), Palha, les frères Pedro et Paulo (dans Ésaü et Jacob), ou le Conselheiro Ayres (dans le roman de même nom), n’échappe aux piques acérées de l’écrivain. En outre, il y avait aussi le Machado de Assis journaliste, écrivant, à l’intention d’un public plus large et sous le couvert d’un pseudonyme, une série de chroniques, dont l’examen révèle un citoyen engagé à dénoncer la cruauté du système esclavagiste et l’hypocrisie des esclavocrates frais convertis à l’abolitionnisme. À d’autres moments, il en appelait à la philanthropie des blancs pour les entraîner à appuyer l’émancipation des esclaves, démontrant ainsi de façon univoque qu’il préconisait un affranchissement pacifique et sans traumatisme majeur pour le pays.

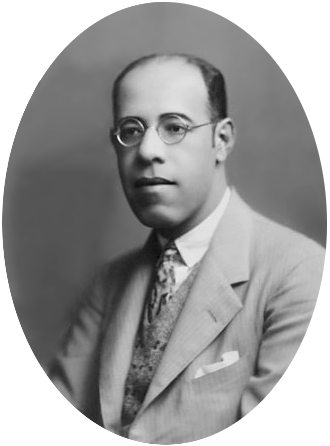
Mário de Andrade, métis qui s’efforçait d’occulter ses origines.

Sous l’effet du branqueamento (« blanchissement », stigmate de l’esclavage consistant, pour un métis, à nier son afrodescendance), des écrivains ont émergé qui produisaient une littérature oublieuse de la question raciale et des inégalités qui lui sont liées. Un exemple prégnant de cette attitude est le poète moderniste Mário de Andrade (1893-1945), mulâtre qui, comme tant d’autres, s’efforça d’occulter ses origines, aussi bien socialemente que littérairement, dans plusieurs de ses écrits. Il existe des passages dans le roman Macunaíma où le discours de rabaissement du noir résonne à travers la voix du narrateur, comme dans la fameuse scène du blanchissement du héros, lors de laquelle l’eau magique « lave » la peau en en éliminant sa « noirceur ». Dans ce même passage, le frère s’ébat fébrilement dans la même eau, mais celle-ci est déjà « très souillée de la négrure du héros », et le personnage « n’arrive à rien de mieux que de se retrouver avec la couleur du bronze neuf ». Le narrateur déclare que Macunaíma « avait pitié » et donc « consola » son frère. Pourtant, nonobstant ses concessions au discours racial dominant, Mário de Andrade laissa un fonds considérable d’études et de recherches sur l’oralité d’origine africaine présente dans la culture populaire brésilienne, à côté de belles pages sur l’art de la « mulâtrerie » au XVIIIe siècle, en particulier, sur le sculpteur et architecte Aleijadinho — moments où l’afrodescendance s’affirme par un retour du refoulé et vient à gouverner la sensibilité et le regard du sujet métis.

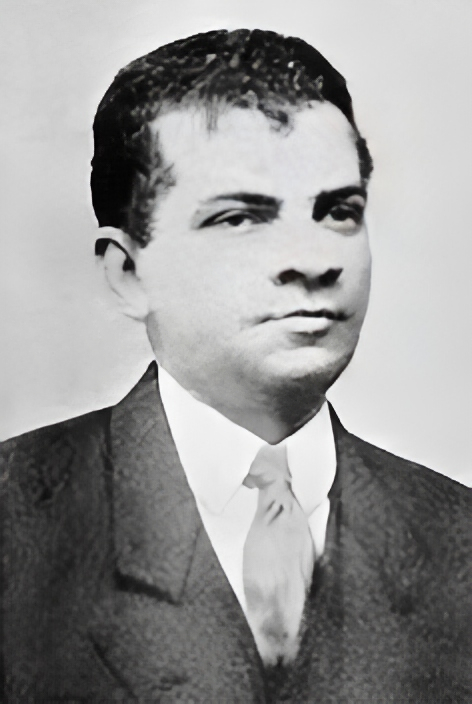
Lima Barreto, métis qui dénonça le branqueamento.

Lima Barreto (1881-1922) était d’origine sociale modeste, petit-fils d’esclave, fils d’un typographe et d’une institutrice. Sa couleur de peau et sa qualité de journaliste pauvre le portèrent à développer une perception critique de la société de son temps alors sous-tendue par le paternalisme, le clientélisme et le préjugé racial. Banlieusard pauvre, il vit son ascension sociale contrecarrée non seulement par sa nuance de couleur de peau, mais aussi par sa position économique. Il rejetait le « nouveau » statut des descendants d’esclaves et faisait montre, en articulant ethnicité et condition socio-économique, d’une compréhension adéquate de l’évolution historique. À titre d’exemple, on peut citer, parmi beaucoup d’autres, la scène du défilé militaire dans Recordações do escrivão Isaías Caminha (littér. Souvenirs de l’écrivain Isaías Caminha), où le narrateur, lui-même un métis, observe l’arrogance et l’allure fringante des officiers (blancs), en contraste avec les figures estropiées (noirs et mulâtres) des composantes dépenaillées de la troupe : « les officiers me paraissaient d’un pays et les hommes de troupe d’un autre. C’était comme s’il s’agissait d’un bataillon de cipayes ou de tirailleurs sénégalais ». Lima Barreto dénonça dans son œuvre de fiction le préjugé et le processus de hiérarchisation inhérents au branqueamento. Le roman social de Lima Barreto met au jour les contradictions de son environnement social : l’auteur brossa un tableau des banlieues de Rio de Janeiro et mit en scène des personnages, dont beaucoup sont animés du désir de susciter des transformations sociales en faveur des démunis.

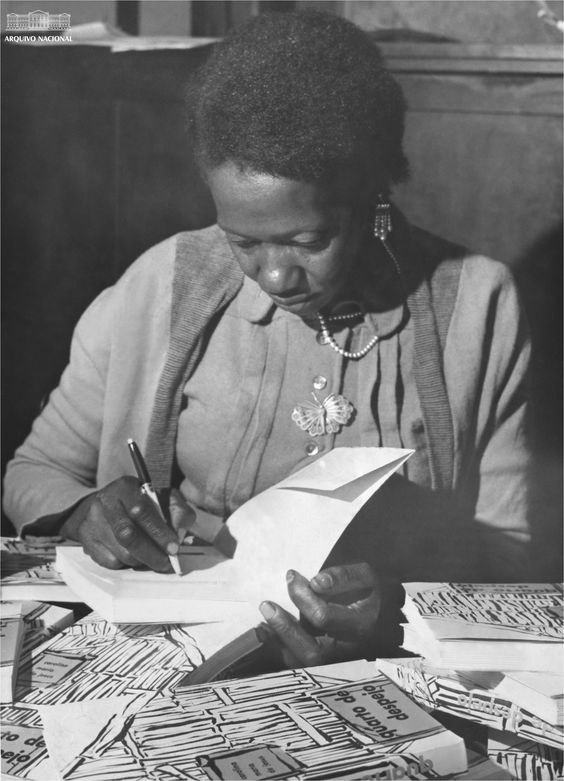
Carolina Maria de Jesus. Son autobiographie, le Dépotoir, eut un retentissement mondial.

Lino Guedes (1906-1951), poète noir, fils d’anciens esclaves, dont l’œuvre était contemporaine de la période moderniste de la littérature brésilienne, décrivit dans ses poèmes les conditions de vie du noir stigmatisé par l’esclavage et marginalisé par la société de la période post-abolitionniste. Selon Lino Guedes, le perfectionnement éducatif et l’adoption de la morale puritaine en accord avec les schémas bourgeois seraient les voies à privilégier en vue de l’ascension sociale de l’homme de couleur, conception qui dénote la volonté du poète d’intégrer le noir dans le schéma social dominant et de faire siennes les valeurs de la société blanche. Parmi ses livres, méritent mention en particulier O canto do cisne preto (littér. le Chant du cygne noir, 1927) et Negro preto, cor da noite (littér. Nègre noir, couleur de la nuit, 1932).
Solano Trindade (1908-1974), poète très engagé politiquement, a produit une œuvre dans une langue simple, destinée à un public populaire. Il est considéré comme un des poètes les plus expressifs de la négritude brésilienne contemporaine. Son œuvre poétique porte la revendication sociale du noir en quête de meilleures conditions d’existence. Aux yeux de Solano Trindade, le poète se doit d’œuvrer pour la défense des traditions de son peuple et pour l’édification d’une société plus juste.
Carolina Maria de Jesus (1914-1977) a amalgamé création littéraire et expérience de vie pour composer une œuvre à caractère documentaire et de contestation sociale. La carrière littéraire de l’écrivaine avait pour toile de fond une vie marquée par la misère. Les éléments autobiographiques présents dans ses textes vont au-delà de la simple confession pour évoquer le combat de l’homme s’efforçant de surmonter l’oppression sociale. Son livre Quarto de despejo. Diário de una favelada (1960 ; traduction française sous le titre le Dépotoir) eut une répercussion internationale,.

### Arts plastiques

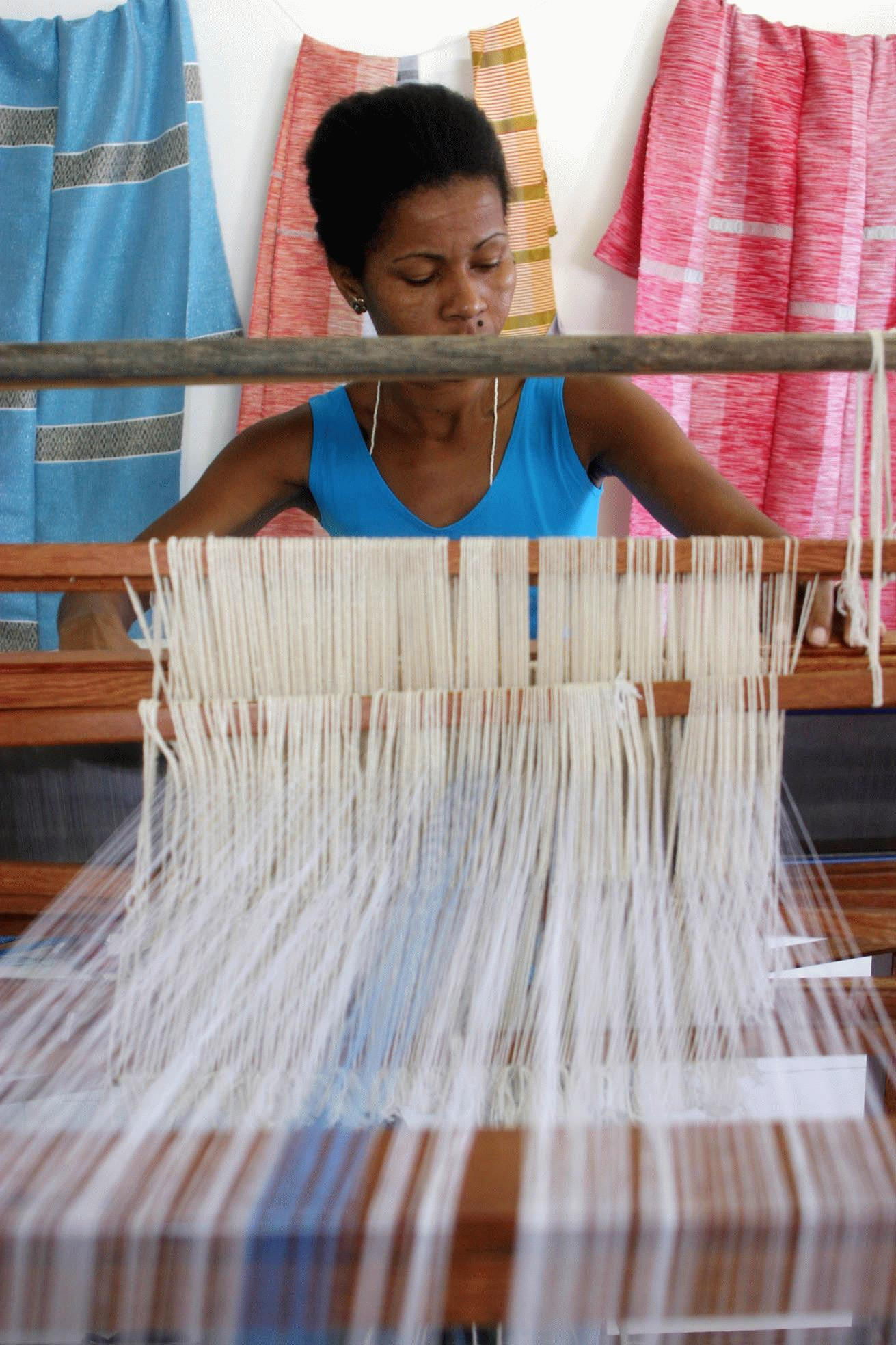
Tisserand du terreiro de Candomblé Ilê Axé Opô Afonjá, à Salvador, Bahia.

Le tissu Alaká africano, connu sous le nom de pano da costa au Brésil, est fabriqué par les tisserandes du terreiro de candomblé Ilê Axé Opô Afonjá à Salvador, dans la zone dénommée Casa do Alaká.
Mestre Didi, alapini (prêtre suprême) du culte des Egungun et assògbá (prêtre suprême) du culte de Babalu Aye et d’orishas de la terre, est en même temps sculpteur, dont le travail est entièrement consacré à la mythologie et à l’art yorubas.
Dans le domaine de la peinture, nombreux sur le peintres et dessinateurs (afro-brésiliens ou non) qui ont pris pour sujet le candomblé, l’umbanda et le batuque. Un exemple de ces artistes est le sculpteur et peintre brésilien d’origine argentine Carybé, qui voua une bonne part de sa vie à sculpter et peindre au Brésil les orishas et les festivités dans leurs moindres détails. (Ses sculptures peuvent être admirées au Musée afro-brésilien de Salvador et plusieurs ouvrages ont été publiés présentant son œuvre.)
Dans le domaine de la photographie, le Français Pierre Fatumbi Verger, qui après avoir fait connaissance avec la Bahia en 1946 décida d’y rester jusqu’à la fin de sa vie, représenta dans ses photos en noir et blanc le peuple brésilien et le candomblé dans toutes ses facettes. Du reste, il ne se borna pas à photographier le candomblé, mais y adhéra aussi, le professant tant au Brésil qu’en Afrique, où il fut initié comme babalawo. Il est à l’origine de la Fondation Pierre Verger à Salvador, où est conservée la totalité de son fonds photographique.

### Gastronomie
La feijoada brasileira, plat de haricots à la brésilienne, considéré comme un plat national brésilien, passe souvent pour avoir été conçu dans les cases-nègres (senzalas) des grands domaines agricoles et pour avoir servi de nourriture pour les esclaves à l’époque coloniale, mais la thèse actuellement retenue veut que la feijoada brasileira soit une adaptation tropicale de la feijoada portugaise, laquelle normalement n’était jamais servie aux esclaves. Ce néanmoins, la cuisine brésilienne régionale a été fortement influencée par la cuisine africaine, mêlée certes d’éléments culinaires européens et amérindiens.
La gastronomie bahianaise est celle où l’influence africaine est la plus marquée, en particulier dans ses mets typiques tels que l’acarajé, le caruru, le vatapá et la moqueca. Ces plats sont préparés à l’aide d’huile de palme, extraite d’un palmier africain apporté au Brésil à l’époque coloniale. Dans la Bahia, il existe deux manières de se préparer ces mets afros. L’une, la plus simple, pratiquée dans les terreiros de candomblé permet de préparer des plats peu condimentés propres à être donnés en offrande aux orishas. L’autre manière, appliquée hors des terreiros, produit des plats avec une forte dose d’aromates, qui ont plus de saveur et sont offerts à la vente par les baianas do acarajé (vendeuses de rue) ou dégustés dans les restaurants ou à domicile.

### Musique

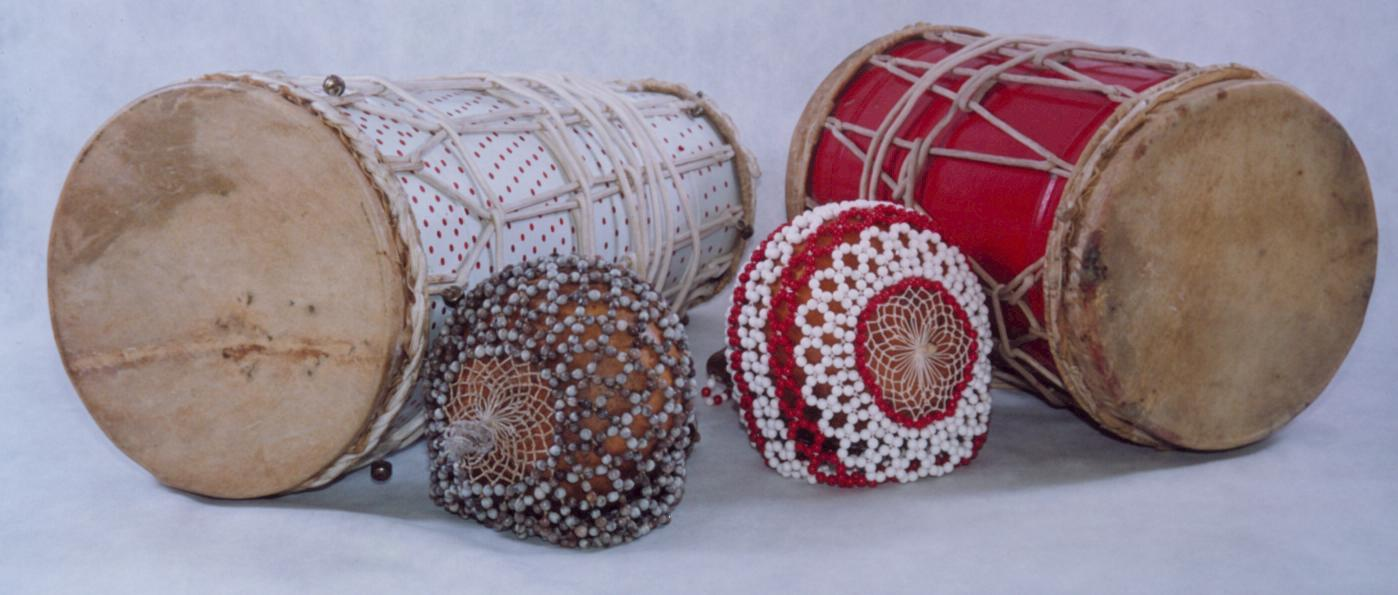
Tambours de batuque et xequerês.

La musique afro-brésilienne est un mélange d’influences venues de toute l’Afrique subsaharienne et d’éléments de la musique portugaise et, dans une moindre mesure, amérindienne, et a produit une grande variété de styles. Toute la musique populaire brésilienne a été de façon générale fortement influencée par les rythmes Africains. Les expressions de musique afro-brésilienne les plus connues sont la samba, le maracatu, l’ijexá, le coco, le jongo, le carimbó, la lambada, la matchiche et le maculelê.
Ainsi qu’il est advenu dans toutes les parties du continent américain où il y eut des esclaves africains, la musique produite par les afro-descendants fut d’abord méprisée et reléguée dans la marginalité, avant de susciter l’intérêt au début du XXe siècle, puis d’acquérir la popularité qu’elle a aujourd’hui.
La cabasa, l’agogô, l’alfaia, l’atabaque, le berimbau et le tambour sont quelques-uns des instruments spécifiquement utilisés par les Afro-Brésiliens.

### Influence sur la langue portugaise parlée au Brésil
À l’heure actuelle (décennie 2010), aucune langue africaine n’est plus couramment parlée au Brésil. La plupart des chercheurs admettent que des parlers créoles ont dû exister au Brésil dans le passé, cependant elles n’eurent toutes qu’une existence éphémère. Toutefois, au cours des quatre siècles que la langue portugaise resta en contact avec les idiomes africains au Brésil, on a pu observer certaines influences de ces idiomes sur le portugais brésilien,.
Les esclaves ouest-africains, quoique nombreux au Brésil, n’auront exercé qu’une influence mineure sur le portugais. Parmi les langues ouest-africaines, également (et improprement) appelées « soudanaises », les plus importantes étaient celles de la famille kwa, parlées dans le golfe du Bénin. Leurs principaux locuteurs au Brésil étaient les Yorubas et les peuples parlant des langues du groupe ewe-fon, désignés par les Portugais sous le nom de minas ou ejes. L’influence de leurs parlers se limite aujourd’hui au lexique des religions afro-brésiliennes (Iemanja, Xangô, Oxum, Oxóssi etc.)
C’est par les langues bantoues que le portugais du Brésil a été le plus profondément influencé, en raison de l’ancienneté de la présence de ces Africains dans la colonie et de l’ampleur des effectifs d’esclaves originaires de l’aire bantoue accueillis par le Brésil, puis éparpillés dans les différentes régions du territoire brésilien. Parmi les langues de ce groupe, les plus vivaces au Brésil étaient le kikongo, le kimbundu et l’umbundu. Le kikongo est parlé dans les actuelles République du Congo, République démocratique du Congo et dans le nord de l’actuel Angola. Le Kimbundu est la langue de la région centrale de l’Angola, tandis que l’Umbundu est vernaculaire dans le sud de l’Angola.
L’influence africaine sur le portugais du Brésil ne se limite pas à l’apport de mots nouveaux, mais touche aussi à la phonétique, la morphologie, la syntaxe, la sémantique, le rythme des phrases et la musique de la langue. Sur le plan phonologique, la tendance des Brésiliens à omettre les consonnes finales des mots et à les transformer en voyelles (falá au lieu de falar, dizé au lieu de dizer, Brasiw au lieu de Brasil) renvoie à la structure syllabique des langues bantoue et yoruba, où les mots ne se terminent jamais par une consonne. Sous l’influence africaine, les diphtongues ei et ou (prononcé ow en portugais) se réduisent dans la langue populaire du Brésil en monophtongues longues (chêro au lieu de cheiro, pêxe au lieu de peixe, et bêjo au lieu de beijo). De même, l’on attribue à l’influence noire les brusques aphérèses rencontrées dans le parler brésilien (tá au lieu de está, ocê au lieu de você, cabar au lieu d’acabar), entre autres influences,.
Sur le plan lexical, Renato Mendonça a recensé quelque 350 vocables d’origine africaine utilisés dans le portugais du Brésil, tandis que Yeda Pessoa de Castro a trouvé, lors de ses recherches de terrain dans la Bahia, trois milliers de termes de provenance africaine attestée. Beaucoup de ces mots n’ont pas jusqu’ici (2012) trouvé place dans les dictionnaires brésiliens, faute de recherches plus poussées dans le domaine. Nombre de mots usités au Brésil et provenant de langues africaines n’existent pas ou sont d’un usage rare dans la portugais du Portugal, pour la raison qu’ils se réfèrent à la seule réalité brésilienne ; ce sont p. ex. : acarajé, vatapá, berimbau, bobó, cafuné (coups frappés du pouce sur la tempe), moleque (gamin, galopin), cambada (coterie, clique), canjica, quilombo, sinhá (forme populaire de senhora, dame) et nombre d’autres. Certains termes portugais sont tombés en désuétude au Brésil et ont été remplacés par des mots d’origine africaine, dont un échantillon a été porté dans le tableau ci-dessous :
| Mot portugais | Signification   | Mot en usage au Brésil | Langue d’origine |
| ------------- | --------------- | ---------------------- | --- |
| Insultar      | Insulter        | Xingar                 | Du kimbundu chinga (injurier, offenser)                                                                                   |
| Dormitar      | Sommeiller      | Cochilar               | Du kimbundu kochila (dodeliner de sommeil)                                                                                |
| Trapo         | Fripe           | Mulambo                | Du kimbundu mulambo (fripe, habit rapiécé)                                                                                |
| Benjamim      | Benjamin, cadet | Caçula                 | Du kimbundu kazuli (le fils le plus jeune, enfant dernier venu de la famille)                                             |
| Óleo-de-palma | Huile de palme  | Dendê                  | Origine africaine (palmier du Congo et de Guinée, introduit au Brésil à partir du XVIe siècle)                            |
| Nádegas       | Fesses          | Bunda                  | Du kimbundu mbunda (fesses, croupe)                                                                                       |
| Vespa         | Guêpe           | Marimbondo             | Du kimbundu ma, préfixe du pluriel de la classe 4 + rimbondo, guêpe (insecte, guêpe)                                      |
| Sinete        | Cachet, tampon  | Carimbo                | Du kimbundu ka, préfixe diminutif + rimbu, bureaux, officines (objet utilisé dans les bureaux et les maisons de commerce) |
| Aguardente    | Eau-de-vie      | Cachaça                | Origine africaine (eau-de-vie)                                                                                            |

## Discriminations

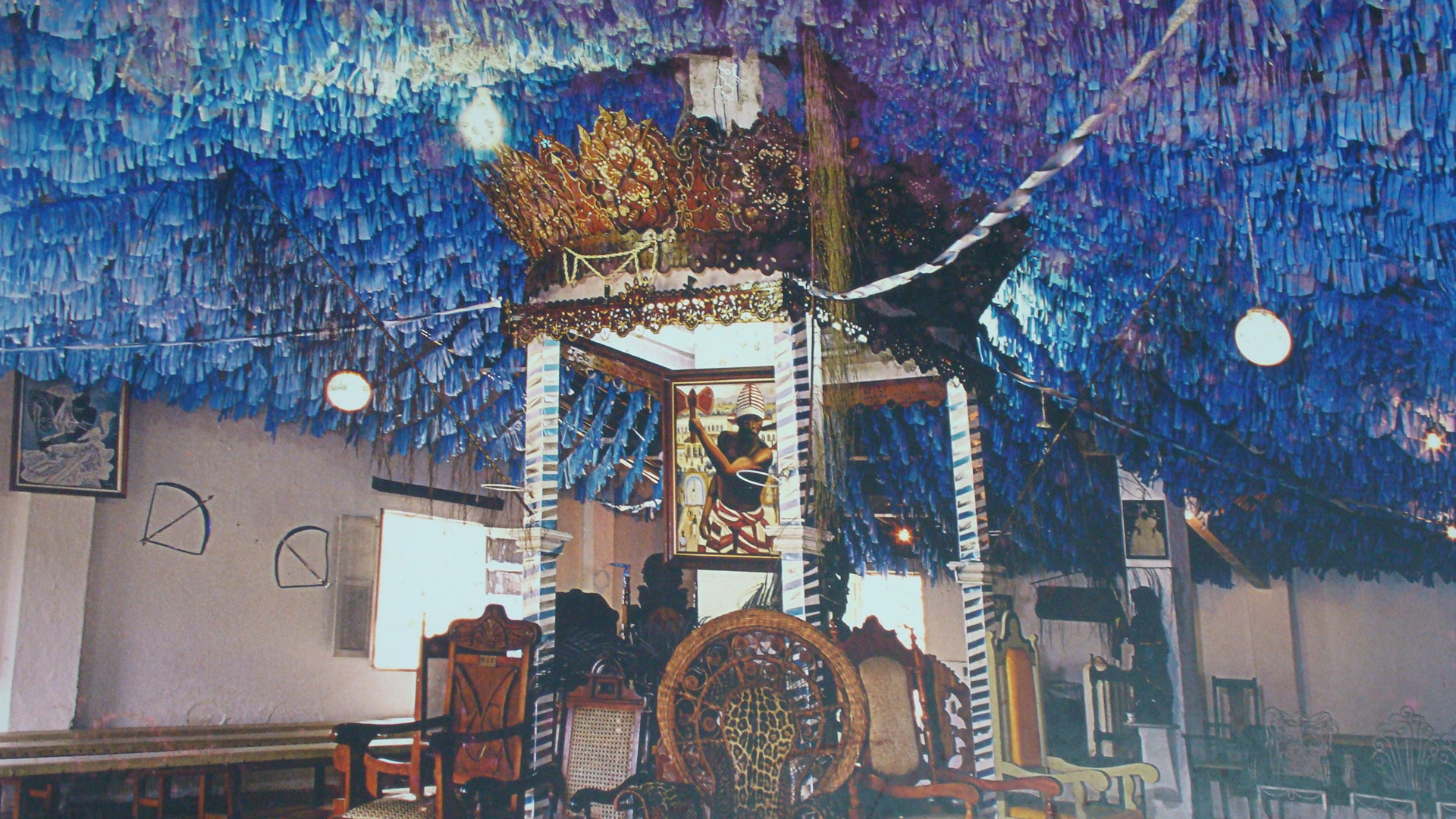
Casa Branca do Engenho Velho, lieu de culte Candomblé à Salvador.

Le préjugé racial au Brésil, — que certains auteurs appellent préjugé « de marque », c’est-à-dire reposant sur le phénotype de l’individu (texture des cheveux, traits visibles et couleur de peau) —, ne s’appuie pas directement sur l’ascendance, puisqu’au Brésil, les classifications raciales se basaient davantage sur l’apparence physique de la personne que sur sa filiation réelle. L’esclavage certes fut aboli, et l’universalisation des lois a été accomplie, cependant le schéma traditionnel d’aménagement racial n’a pas été modifié, mais seulement camouflé. En dépit du « métissage brésilien » si souvent mis en avant, un système enraciné de hiérarchisation sociale basé sur des critères de classe sociale, de niveau d’études formel, d’origine familiale et de race, perdure. Si au lendemain de la Seconde Guerre mondiale le darwinisme racial cessa peu à peu de prévaloir et que le concept biologique de race fut mis en question, c’est ensuite le « préjugé de couleur » qui vint jouer le rôle naguère tenu par la race.
Dans les années 1970, tout un mouvement de contestation des valeurs en vigueur au Brésil fit son apparition, s’exprimant dans la littérature et la musique, et se traduisant bientôt dans la politique officielle. À cette époque surgit également le Movimento Negro Unificado (littér. Mouvement noir unifié, sigle MNU) qui, aux côtés d’autres organisations parallèles, se mit à discuter les formes traditionnelles du pouvoir. Toutefois, l’existence de mouvements noirs au Brésil remonte assez loin, les mouvements de mobilisation raciale ayant surgi au Brésil dès le XIXe siècle. Dans la période post-abolition, la population noire était marginalisée, ce qui donna lieu dans quelques-uns des États fédérés à la fondation de dizaines de groupes (comités, clubs ou associations) de défense des noirs, tels que la Sociedade Progresso da Raça Africana (1891), à Lages, dans l’État de Santa Catarina ; la Sociedade União Cívica dos Homens de Cor (littér. Société Union civique des hommes de couleur, 1915), l’Associação Protetora dos Brasileiros Pretos (littér. Association protectrice des Brésiliens noirs, 1917), toutes deux à Rio de Janeiro ; et le Club 13 de Maio dos Homens Pretos (littér. Club 13-Mai des hommes noirs, 1902) et le Centro Literário dos Homens de Cor (littér. Centre littéraire des hommes de couleur, 1903), à São Paulo. Au début du XXe siècle, il y avait des centaines d’associations noires répandues dans tout le Brésil. De 1931 date la création du Frente Negra Brasileira (littér. Front noir brésilien) et de son journal, mais des revues consacrées à la problématique noire circulaient auparavant déjà au Brésil. En 1944, Abdias do Nascimento fonda le Théâtre expérimental du Noir. Il entendait faire de ce « laboratoire d'expression culturelle et artistique » un outil pour combattre les stéréotypes racistes, former les Noirs illettrés et organiser des conférences. Progressivement, ce mouvement prit une place politique en défiant l’autorité du pouvoir et l’individualisme du système économique. Dans les années 1960, le mouvement dénonça l’alignement du régime militaire brésilien sur le colonialisme portugais — engagé dans des conflits sanglants en Guinée-Bissau, Angola et Mozambique — et le développement de ses relations commerciales avec l'Afrique du Sud.
La déconstruction du mythe de la démocratie raciale engagée par une partie de ces associations s’évertua à réduire la problématique raciale à une question de classe, en délaissant sa dimension proprement culturelle. Le problème racial leur apparaissait constitutif de la lutte des classes et l’on s’ingéniait alors de le résoudre sans prêter attention à ses irréductibles spécificités. Pourtant, des études plus récentes ont démontré que le préjugé de couleur n’était pas lié seulement à une question économique et sociale, mais qu’il persiste à agir comme diviseur de la société au-delà de l’aspect économique.
Le racisme au Brésil se fait jour sous la forme de différences d’accès à l’enseignement et aux loisirs, d’une répartition inégale de revenus, et aussi de marques de discrimination qui échappent à la compétence des autorités, mais qui sont évidentes dans le quotidien. Le racisme brésilien en est un de l’intime, présent dans la vie domestique, mais occulté quand il se manifeste dans la sphère publique. Il se reflète dans les relations personnelles les plus intimes, dans le schéma ancien d’hiérarchisation sociale et de possibilités inégales entre les citoyens ; il se reflète dans certaines pratiques sans cesse répétées, à l’image de l’« ascenseur social », réservé aux résidents de l’immeuble, et l’« ascenseur de service », réservé au personnel de maison, en majorité composé de noirs. Il affleure également dans le domaine économique, ainsi que dans la relation avec la justice, où la probabilité pour un criminel noir de se voir inculpé est 80 % plus grande que pour un blanc. Le Brésil vit, observe l’historienne Lilia Moritz Schwarcz, une dichotomie, quand d’une part le pays exalte le métissage racial et culturel, mais d’autre part et dans le même temps donne à voir un pays extrêmement inégal.
Au début des années 2000, le militantisme des associations afro-brésiliennes obtint du gouvernement plusieurs réformes. Sous la présidence de Lula da Silva, le Brésil vota une loi sur l'enseignement obligatoire de l'histoire de l'Afrique dans les écoles, s'engagea à traduire les volumes de l'Histoire générale de l'Afrique de l'UNESCO et lance une série d'initiatives pour lutter contre les stéréotypes racistes. La population noire, longtemps marginalisée, bénéficia des politiques de redistribution sociale imposées par Lula et poursuivies par Dilma Rousseff. En dix ans, le taux d’étudiants noirs dans les universités est passé de moins de 2 % à 9 % en 2013.

### Cas de racisme divulgués
L’histoire récente du Brésil est parsemée de cas patents de racisme devenus notoires. En 1950, l’actrice noire américaine Katherine Dunham fut empêchée de descendre dans un hôtel de São Paulo au motif qu’elle était une « personne de couleur ». L’incident fut dénoncé par Gilberto Freyre à la tribune de la Chambre des députés et sera l’un des moteurs de l’adoption de la loi Afonso Arinos, première loi antiraciste du Brésil.

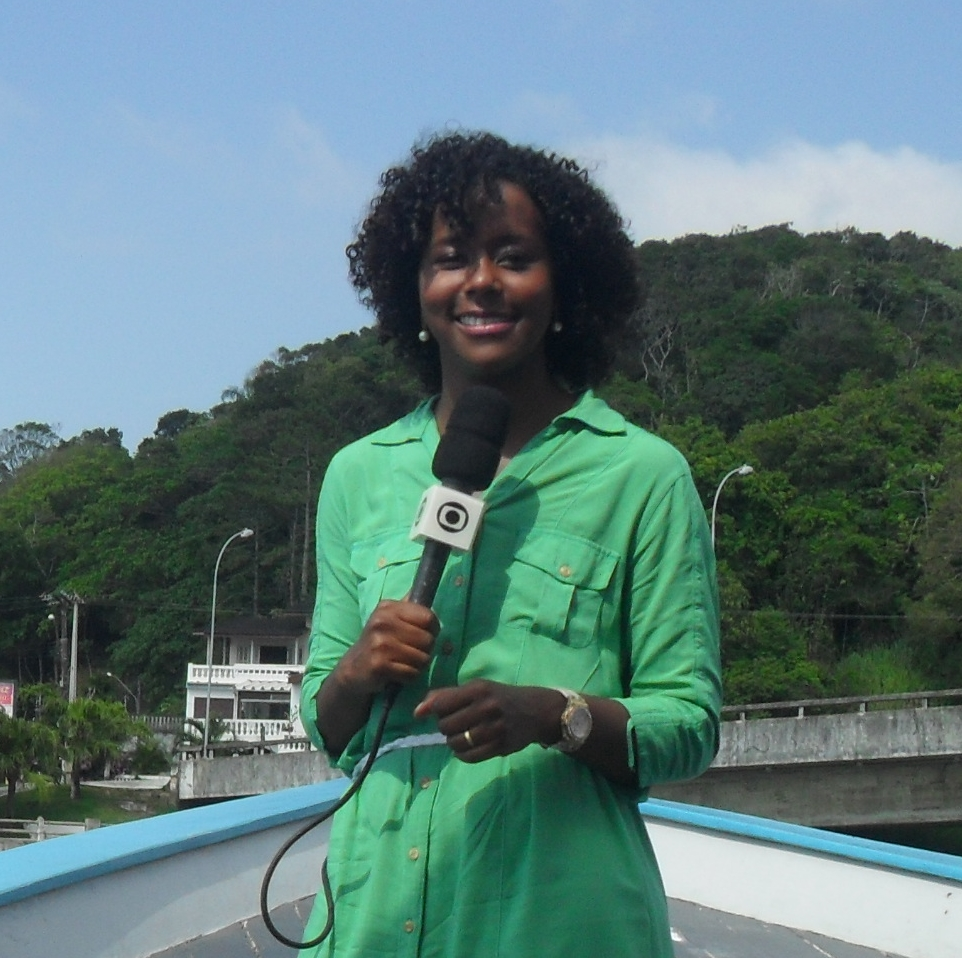
La journaliste Maria Júlia Coutinho a été la cible d’attaques racistes dans les réseaux sociaux en 2015 et déposa plainte à la police. Elle a reçu le soutien de milliers de personnes, qui ont lancé le mot-dièse « somostodosMaju », et cet incident a été le sujet le plus souvent posté dans les réseaux sociaux.

Dans le football, les cas de racisme sont déjà anciens au Brésil. Ce sport a des origines élitistes, car son introduction dans le pays fut le fait de blancs, au début du XXe siècle. Ce nonobstant, le football devint peu à peu un divertissement pour jeunes noirs et pauvres, lesquels dans la suite ont fourni les grands noms du football brésilien. Pourtant, il y eut dans les premiers temps une forte résistance contre la participation de joueurs noirs. Pour le championnat sud-américain de football de 1921, le président de la république Epitácio Pessoa « recommanda » que la sélection nationale ne comprenne pas de joueurs noirs pour le match contre l’Argentine car, selon lui, il était nécessaire de projeter une « meilleure » image du Brésil devant les étrangers. En conséquence, des joueurs célébrès de l’époque, comme le mulâtre Arthur Friedenreich, furent tenus à l’écart du championnat. En ce temps-là, il était commun que les joueurs noirs et mulâtres se mettent de la poudre de riz sur le visage et se lissent les cheveux pour être acceptés. Au cours de sa carrière, le footballeur Pelé a été ridiculisé par ses collègues et par les médias, se faisant notamment affubler du sobriquet de Gasolina, en raison de sa couleur de peau, nonobstant que le joueur ait toujours refusé de prendre part à quelque lutte antiraciste que ce soit.
Dans les années 2010, plusieurs Brésiliens noirs connus continuent d’être victimes de racisme. Pour la seule année 2014, un arbitre et trois joueurs de football ont été les cibles d’attaques à contenu raciste par des supporters brésiliens : l’arbitre Márcio Chagas, début 2014 ; le défenseur du Sport Club Internacional, Paulão ; Arouca, alors joueur à Santos ; et le gardien de but Aranha, alors chez Santos, qui avait été traité de « macaque » par une partie des supporters du Grêmio. À la suite de ce dernier incident, le Grêmio fut exclu de la Coupe du Brésil par le Tribunal de justice sportive (STJD). Cependant, les quatre supporters identifiés comme étant les offenseurs échappèrent à une condamnation pour injure raciale, ayant en effet conclu un accord judiciaire, par lequel ils s’engageaient à comparaître devant une délégation à chaque jour de match du Grêmio, une demi-heure avant la partie.
Des femmes ayant une visibilité dans les médias ont aussi été victimes de la même intolérance. En 2015, la journaliste de Rede Globo, Maria Júlia Coutinho, fut la cible d’attaques racistes dans les réseaux sociaux. Le mot-dièse #SomostodosMaju eut une grande répercussion dans les réseaux sociaux, et son cas fut exposé dans le téléjournal Jornal Nacional, en présence de la victime. La journaliste déposa plainte auprès de la police, qui après enquête découvrit que l’un des suspects était un adolescent âgé de 15 ans, habitant Carapicuíba, dans l’État de São Paulo. Toujours en 2015, l’actrice Taís Araújo vit son profil Facebook visé par des offenseurs avec des messages à contenu raciste. Un hashtag #SomosTodosTaísAraújo, créé en soutien à l’artiste, deviendra « trending topic » sur Twitter. Dans les réseaux sociaux, l’actrice avait lancé « Vous ne m’intimiderez pas » avant d’en aviser la police, qui engagea ensuite une enquête.
L’ONG SaferNet Brésil affirme avoir enregistré en 2014 une hausse de 34,15 % de pages internet estampillées comme racistes et de 365,46 % de pages véhiculant de la xénophobie au Brésil. L’anonymat garanti par l’internet fait de la Toile un environnement propice à ce que les racistes se manifestent, à telle enseigne que le racisme se classe second, dans l’ordre des violations des droits de l’homme, pour sa fréquence dans les réseaux sociaux brésiliens, devancé seulement par la pédopornographie. Toutefois, selon le spécialiste Leonardo Zanatta, « s’il y avait une coopération entre le réseau social et la police brésilienne, il serait facile de remonter jusqu’aux responsables d’actes racistes, quand même tout aurait été effacé ».
En 2014, on recensa au Brésil 7000 plaintes déposées auprès de Disque Racismo, agence de lutte contre le racisme et l’antisémitisme du gouvernement de l’État de Rio de Janeiro, soit une moyenne de près de 700 par mois.

### Indicateurs socio-économiques

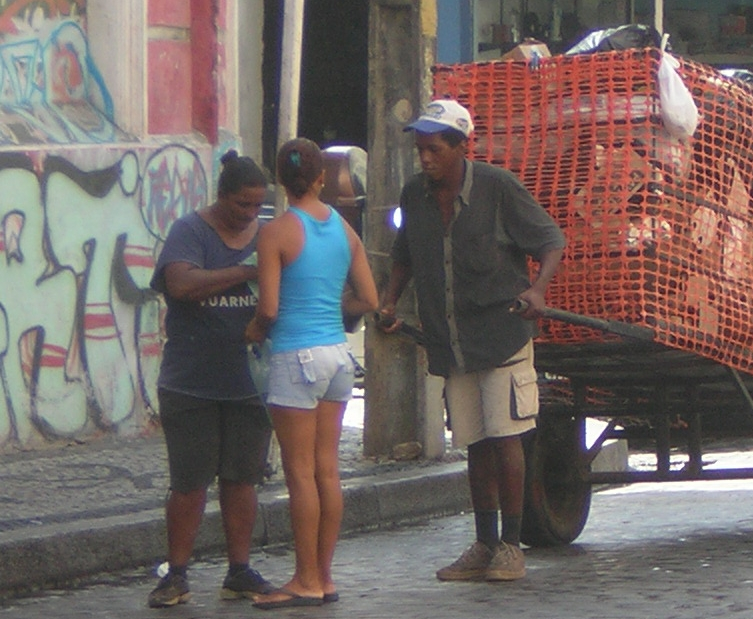
Ramasseurs de déchets à Recife. Plus de 70 % des Brésiliens vivant dans la misère sont noirs ou bruns (pardos).

Le Brésil est l'un des pays les plus inégalitaires au monde et les Afro-brésiliens en sont en grande partie les victimes. D'après les données de l’Institut brésilien de géographie et statistique (IBGS) pour 2017, on retrouve 74 % de noirs ou métis parmi les 10 % les plus pauvres. Dans les favelas, la population noire ou métisse est de 77 %.
Un rapport de l’université fédérale de Rio de Janeiro (UFRJ) rendu public en 2011 a mis en évidence que la part des noirs et des bruns (pardos) dans le total des chômeurs s’est accrue. Selon ce rapport, en 2006, les noirs et les bruns entraient pour 54,1 % dans le total des chômeurs (23,9 points de pourcentage d’hommes et 30,8 de femmes) ; un peu moins de dix ans auparavant, en 1995, les noirs et bruns représentaient 48,6 % de ce total (25,3 points de % d’hommes et 23,3 de femmes).
Quant au groupe des détenteurs d’emploi, les disparités raciales sont là également clairement perceptibles : en 2006, le revenu moyen mensuel réel des hommes blancs s’élevait à 1 164,00 réaux, montant de 56,3 % supérieur à la rémunération moyenne des femmes blanches (744,71 réaux), de 98,5 % supérieur à celle des hommes noirs et bruns (586,26 réaux), et de 200 % supérieur à celle des femmes noires et brunes.
Une enquête du ministère du Développement social (MDS) publié en 2011 estime que dans la fraction « extrêmement pauvre » de la population, 50,5 % sont des femmes, dont 70,8 % déclarent être noires ou brunes. Le recensement de la population effectué en 2010 a mis au jour que sur les 16 millions de Brésiliens vivant en extrême pauvreté (c’est-à-dire ayant des revenus en deçà de 70 réaux mensuels), 4,2 millions étaient blancs et 11,5 millions noirs ou bruns.

### Différences sociales liées à l’origine ethnique

#### Histoire de l’inégalité

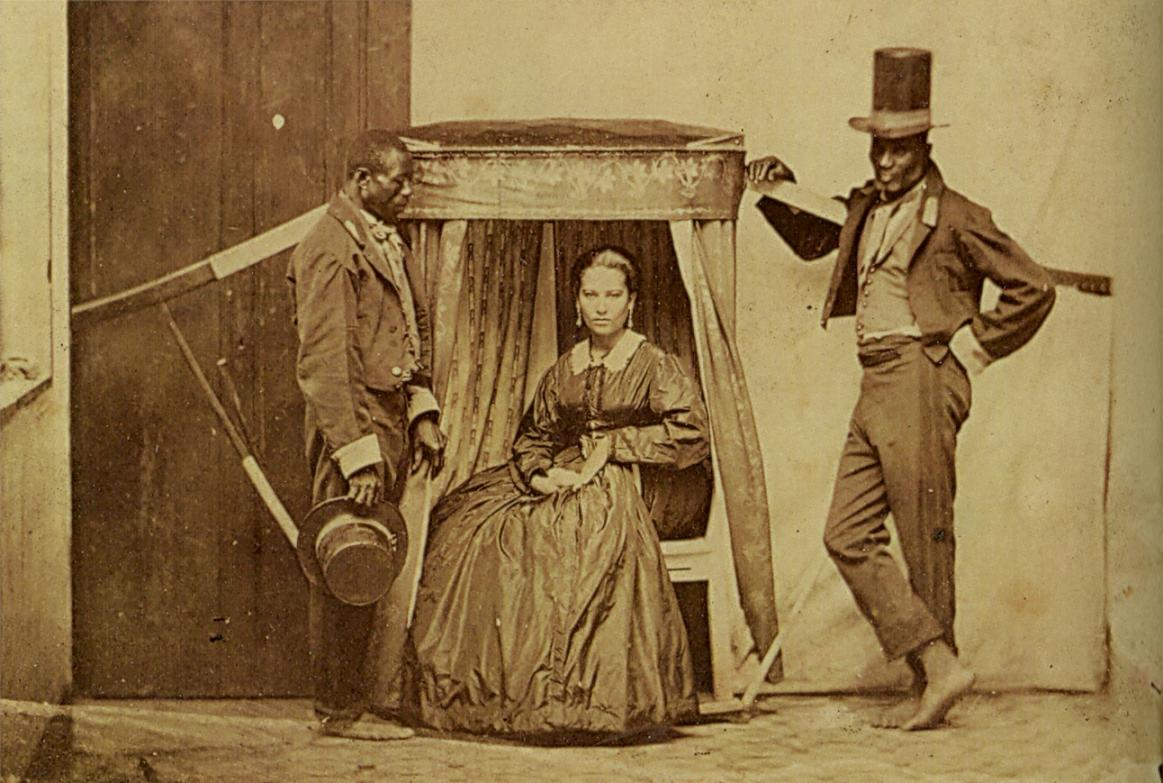
Femme se faisant transporter en chaise à porteurs par ses esclaves, à São Paulo, en 1860.

L’inégalité sociale existant au Brésil entre blancs d’une part et noirs et mulâtres d’autre part remonte à l’époque coloniale. Bien que dans les deux premiers siècles de la colonisation, la majorité de la population d’origine africaine au Brésil fût en état d’esclavage, on assista au XVIIIe siècle à une forte augmentation des affranchis (libertos), et noirs et mulâtres libres arrivaient même à constituer la majorité de la population dans certaines capitaineries. Cependant, les lois et décrets édictés par la Couronne portugaise et les pratiques sociales formaient une grande entrave au progrès économique de cette population. Les affranchis d’ascendance africaine étaient discriminés par une législation qui, bien souvent, ne les distinguait pas des esclaves. Ces lois discriminatoires, flagrantes en ce qui concerne le port d'armes et l’usage de certaines pièces vestimentaires, écartaient aussi les Africains de la fonction publique, étant donné qu’il fallait d’abord apporter la preuve de sa « pureté de sang » pour pouvoir s’y porter candidat.

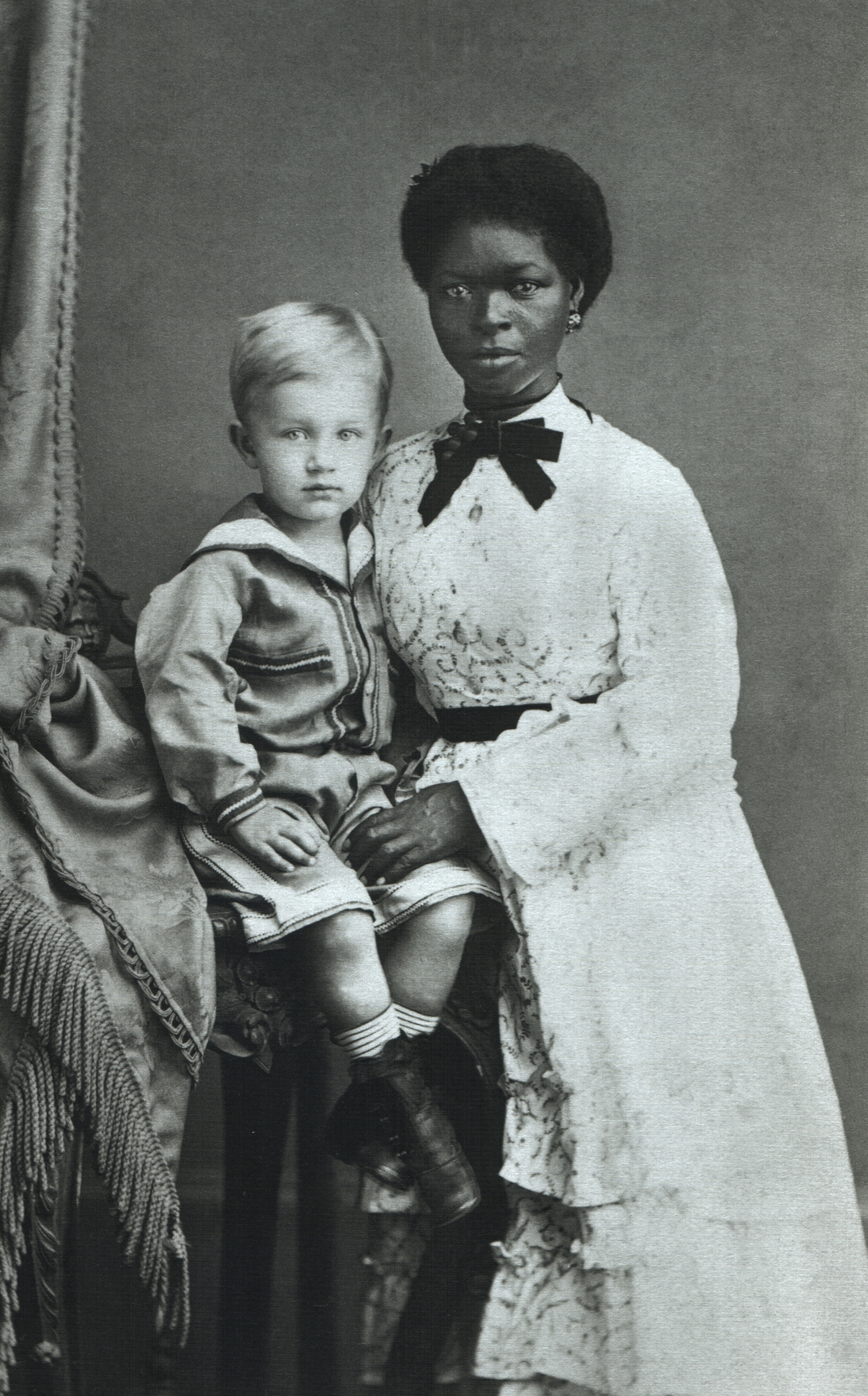
Esclave bonne d’enfants et nourrice, avec l’enfant Eugen Keller, dans la province de Pernambouc, 1874.

Le noir ou le mulâtre libre disposait de trois possibilités de gagner sa vie. La première était de réaliser son indépendance financière à n’importe quel prix, en mettant à profit chaque occasion commerciale qui viendrait à surgir. La deuxième consistait à se laisser intégrer dans le système esclavocrate comme métayer ou travailleur salarié. La dernière enfin était de renoncer à affronter les défis et les inconvénients liés à l’état d’individu de couleur et de se livrer au vagabondage. Beaucoup d’anciens esclaves éprouvaient les plus grandes difficultés à s’intégrer dans le monde des hommes libres ; dans la captivité, tout ce qui était exigé de la part d’un esclave était sa force physique. L’institution de l’esclavage avait miné leur capacité d’initiative et de décision, leur avait enlevé toute possibilité de faire la démonstration de leurs éventuels talents de meneur d’hommes et de leur présence d’esprit. Seuls les individus les plus déterminés réussissaient à surmonter ces barrières psychologiques. Toutefois, les noirs et mulâtres nés libres avaient plus de perspectives que ceux nés esclaves puis affranchis. Enfin, les mulâtres à la peau plus claire, même ceux nés en captivité, avaient de meilleures chances de s’intégrer dans le « monde blanc » que les noirs à peau plus foncée, même ceux nés en liberté.
Aussi la confrontation avec la société libre se révélera-t-elle une tâche compliquée et ardue pour la population croissante de noirs et mulâtres libres pendant la période coloniale. Socialement marginalisés, dépourvus de ressources financières, ils étaient nombreux à vivre dans une situation plus précaire que celle des esclaves. La Couronne portugaise et les autorités municipales brésiliennes n’entreprirent rien pour sauver cette population de la marginalité, et il n’y avait aucune politique d’intégration sociale ni aucune aide pécuniaire. Les seules organisations dans le Brésil colonial à se soucier des individus d’origine africaine étaient les confréries laïques. La Santa Casa de Misericórdia, unique prestataire institutionnel d’assistance sociale de tout l’empire maritime portugais, offrait des dots aux femmes noires et mulâtres en âge de se marier, soignait les malades gracieusement, et aidait les gens à apprendre l’un ou l’autre métier. Les confréries du Brésil colonial contribuèrent donc, jusqu’à un certain point, à soulager les problèmes dus de l’abdication totale de l’État et de l’Église et à intégrer les noirs et les mulâtres libres dans la société coloniale brésilienne.
Certaines communautés estiment subir un « racisme environnemental », les usines les plus polluantes étant souvent implantées dans les régions habitées par des Afro-Brésiliens. Cependant, ces implantations pourraient répondre à des critères socio-économiques plutôt qu'ethniques.

#### Après l’abolition de l’esclavage
« Après que les derniers esclaves auront été arrachés au pouvoir sinistre que représente pour la race noire la malédiction de la couleur, il sera nécessaire encore de râper, au moyen d’une éducation virile et sérieuse, la lente stratification de 300 ans de captivité, c’est-à-dire de despotisme, de superstition et d’ignorance. »

— Joaquim Nabuco, abolitionniste brésilien.

Charte originale de la loi d'or de mai 1888 portant abolition de l’esclavage au Brésil.

L’État brésilien devenu indépendant ne changea pas sa politique vis-à-vis de la population noire et mulâtre. Au fur et à mesure que les gens d’origine africaine s’affranchissaient de l’esclavage en nombre toujours plus grand, ils allaient grossir les rangs des marginalisés à l’entrée des villes et des bourgs.
Le 13 mai 1888, la princesse Isabelle, en sa qualité de régente du trône, en l’absence de son père, l’empereur Pierre II, proclama l’abolition de l’esclavage. L’abolition ne conduira pas à la transformation économique et sociale escomptée par les abolitionnistes. Le Brésil continua d’être un pays essentiellement agraire, avec un système paternaliste de relations sociales et avec une stratification sociale rigide. Les propriétaires terriens (blancs en majorité, avec parfois des mulâtres claires) détenaient quasiment le monopole du pouvoir économique, social et politique ; à ceux-ci avaient à se soumettre les couches inférieures, majoritaires dans la société, constituées de blancs pauvres et de descendants d’esclaves.
Les esclaves libérés par l’effet de la loi d'or, au nombre de près d’un demi-million, furent projetés dans une société déjà multiraciale, où beaucoup de descendants d’esclaves se trouvaient déjà en liberté. Au XVIIIe siècle, il y avait dans quelques régions du Brésil plus d’esclaves que de gens libres ou affranchis ; quant aux blancs, ils n’ont jamais constitué de majorité dans aucune partie du Brésil, jusqu’à ce l’immigration européenne vînt modifier le profil démographique de plusieurs États du sud et du centre-sud à partir du XIXe siècle. Début XIXe, la majorité de la population d’origine africaine vivait encore sous le régime de l’esclavage. En 1819, aux alentours de 30 % de la population brésilienne était esclave, et les affranchis étaient seulement entre 10 et 15 %. Au cours de ce siècle cependant, l’on assista à un accroissement exponentiel de la population des descendants d’anciens esclaves, de sorte qu’en 1872, les descendants d’anciens esclaves comptaient déjà pour 42 % de la population brésilienne et que la proportion d’esclaves s’était réduite à seulement 16 %. Cette année-là, la population brune (parda) comprenait près de trois fois autant d’affranchis que d’esclaves.
Il se trouve qu’ainsi le Brésil possédait déjà, au moment de l’abolition, une vaste classe d’affranchis, de teint varié, et une longue tradition, remontant aux premiers temps de la colonisation, d’ascension sociale pour un petit nombre d’esclaves affranchis. Une pénurie centenaire de main-d’œuvre blanche qualifiée et semi-qualifiée au Brésil colonial avait obligé les colonisateurs portugais à autoriser la mise en place d’une classe d’anciens esclaves qui fût capable d’exercer ces activités, tendance qui fut probablement poursuivie au XIXe siècle.
L’ascension sociale des descendants d’Africains dépendait de plusieurs facteurs. La couleur de peau, la texture capillaire et les traits du visage étaient les éléments déterminants pour ranger une personne dans telle ou telle catégorie raciale. La fortune et la position sociale apparente, comme la tenue vestimentaire et le milieu social, jouaient ici également un rôle, en accord avec l’idée selon laquelle au Brésil « l’argent blanchit », encore que ce phénomène se limitait aux mulâtres clairs. Aussi les limites à l’ascension sociale étaient-elles fixées par l’apparence physique (plus celle-ci était « négroïde », plus l’ascension était difficile), mais également du degré de « blancheur » sociale (instruction, manières et revenu). À côté de l’apparence physique, l’origine avait aussi son importance au Brésil ; il était courant que des métis en ascension sociale dissimulent leur origine familiale, ce qui montre que même les mulâtres dont le phénotype leur permettait de monter les échelons redoutaient de voir leur origine familiale compromettre leur ascension sociale.
Des affranchis de couleur, presque invariablement des mulâtres clairs, exerçaient déjà des fonctions importantes bien avant l’abolition de 1888. Certains avaient accompli une promotion sociale considérable, occupant des postes qualifiés ou se distinguant comme artiste, homme politique et écrivain, y compris même quand l’esclavage était encore en vigueur. Cette minorité contrastait avec la majorité plongée dans la pauvreté. À la suite de l’abolition, des milliers d’anciens esclaves quittèrent les fazendas (grands domaines agricoles) et s’en furent vivre de l’agriculture de subsistance. Mais bientôt beaucoup s’en revinrent vers leurs anciens maîtres et se réintégrèret dans leurs anciennes équipes de travail. D’autres préférèrent se rendre dans les villes, guère préparées pour accueillir cet afflux de travailleurs non qualifiés. Dans le centre-sud, les anciens esclaves eurent, pour obtenir les emplois, à affronter la concurrence de la masse des immigrants européens, qui venaient de débarquer et étaient mieux qualifiés qu’eux pour réussir dans le monde capitaliste urbain. Dans le Nordeste, économiquement sur le déclin, les possibilités d’emploi étaient peu nombreuses pour tout le monde. Aussi, pour les couches inférieures brésiliennes, dont faisaient partie la majorité des noirs et mulâtres, l’ascension sociale apparaissait des plus difficiles.
Au lendemain de l’abolition, l’on assista au départ des ex-esclaves qui ne souhaitaient plus servir leurs anciens maîtres, suivi de l’expulsion des noirs âgés et malades hors des fazendas. Un grand nombre de noirs allèrent se concentrer à l’entrée des villes, en vivant dans des conditions précaires, ce qui forcera bientôt beaucoup d’entre eux à s’en retourner vers les domaines latifondiaires pour y travailler. L’économie agricole se développant et se modernisant, d’autres contingents de travailleurs et de petits métayers furent expulsés, et s’en allèrent à leur tour grossir la population des villes. Cette masse n’est pas composée exclusivement de noirs, mais aussi de bruns et de blancs pauvres, qui se tenaient à disposition comme réservoir de recrutement de main-d’œuvre. Cette masse, où prédominent noirs et mulâtres, peut encore être aperçue aujourd’hui (années 2010) vivant dans la misère autour des agglomérations urbaines brésiliennes dans toutes les régions à grande propriété foncière.

#### Comparaison entre noirs et immigrants

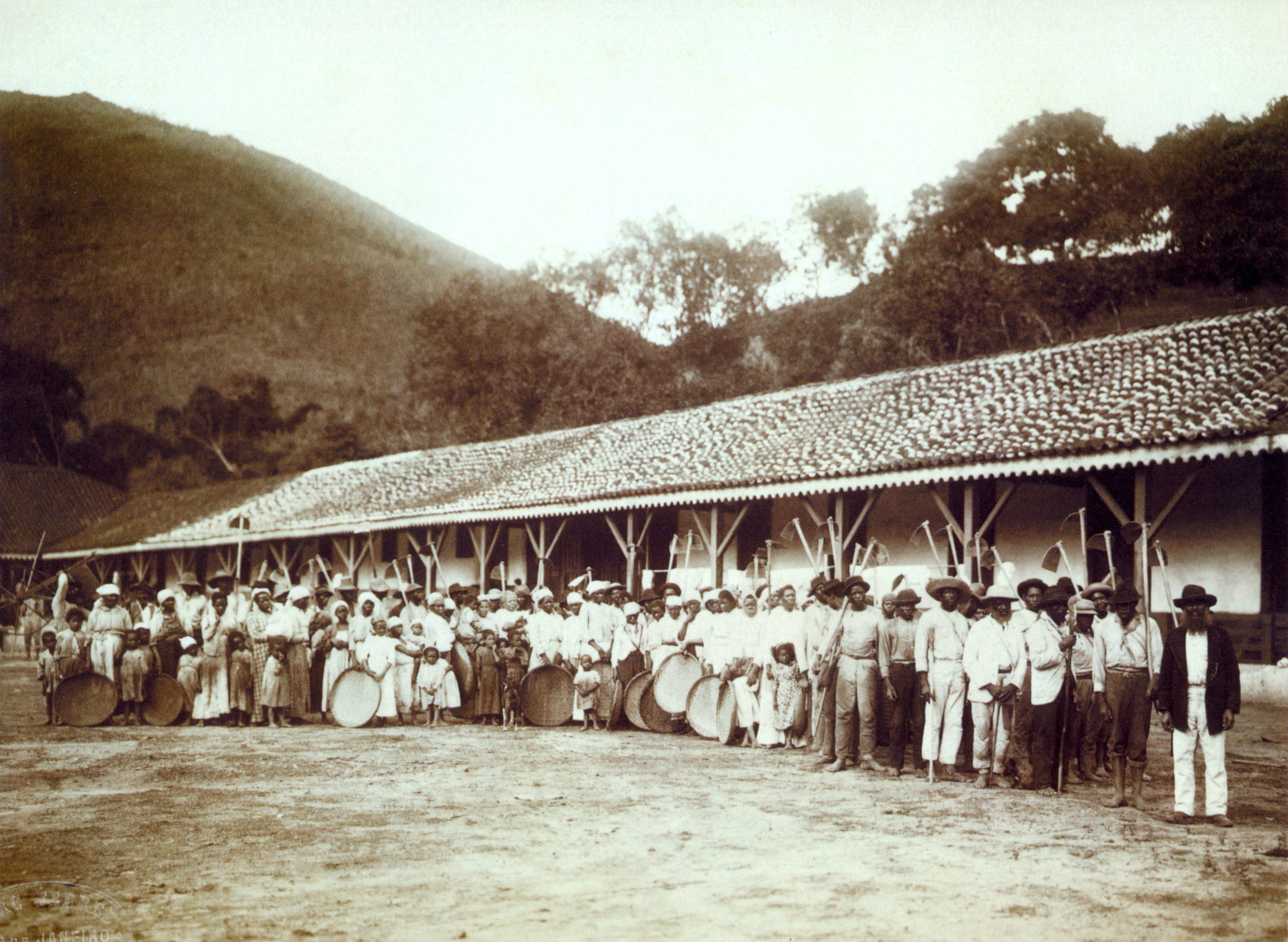
Esclaves dans une plantation de café (1885).

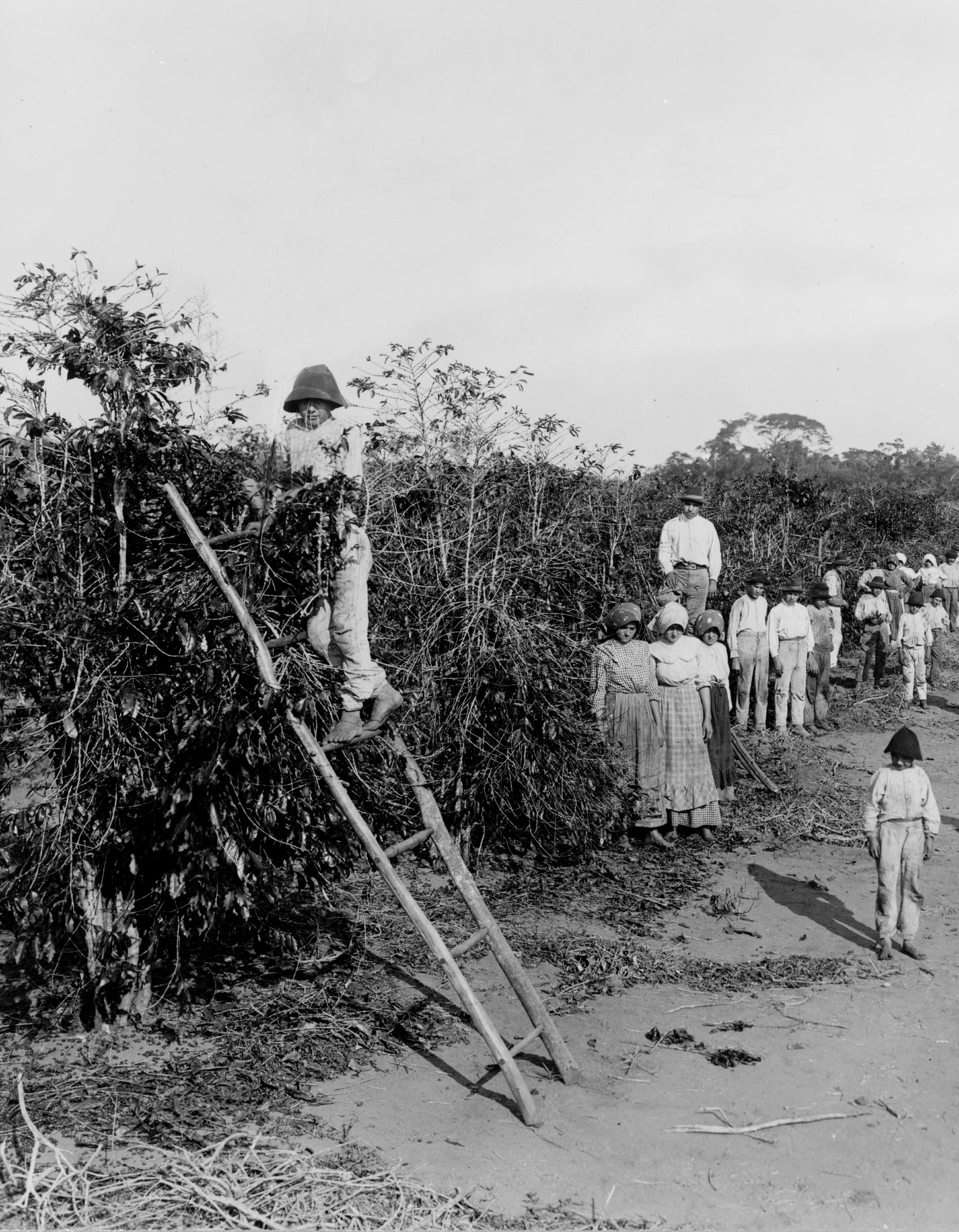
Immigrants italiens dans une plantation de café début XXe siècle.

À la fin du XIXe siècle, un grand nombre d’immigrants, surtout européens, vinrent au Brésil. La majorité s’installa dans l’État de São Paulo, où ils se faisaient embaucher comme travailleurs dans les plantations de café. C’est aussi à cette même époque que s’opérait la transition du travail esclave vers le travail salarié. Beaucoup d’immigrants se retrouvaient donc à travailler côte à côte avec des noirs et des mulâtres, remplissant les mêmes fonctions, autrement dit : au départ, immigrants européens et afrodescendants se trouvaient sur le même échelon social. Cependant, les années passant, les immigrants et surtout leurs enfants parviendront à s’élever sur l’échelle sociale, alors que la majorité des noirs et des mulâtres persistaient dans la pauvreté. Différents auteurs se sont attachés à expliquer ce phénomène. Florestan Fernandes souligne que les affranchis n’étaient pas préparés à concourir avec les immigrants européens, parce que la déshumanisation et la violence propres à l’esclavage en avaient fait des asociaux (« anomie »), sans liens familiaux ni communautaires forts, sans discipline, et enclins à percevoir la liberté comme l’équivalent de l’absence de travail. La recherche actuelle insiste davantage sur le racisme des patrons latifondiaires (fazendaires) brésiliens, qui préféraient engager des immigrants que des travailleurs nationaux d’origine africaine.
Le sociologue Karl Monsma a entrepris, pour les besoins de sa recherche, d’analyser les données de recensement de la municipalité de São Carlos, dans l’État de São Paulo. Quoique sa recherche se soit limitée à cet État, les résultats peuvent être extrapolés à d’autres parties du pays. En 1907, la situation des noirs et des immigrants était à beaucoup d’égards semblable. La principale occupation des immigrants dans la municipalité était le colonato, l’activité de colon agricole, comme c’était aussi la principale occupation des noirs et des mulâtres. Ceci tend à démontrer que les afrodescendants n’étaient pas totalement exclus des fazendas. À ce stade, les immigrants n’avaient encore eu accès à la propriété de la terre que dans une mesure faible : seuls 13 % des Italiens et 10,1 % des Espagnols s’étaient faits propriétaires, pourcentage inférieur à celui des propriétaires mulâtres (16 %) et noirs (13,5 %). La thèse de Florestan Fernandes, très contestée actuellement (2010), qui tient que noirs et mulâtres, une fois acquise leur liberté, se sont mis à vivre en anomie (sans règles et attaches sociales), n’apparaît donc pas étayée par les données statistiques. À São Carlos, le pourcentage de familles ayant à leur tête une femme était plus élevé chez les Brésiliens blancs (15,8 %) que chez les noirs (14,2 %) et les mulâtres (12,8 %). Le taux de nuptialité était supérieur chez les noirs et les mulâtres que chez les Brésiliens blancs, ce qui, dans le contexte catholique traditionnel, bat en brèche la thèse de la désorganisation familiale des afrodescendants.
Quant au taux d'alphabétisation, il était évidemment plus élevé chez les Brésiliens blancs de sexe masculin (61,7 %), chez les Portugais (45,6 %), les Espagnols (45,5 %) et les Italiens (43,8 %) que chez les mulâtres (30,5 %) et les noirs (14,7 %).
L’auteur de l’étude, Karl Monsma, arrive aux conclusions suivantes lorsqu’il tente d’expliquer pourquoi les immigrants et leurs descendants ont fortement progressé au Brésil, au contraire des noirs et des mulâtres qui dans la plupart des cas sont demeurés pauvres :
- La présence nombreuse d’immigrants européens pauvres tira vers le bas le coût de la main-d’œuvre dans les grands domaines agricoles, au désavantage des travailleurs noirs et des autres Brésiliens.
- Chaque nationalité d’immigrants avait en son sein une élite scolarisée sur laquelle les compatriotes pouvaient s’appuyer pour, p. ex., faire face aux abus des patrons de fazenda et de la police. Cette élite immigrante employait aussi ses compatriotes dans ses propres fazendas, dans ses bureaux et dans ses boutiques, et aidait les pauvres et les analphabètes à affronter la bureaucratie de l’État. Une telle assistance était fournie aussi par les consulats, où les immigrants recevaient assistance et conseil pour la défense de leurs intérêts. Chez les noirs en revanche, l’élite faisait quasiment défaut, et plus encore les consulats, et les noirs ne pouvaient recourir qu’à l’aide de l’élite blanche locale ; l’absence d’une élite noire contrariait l’organisation collective des noirs et les rendait incapables de contredire les représentations négatives faites à leur propos par les blancs.
- Les rares mulâtres qui avaient réussi s’efforçaient de « se blanchir » par la voie du mariage avec des personnes blanches et ne s’identifiaient pas aux noirs pauvres. Avec le passage d’une ou de deux générations, leurs descendants devenaient des blancs, rejoignant la population des blancs prospères.
- Les familles des immigrants étaient en moyenne plus nombreuses que celles des noirs. Les familles plus grandes avaient la préférence des patrons de fazenda et pouvaient gagner plus comme métayers ou comme colons.
- la taux d’alphabétisation des Brésiliens blancs et des immigrants était beaucoup plus élevé que celui des noirs, ce qui empêchait ces derniers d’occuper des emplois meilleurs dans le commerce et la fonction publique, et les bornait au travail manuel. Le racisme rencontré à l’école entraînait une forte défection scolaire chez les noirs, préjudiciable à leur instruction.
- Les noirs étaient rejetés par l’élite brésilienne. À l’inverse, les immigrants et leurs descendants s’intégraient plus aisément aux élites locales, ce qui favorisait leur ascension sociale.
- Avec leur avancement social, les immigrants et leurs descendants vinrent à dominer un nombre croissant de postes de travail et tendaient à favoriser leurs semblables, tout en intériorisant le racisme et en écartant le noir, stigmatisé comme moralement inférieur, des postes de décision.

#### Le salaire selon l’origine ethnique
Une étude réalisée en 1998 par le sociologue mineiro Simon Schwartzman a montré que l’inégalité salariale au Brésil comporte elle aussi une dimension ethnique et raciale. L’étude a mis au jour que les Brésiliens aux salaires les plus élevés sont de couleur ou de race « jaune » et blanche, tandis que les salaires les plus bas échoient généralement aux noirs, aux bruns (pardos) et aux indigènes. Le revenu mensuel d’un Brésilien blanc s’élevait en moyenne à 848,41 réaux, dépassant celui des indigènes (515,07 réaux), des bruns (440,14 réaux) et des noirs (400,84 réaux).
Si l’on ventile par origine ancestrale, on constate que les descendants d’immigrants occupent le sommet de la pyramide sociale brésilienne. Les personnes interrogées indiquant avoir une ancestralité juive, arabe ou japonaise étaient celles qui avaient le mieux réussi professionnellement. Les descendantes de Juifs gagnaient en moyenne 2 047,24 réaux mensuels, de Japonais 1 719,14 réaux, et d’Arabes 1 759,26 réaux.
Dans la catégorie intermédiaire se rangeaient les descendants d’Italiens (1 135,66 réaux), d’Espagnols (1 134,55 réaux), de Portugais (1 071,97 réaux) et d’Allemands (976,59 réaux). Ceux des blancs indiquant n’avoir que des origines « brésiliennes » avaient en moyenne des revenus plus faibles (778,09 réaux).
Les bruns indiquant avoir une ascendance africaine gagnaient 496,14 réaux, ceux revendiquant une ancestralité « brésilienne », 431,64 réaux. Les noirs d’ascendance africaine touchaient en moyenne 515,3 réaux et, le groupe le plus pauvre de tous, les noirs d’ascendance revendiquée « brésilienne », gagnaient un revenu moyen de 384,81 réaux. Il est à noter que les noirs et les bruns se réclamant d’une ancestralité « africaine » bénéficiaient de revenus supérieurs à ceux se disant d’ascendance seulement « brésilienne », ce qui suggère qu’à l’intérieur du groupe des noirs, l’identification à une origine africaine est associée à une position sociale, et probablement à un niveau d’études, plus élevés.

### Présence des noirs dans le médias brésiliens

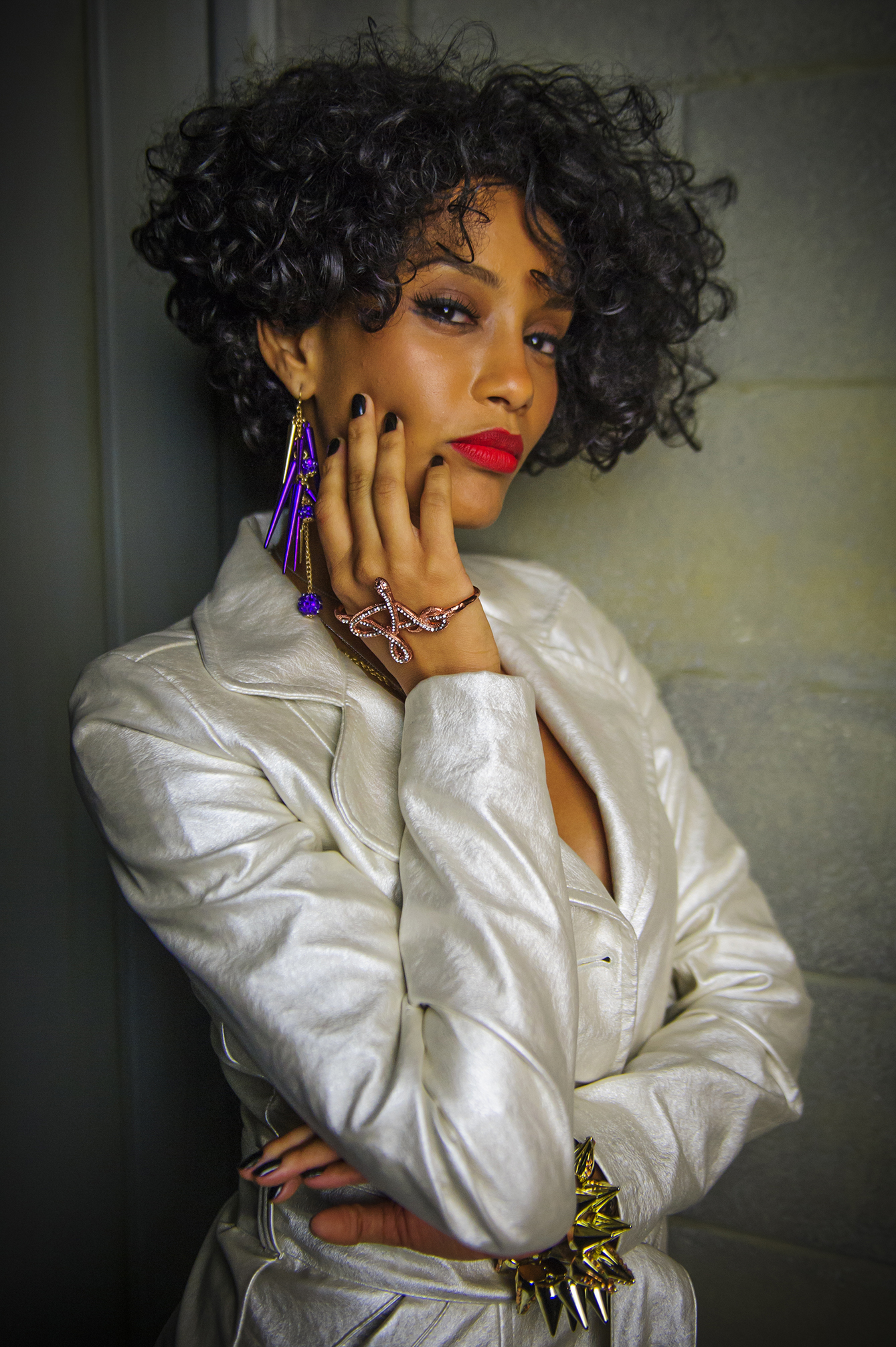
Taís Araújo fut la première héroïne noire d’une telenovela brésilienne.

Les afrodescendants ont une assez faible visibilité dans les médias brésiliens. À la télévision brésilienne, le modèle hégémonique blanc continue de prévaloir, reflétant une tendance à l’euro-nord-américanisation de la représentation télévisuelle de la réalité sociale brésilienne. Malgré la résistance culturelle et politique des groupes de pression noirs, la télévision brésilienne n’a toujours pas été en mesure de traduire en images les valeurs, les expériences et l’importance de ce groupe pourtant co-formateur de la population brésilienne. Si la telenovela (série télévisée), produit important de l’industrie culturelle brésilienne, a certes déjà mis en scène différentes classes sociales, ses intrigues ont cependant toujours pour centre de gravité la classe moyenne blanche et ses rapports avec les riches. La « classe moyenne de la zone Sud » est dépeinte dans les telenovelas brésiliennes de façon proéminente et sous des traits séduisants, et les personnages de noirs apparaissent à l’écran conformément à la vision qu’ont d’eux les blancs, à savoir comme « employés fidèles et anges gardiens des protagonistes et personnages les plus importants des heures de grande écoute ». Même la classe moyenne noire, quand elle est donnée à voir dans les telenovelas, apparaît tellement normale et assimilée, sans lien aucun avec la culture afro-brésilienne, qu’elle pourrait tout aussi bien être interprétée par des acteurs blancs.
Alors que le Brésil produit des telenovelas depuis la décennie 1960, ce n’est qu’en 1996 que pour la première fois une actrice noire, Taís Araújo, y apparaît comme personnage central, à savoir dans Xica da Silva. À propos de cette distinction insigne d’avoir été la première actrice noire à jouer un rôle de premier plan dans plusieurs secteurs télévisuels, Taís Araújo déclara qu’elle se dispenserait bien de cette distinction, car celle-ci « démontre le préjugé et le retard qui existent dans mon pays ». Interrogée sur les raisons pour lesquelles il y a si peu de noirs à la télévision brésilienne, l’actrice répliqua : « parce que nous vivons dans un pays rempli de préjugés. Il existe beaucoup d’acteurs noirs sur le marché, de bons professionnels et fort bien préparés pour se colleter avec n’importe quel personnage ». Une illustration éloquente de cet état de choses se produisit en 1970, lors de l’adaptation pour la télévision du roman américain La Case de l'oncle Tom, réalisée par Rede Globo. Celui à qui fut dévolu le rôle de l’oncle Tom, qui est notoirement un personnage noir dans le livre, était l’acteur blanc Sérgio Cardoso. Pour paraître noir, Cardoso devait se peindre en noir durant toute la durée du tournage. Dans Porto dos Milagres de 2001, autre adaptation d’un livre, cette fois de Jorge Amado, quasiment tous les acteurs étaient blancs, alors que dans le roman originel l’histoire se déroulait dans la Bahia et que l’auteur lui-même décrivait ses personnages comme étant en majorité noirs. En 2013, Rede Globo fut accusée de racisme dans les réseaux sociaux pour n’avoir inclus aucun acteur noir dans la telenovela Amor à Vida. La chaîne répliqua en argumentant qu’elle « ne répartit pas les rôles selon la couleur de peau et que le choix des acteurs dans les novelas se fait en fonction de la compatibilité artistique avec le personnage et avec l’histoire ».
En 2018, Rede Globo fit à nouveau l’objet de critiques à cause de l’absence de personnes noires dans sa programmation, cette fois en rapport avec la telenovela Segundo Sol, dont l’action se situait dans l’État de la Bahia, où, d’après le recensement, aux environs de 80 % de la population se déclare de couleur noire ou brune (parda) ; pourtant, les acteurs étaient presque tous blancs, et des 27 acteurs apparaissant dans la série, seuls trois étaient noirs, dont aucun ne jouait un rôle de premier plan. Une grande partie du public s’en émut et s’indigna de ce manque de représentativité, ce qui porta le Ministère public du Travail (MPT) de Rio de Janeiro à adresser une notification à Rede Globo à ce sujet, recommandant que la chaîne respecte la diversité raciale existant au Brésil. Dans un communiqué, la chaîne reconnut que la représentativité avait été « moindre que ce qu’il lui aurait plu » (menor do que gostaria). Cette affaire eut même un retentissement international, le journal britannique The Guardian lui consacrant un article.
Au Brésil, les personnages noirs sont souvent stéréotypés, généralement cantonnés dans des rôles de subordination, d’employé domestique, de chauffeur, de garde-côte ou d’habitant de favelas. Les femmes noires sont habituellement dépeintes comme des femmes à fort appétit sexuel et à la sensualité exacerbée. Les hommes noirs sont stéréotypés comme désœuvrés et comme délinquants. Alors que depuis les années 1970, les mouvements noirs au Brésil se battent pour une meilleure représentation des afro-descendants dans les médias, la télévision brésilienne persiste dans son schéma de « blanchiment » (branqueamento) et, en dépit des avancées obtenues, dans beaucoup de séries les personnages noirs sont simplement dédaignés. Abstraction faite des productions autour de thématiques esclavagistes, dans 28 sur les 98 telenovelas produites par Rede Globo dans les décennies 1980 et 1990, il n’y avait pas même un seul personnage noir. Dans seulement 28 % de celles-ci, les acteurs noirs représentaient plus de 10 % de la distribution, et ce dans un pays où 50 % au moins de la population est constituée de descendants d’Africains. Aussi la telenovela, en ne reflétant pas la composition ethnique réelle de la population brésilienne, se range-t-elle du côté des négateurs de la diversité raciale du Brésil. Pas davantage, les acteurs bruns ou métis n’obtiennent de rôles de premier plan. De surcroît, les séries qui par leur thématique mettent en avant la culture ou les expériences spécifiques des Afro-Brésiliens sont rarement programmées aux heures de grande écoute, et restent limitées à quelques mini-séries.
Dans le milieu publicitaire brésilien, la situation n’est pas différente. Des noirs apparaissent dans seulement 3 % des publicités à la télévision. Dans les années 1980, les mouvements noirs et les publicitaires se sont réunis pour analyser la faible présence de noirs dans la publicité brésilienne. On arriva à la conclusion que le noir était laissé de côté parce que la publicité tendait à se référer à un modèle familial en adéquation avec la classe moyenne brésilienne, dans laquelle les noirs n’auraient qu’assez peu droit au chapitre. De plus, le noir ne serait pas un grand consommateur, les clients des agences de publicité ne souhaiteraient pas que des noirs soient inclus dans la publicité pour leur produit, et enfin, la publicité serait le reflet de la société, en ce compris ses préjugés. L’essayiste et réalisateur de cinéma mineiro Joel Zito Araújo, auteur d’un vaste travail de recherche sur la représentation du noir dans les médias brésiliens, relève que « dans la logique de cette majorité, noir est égal à pauvre, qui est égal à consommation de subsistance ». De la même façon que beaucoup de Brésiliens vivent encore sous l’égide du mythe de la démocratie raciale, beaucoup de publicitaires et de producteurs ont simplement admis l’idée que la question raciale n’est pas importante, ce qui du coup rend caduc tout souci de mettre suffisamment en scène la diversité raciale du Brésil.
Toutefois, à partir de la décennie 2000, la publicité brésilienne commença à s’aviser que nombre de noirs ont réussi leur ascension sociale, se muant ainsi en potentiels consommateurs. Sur les Brésiliens gagnant l’équivalent de plus de vingt fois le salaire minimum, 28 % sont des noirs. Cette circonstance, ajoutée à la pression de groupes et de personnalités noirs en faveur d’une plus grande représentation de ce segment de la population, fait que la visibilité du noir dans la publicité va croissant. Cependant, si, dans beaucoup de cas, les publicitaires s’arrangent pour placer dans leurs messages un unique noir, entouré de blancs, c’est dans le seul but de se conformer au politiquement correct.
La contrainte du branqueamento a aussi affecté plusieurs figures brésiliennes illustres. L’écrivain Joaquim Machado de Assis, né mulâtre et pauvre, acquit la célébrité à l’âge adulte grâce à son œuvre littéraire. Les photographies officielles de Machado de Assis étaient retouchées afin d’occulter les traits physiques trahissant son origine noire, et l’auteur fut répertorié comme « blanc » sur son acte de décès. En 2011, la figure de Machado de Assis fut interprétée par un acteur blanc dans un message publicitaire télévisuel de l’institution financière publique Caixa Econômica Federal. À la suite de réclamations, la banque donna ordre de refaire le spot incriminé, cette fois avec un acteur afro-descendant pour incarner l’écrivain.
La dénommée « blancheur normative » (branquidade normativa), consistant à prendre les blancs pour le modèle à suivre, n’est pas l’exclusivité des moyens de communication brésiliens, mais apparaît comme une constante dans plusieurs pays d’Amérique latine. Dans les médias de ces pays, présenter un phénotype blanc, et de préférence nordique, est associé à des valeurs positives, telles que beauté, intelligence, habilité, niveau d’instruction, honnêteté et amabilité. Ces pays vivent dans une façon de duplicité, puisque, bien que faisant officiellement la promotion du métissage et tirant orgueil de cela sur le plan international, le modèle blanc reste celui considéré comme la norme, et les autres groupes sont exclus ou réduits à des stéréotypes.

### Les noirs dans les manuels scolaires
Dans les manuels scolaires brésiliens, une invisibilité des noirs et une concomitante surreprésentation des blancs ont été constatées. Une étude portant sur du matériel non verbal a mis au jour que des noirs apparaissent dans seulement 11 % des cas, alors que plus de 40 % de la population brésilienne se définit comme noir ou brun (pardo). La représentation des noirs dans les ouvrages scolaires se caractérise en général par un traitement péjoratif et nettement dégradant de ces personnes, et lorsqu’il est référé à la couleur de peau du personnage, c’est bien souvent en mauvaise part. Dans plus de 72 % des cas, le noir est montré sous un angle négatif et dans seulement 30 % sous un angle positif ; la représentation des noirs dans ces ouvrages est en règle générale associée à ce qu’il peut y avoir de pire dans la société, comme la délinquance, la drogue, l’esclavage, la misère, les ordures etc.. Pourtant, interrogés sur ce point, la majorité des enseignants déclare ne pas percevoir cette représentation négative du noir ou n’y attache pas l’importance qu’il conviendrait, voire renvoie le reproche d’entretenir des préjugés à l’élève noir lui-même. Pour la plupart des professeurs, le racisme sévissant dans la société brésilienne ne pénétrerait pas jusque dans le milieu scolaire. Du côté des élèves, au contraire, on semble voir les choses avec plus d’acuité, et la discrimination est mieux décelée. La majorité des élèves dit avoir perçu que dans les livres didactiques le groupe blanc est mieux représenté que le groupe noir, et seulement 11,11 % estiment que blancs et noirs sont représentés de manière égale. Toutefois, seule une minorité interprète cette sous-représentation comme une manifestation de racisme. Les élèves, après avoir été en contact avec un livre, associent à leurs condisciples les personnages qui y sont évoqués. Étant donné que les noirs se trouvent en majorité dépeints de manière défavorable dans le manuel, les camarades de classe noirs finissent par se sentir stigmatisés et ridiculisés, avec de graves répercussions sur leur parcours scolaire.
L’éducatrice Andreia Lisboa de Sousa, qui a analysé la représentation du noir dans la littérature de jeunesse, est parvenue à la conclusion que la représentation dépréciative et dégradante du noir conduit chez les élèves noirs à une forte détérioration de l’estime de soi : « Les instruments de légitimation que sont la famille, l’école et les médias tendent à disqualifier les attributs de la fraction ethnico-raciale noire », soutient-elle.
À partir de 2010, une controverse autour du roman de Monteiro Lobato, Caçadas de Pedrinho (littér. Chasses de Pierrot), paru en 1933, eut un certain retentissement dans la presse et dans les milieux juridiques brésiliens. Dans le livre en question, qui vise un public d’enfants, un personnage noir, la servante Tante Anastácia, est traitée de « macaque de charbon » (macaca de carvão) et décrite comme une personne ayant une « chair noire ». Cette œuvre, dont la lecture est obligatoire dans les écoles publiques, fit l’objet d’un mandat de sûreté (mandato de segurança) déposé par l’Instituto de Advocacia Racial (Iara) auprès du Tribunal suprême fédéral. Par voie de cette procédure constitutionnelle, l’Iara demandait qu’il soit statué sur l’affaire par la présidence de la république et requérait que le livre de Lobato soit retiré de la liste de lecture obligatoire, afin que les enfants brésiliens cessent d’être confrontés à son contenu raciste allégué. Auparavant déjà, une même requête avait été déposée devant la Chambre de l’enseignement primaire (Câmara de Educação Básica), mais rejetée par la Commission plénière du Conseil national de l’Éducation et par le ministre de l’Éducation (MEC). Il était demandé en outre que le MEC fasse insérer des « notes explicatives » dans les exemplaires du livre fournis aux bibliothèques et que seuls des « professeurs préparés à expliquer les nuances du racisme du Brésil sous la República Velha » soient habilités à donner cours sur le livre. En 2014, le ministre Luiz Fux, après examen de la seule requête liminaire, sans entrer dans le fond de l’affaire, se déclara d’accord avec l’avis rendu par le procureur général de la république, selon lequel le président ne se rendrait pas coupable de forfaiture (« omisso ») s’il décidait de ne pas révoquer la décision du MEC. Il est notoire que Monteiro Lobato était ouvertement raciste ; il était membre de la Société eugénique de São Paulo, groupe qui affirmait la supériorité de la race blanche sur les autres races. Dans une correspondance avec un ami, il ne dissimulait pas qu’il défendait l’activité du Ku Klux Klan au Brésil, groupement raciste qui prônait l’assassinat, le lynchage et d’autres atrocités à l’encontre des noirs aux États-Unis. Dans ses œuvres, le personnage récurrent de Tia Anastácia est sans cesse décrit de façon dénigrante et discriminatoire. Les médias brésiliens, dans leur majorité, se sont positionnés contre l’avis défavorable sur l’œuvre de Lobato, souvent en arguant qu’il s’agissait d’une tentative de « censure » et d’un « attentat à la libre expression des idées ».

## Municipalités brésiliennes ayant la plus forte population afro-descendante
Selon les données du recensement de 2000, effectué par l’IBGE, sur les dix municipalités brésiliennes au plus fort taux de population noire, cinq se trouvent dans le Tocantins (TO) et trois dans le Piauí (PI). Le Mato Grosso (MT) et la Bahia (BA) ont chacun une municipalité dans ce palmarès.
- 1) Riacho Frio (PI) – 61,71 %
- 2) Pugmil (TO) – 41,35 %
- 3) Silvanópolis (TO) – 41,25 %
- 4) Pedrão (BA) – 39,42 %
- 5) São Valério da Natividade (TO) – 36,17 %
- 6) Vera Mendes (PI) – 35,92 %
- 7) Nossa Senhora do Livramento (MT) – 35,67 %
- 8) São Félix do Tocantins (TO) – 35,41 %
- 9) Santa Rosa do Tocantins (TO) – 33,35 %
- 10) Arraial (PI) – 32,86 %

## Afro-Brésiliens notables
La communauté afro-brésilienne a offert à la société brésilienne nombre de personnalités de grand mérite, plus particulièrement dans la littérature, la musique et d'autres arts, les sports et les affaires publiques.
Plusieurs figures marquantes de la littérature brésilienne ont des ascendances africaines, en premier lieu sans doute Machado de Assis, souvent rangé parmi les plus grands écrivains brésiliens. Méritent mention également : João da Cruz e Souza, poète symboliste ; João do Rio, chroniqueur ; Maria Firmina dos Reis, abolitionniste et auteur ; José do Patrocínio, journaliste ; Antônio Pedro de Figueiredo, journaliste et penseur, etc.
Dans la musique populaire, des noirs brésiliens ont souvent déployé des talents remarquables et contribué à façonner l’identité musicale brésilienne. Ce sont notamment, dans le domaine de la samba, les maîtres Pixinguinha, Cartola, Lupicínio Rodrigues, Geraldo Pereira, Wilson Moreira, et dans le domaine de la MPB, Milton Nascimento, Jorge Ben Jor, Gilberto Gil, etc.
Un autre domaine où ont excellé les Afro-Brésiliens est le football : Pelé, Garrincha, l’avant-centre droit Leônidas da Silva, surnommé « Diamant noir », sont des noms historiques et mondialement connus du football brésilien ; Ronaldinho, Romário, Robinho et nombre d’autres sont les continuateurs de cette tradition.
Parmi les athlètes et champions ayant acquis une grande renommée dans les sports autres que le football, on peut citer les joueurs de la NBA Nenê et Leandro Barbosa, ce dernier surnommé « The Brazilian Blur », en référence à sa vitesse, João Carlos de Oliveira, surnommé João do Pulo, Jadel Gregório, Nelson Prudêncio et Adhemar da Silva.
La capoeira, invention de noirs brésiliens, occupe une place particulière dans la vie sportive au Brésil ; les maîtres de ce sport (mestres) les plus en vue sont notamment Mestre Amen Santo, Mestre Bimba, Mestre Cobra Mansa, Mestre João Grande, Mestre João Pequeno, Mestre Moraes, Mestre Pastinha et Mestre Pé de Chumbo.
Depuis la fin de la dictature militaire, la participation de noirs à la vie politique brésilienne s’est accrue. La première sénatrice (féminine) brésilienne, Benedita da Silva, est noire ; méritent d’être signalées également les personnalités politiques noires Paulo Paim, membre du Sénat fédéral ; Talíria Petrone, députée de l'Étata de Rio ; Celso Pitta, ancien maire de São Paulo ; Alceu Collares, ancien gouverneur du Rio Grande do Sul ; et Albuíno Azeredo, ancien gouverneur d’Espírito Santo. L’un des juges du Tribunal suprême fédéral, Joaquim Barbosa, est un noir. Il n’y a qu’un seul juge noir siégeant au TST (Tribunal supérieur du travail), Carlos Alberto Reis de Paula, lequel fut aussi ministre (entre 2013 et 2014).
Plusieurs Afro-Brésiliens ont excellé comme acteurs, p. ex. Danielle Anatólio, Grande Otelo, Lázaro Ramos, Ruth de Souza, Zózimo Bulbul, Milton Gonçalves, Mussum, Zezé Motta ; et aussi comme danseurs, notamment Isa Soares.

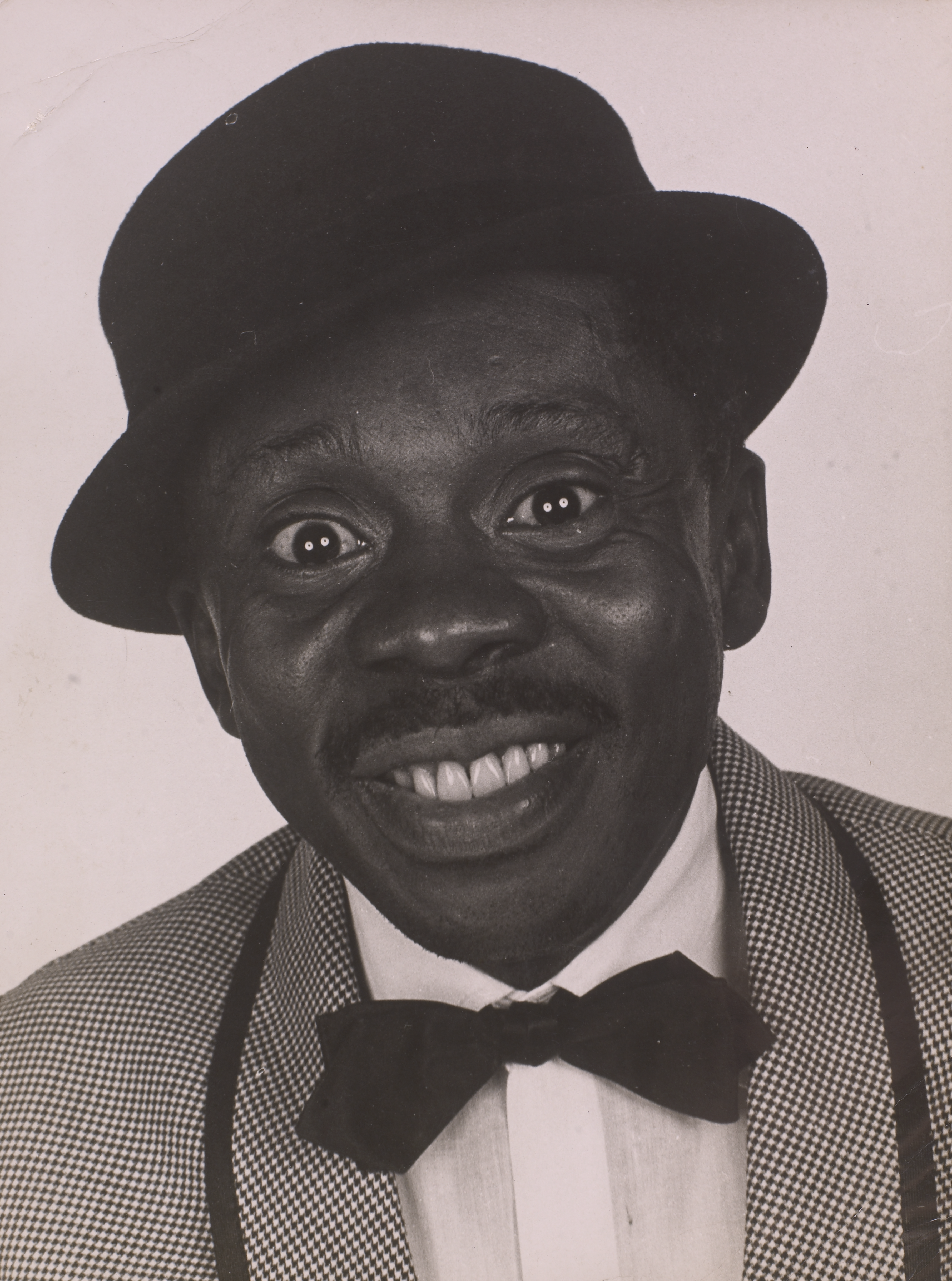
Grande Otelo
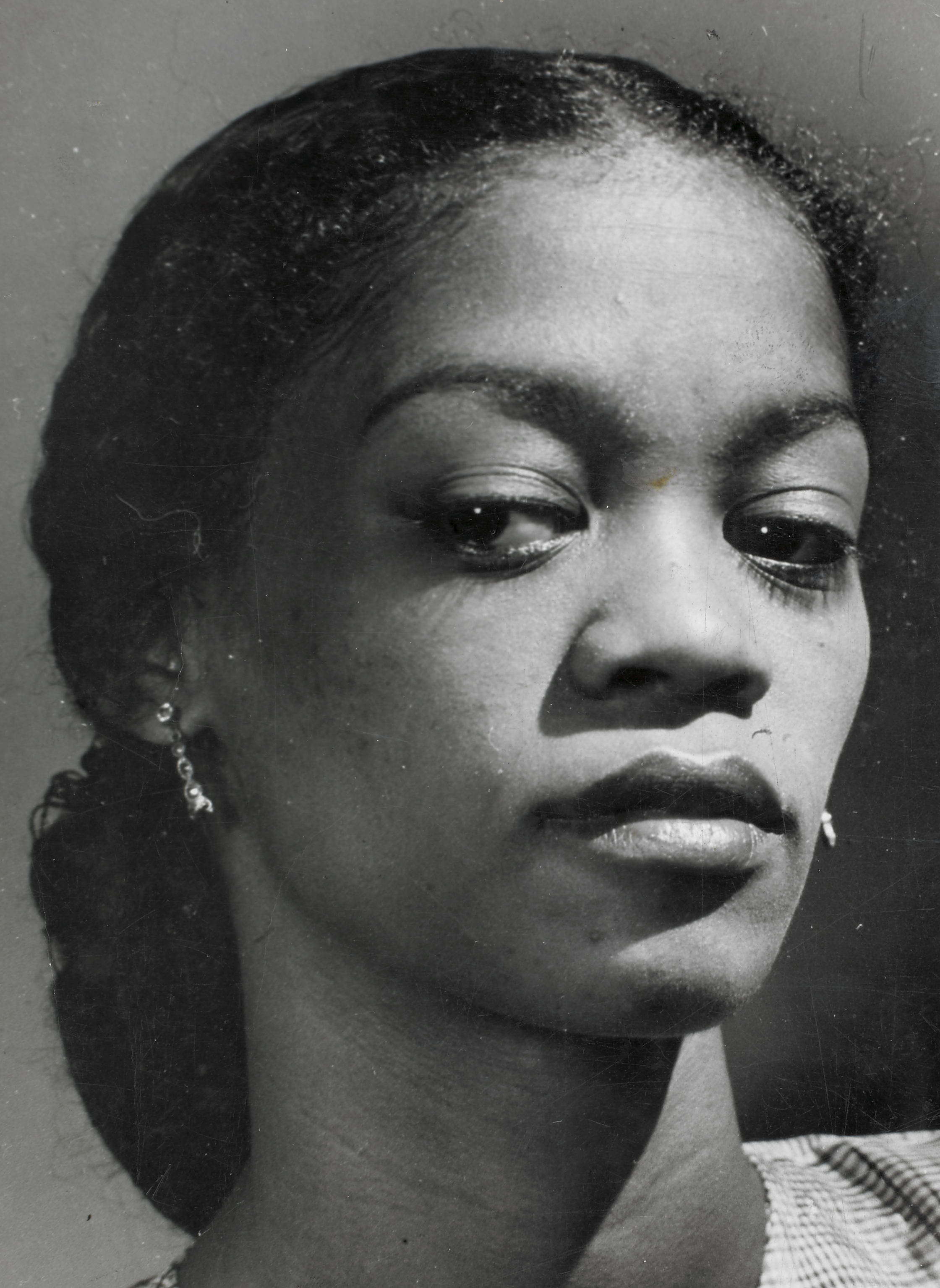
Ruth de Souza
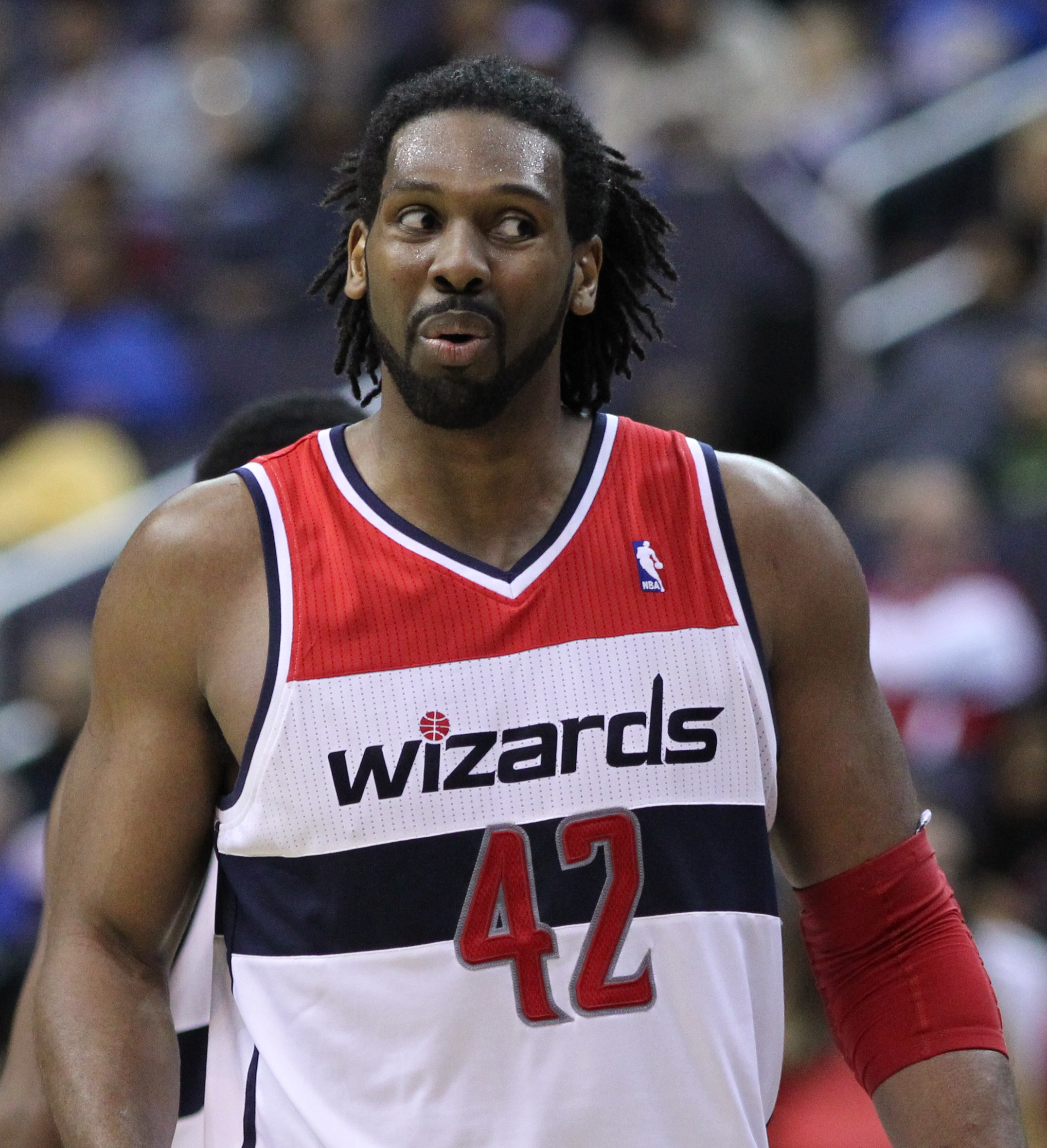
Nenê
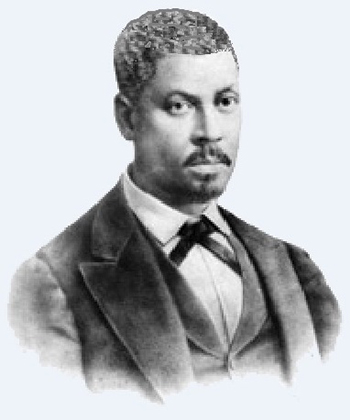
Antônio Pedro de Figueiredo
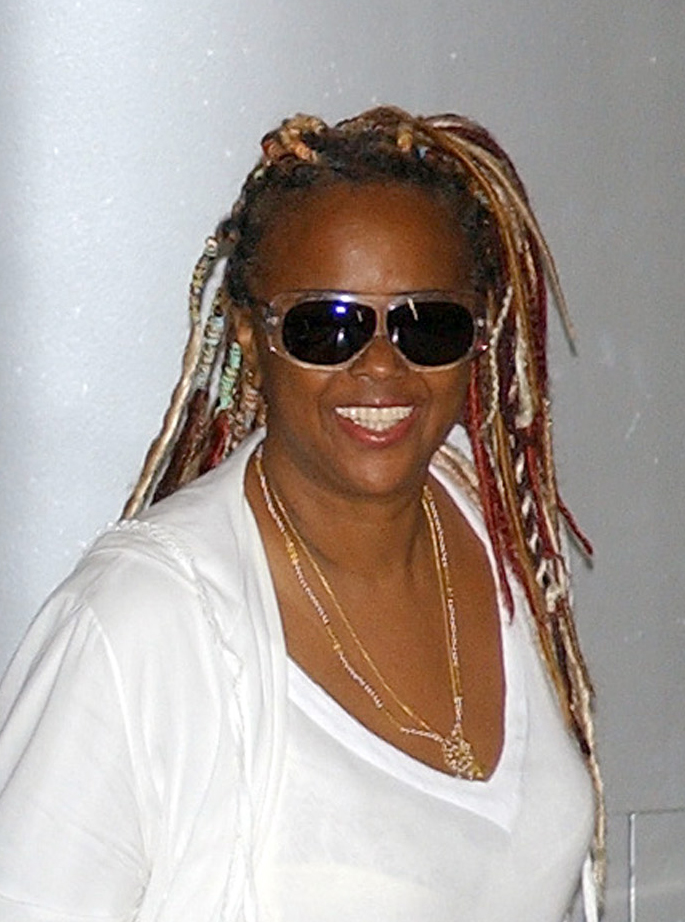
Sandra de Sá
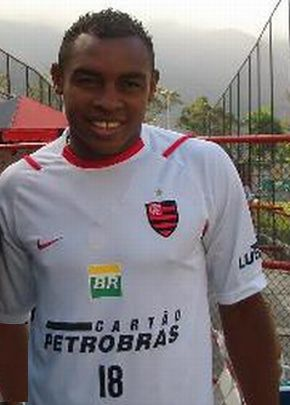
Obina
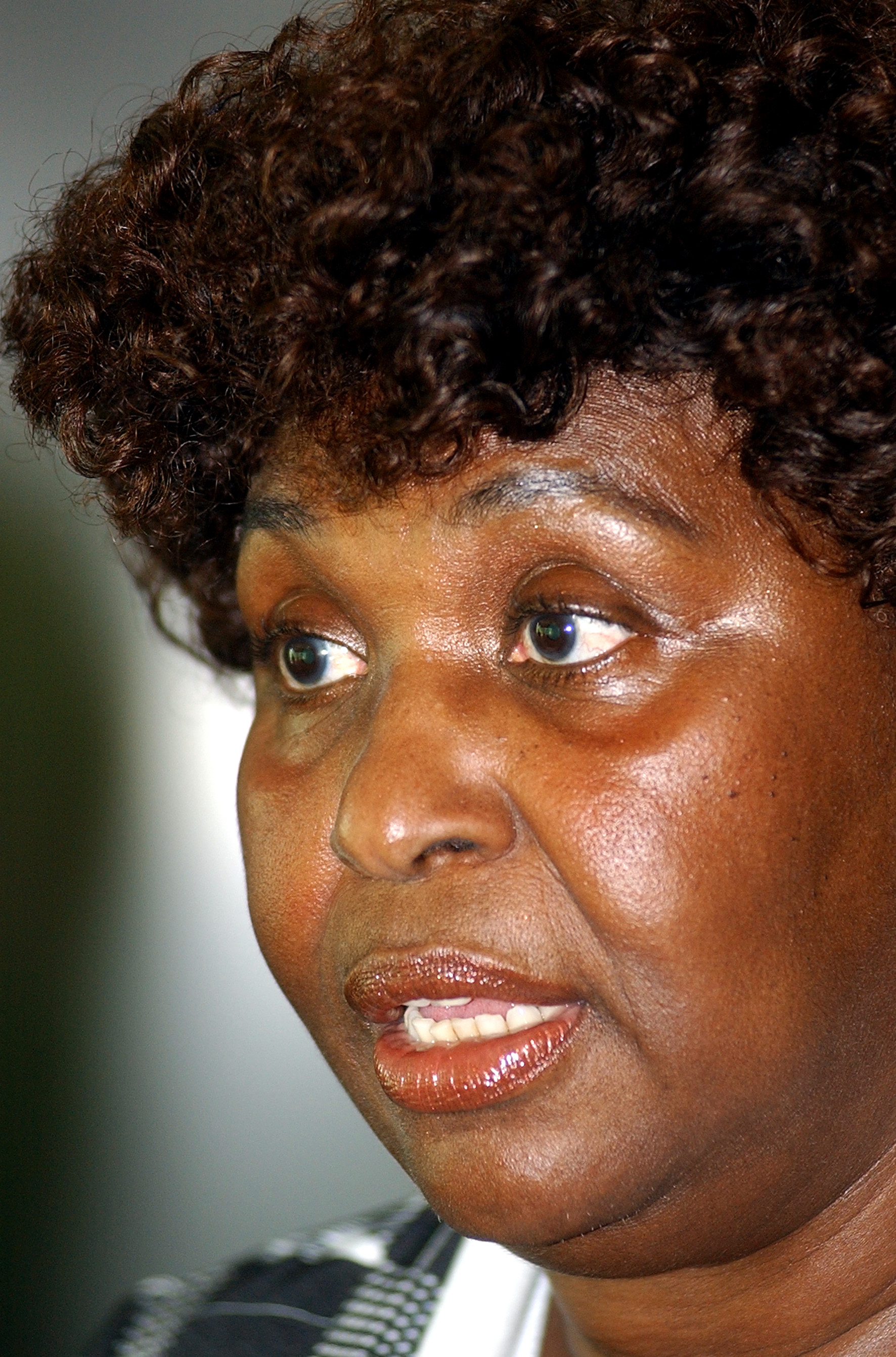
Benedita da Silva
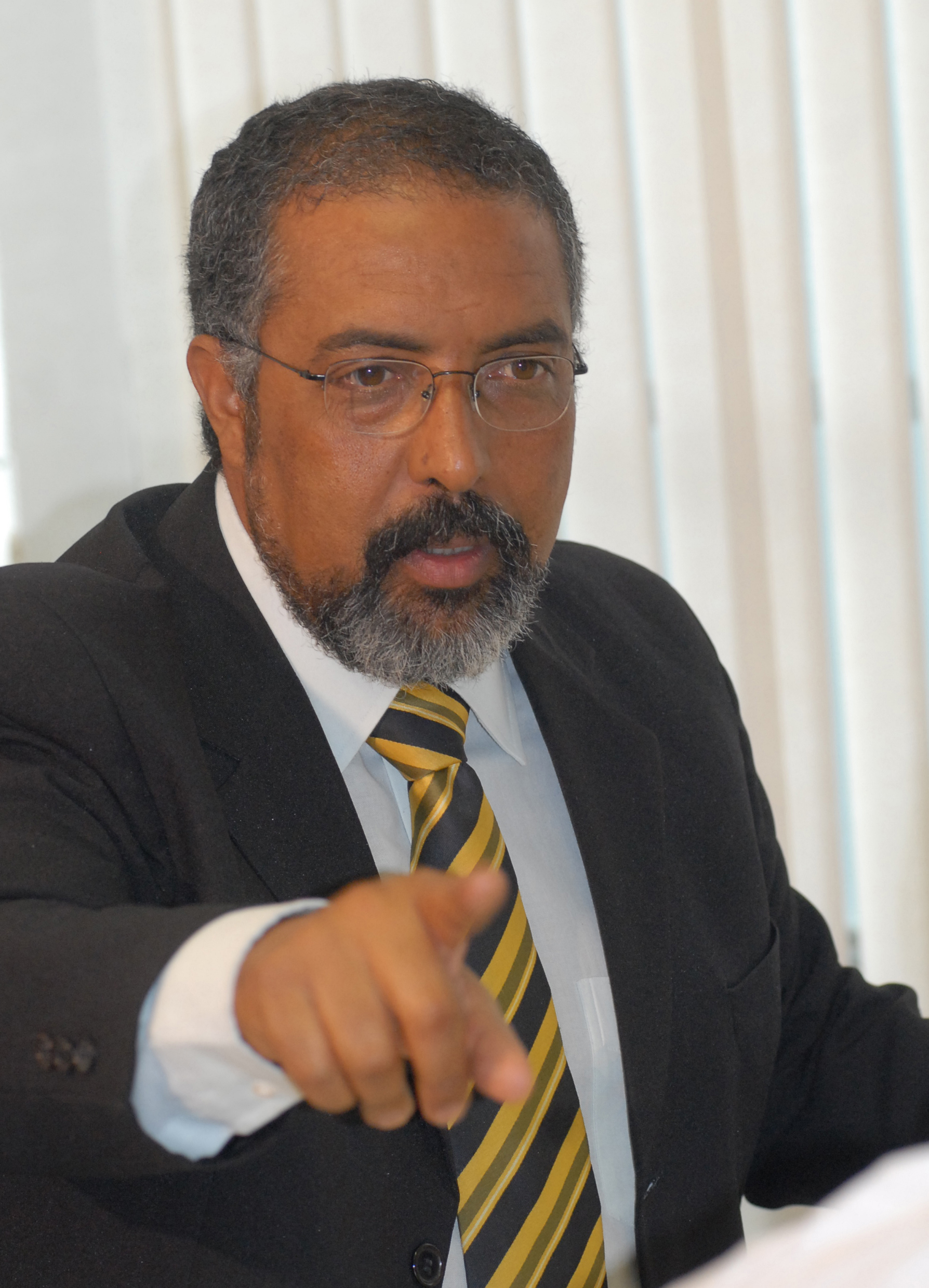
Paulo Paim
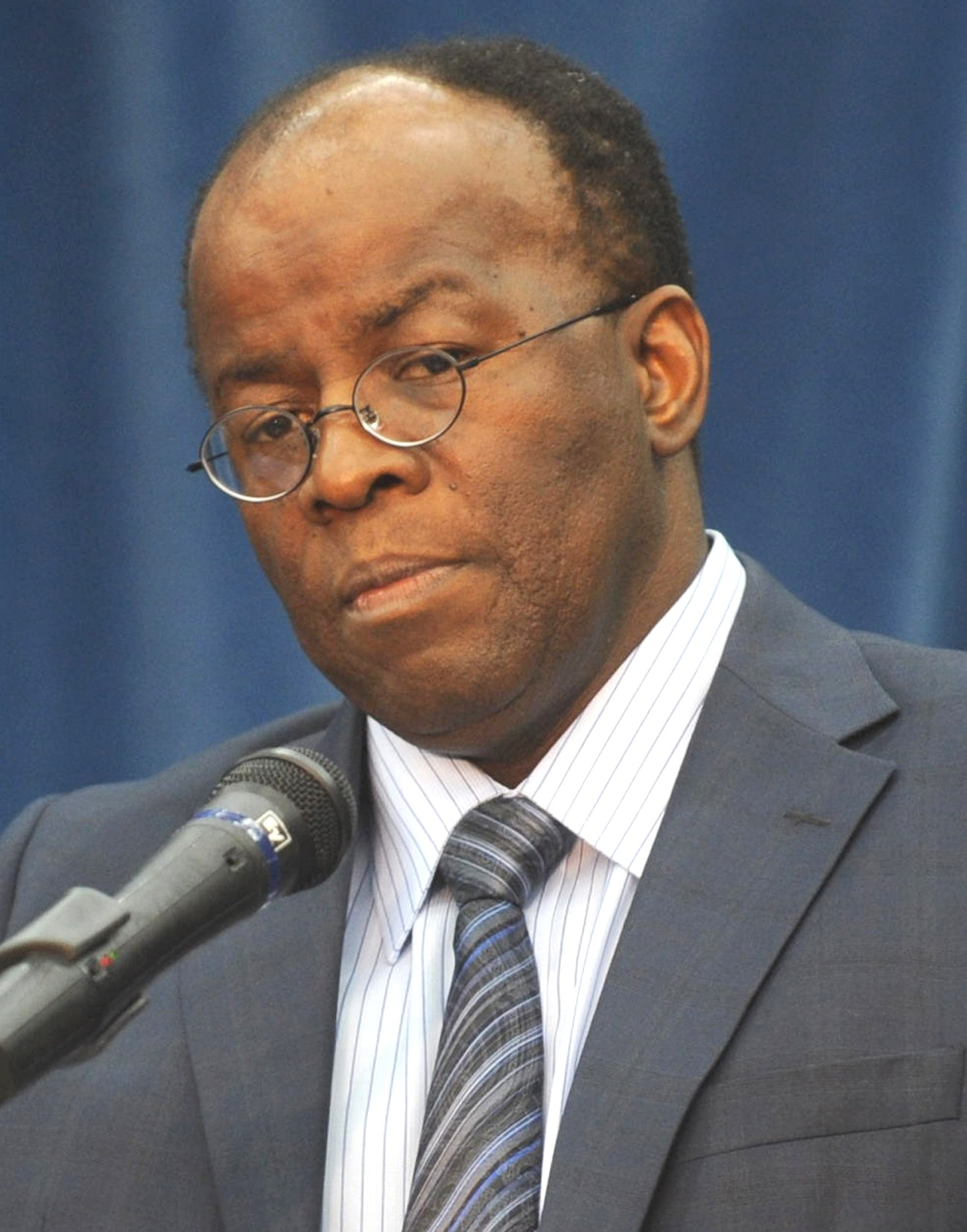
Joaquim Barbosa
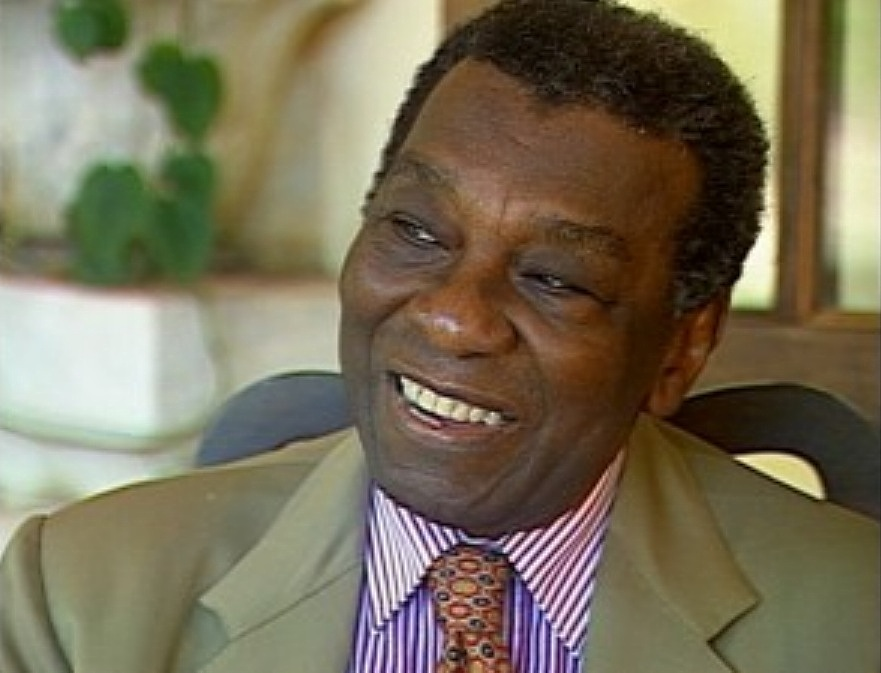
Milton Santos
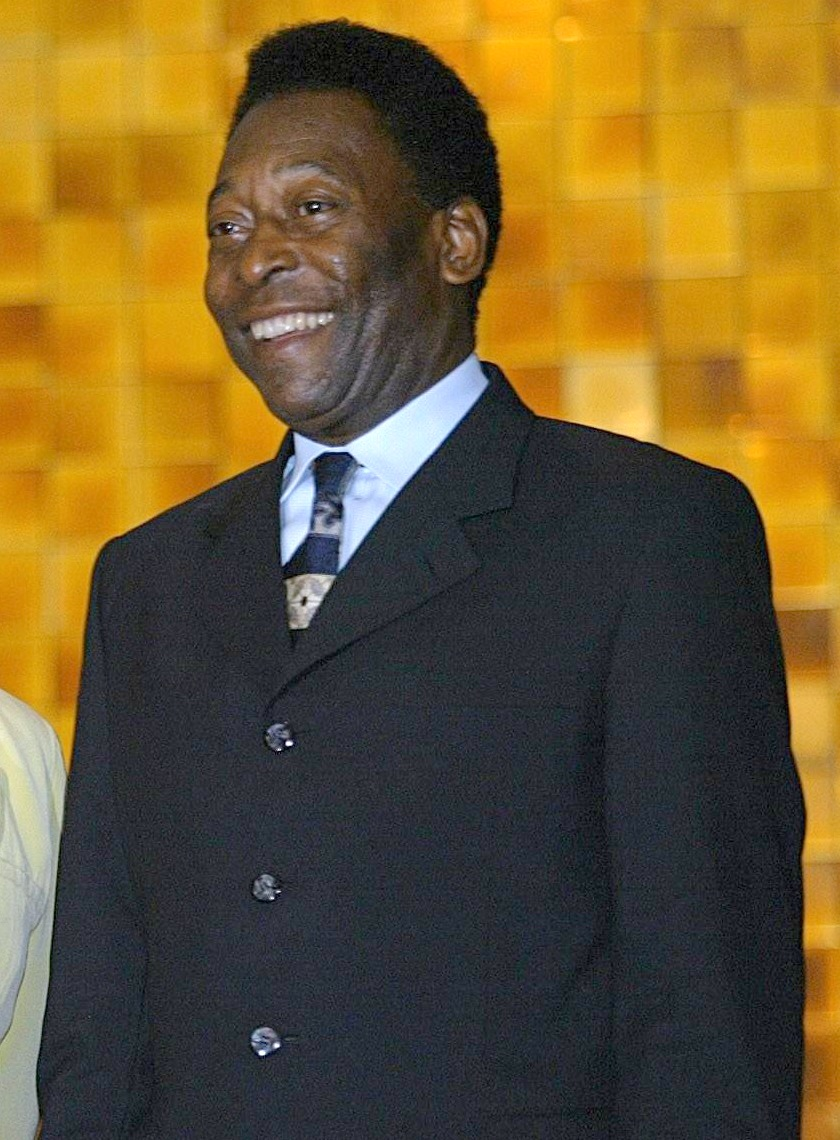
Pelé
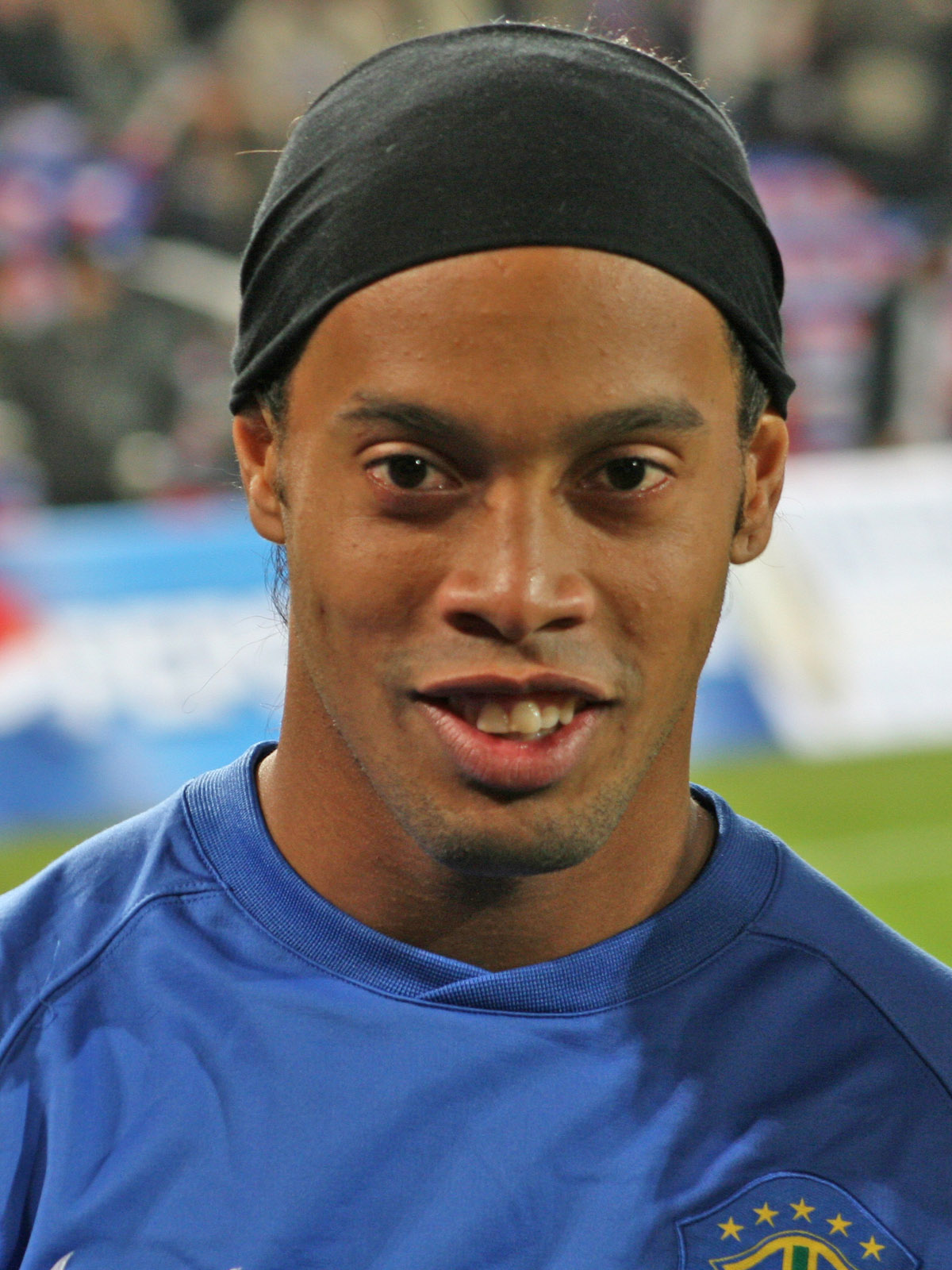
Ronaldinho
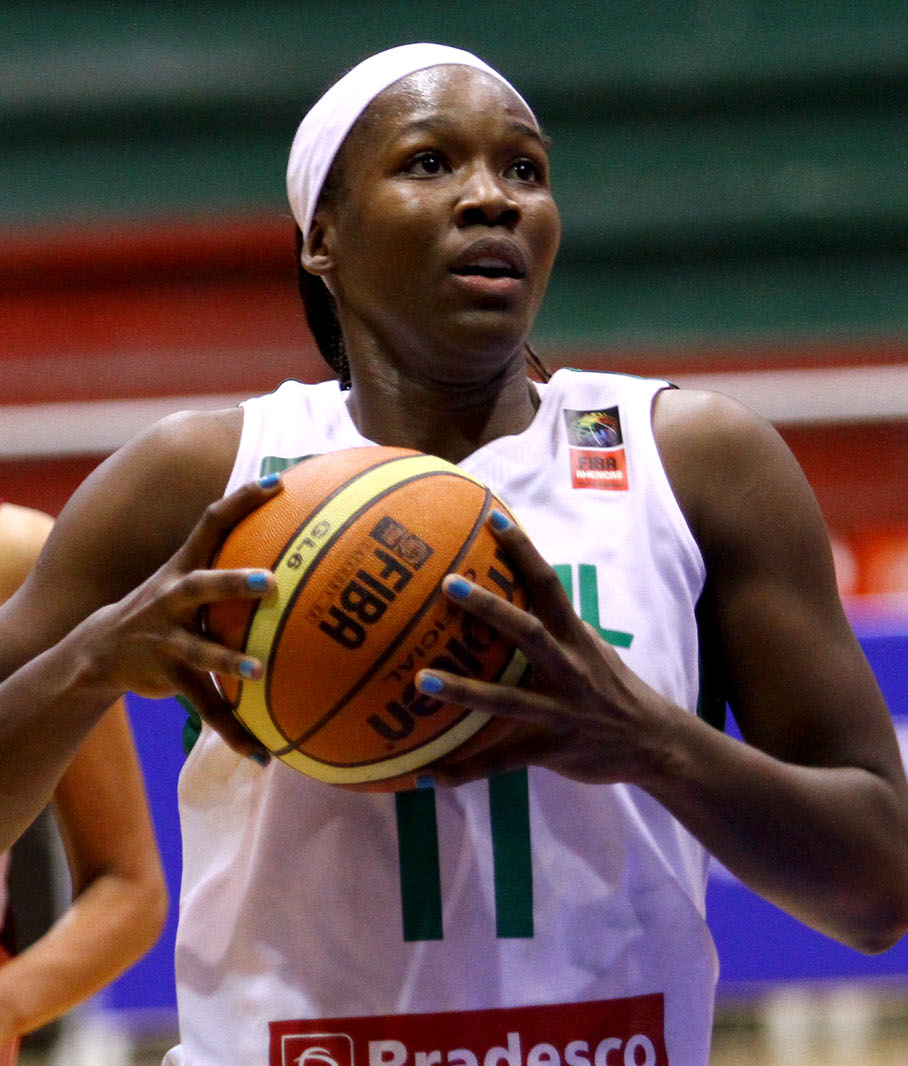
Clarissa dos Santos
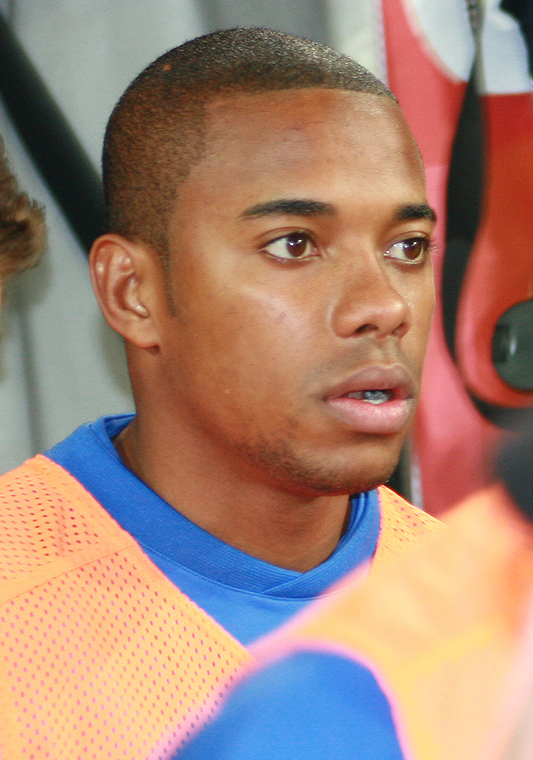
Robinho
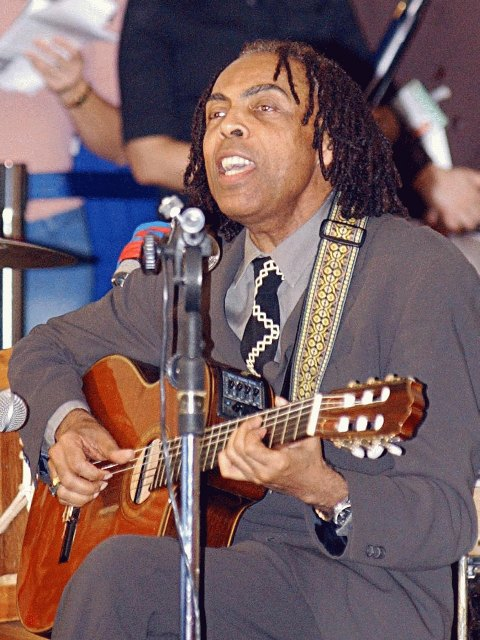
Gilberto Gil
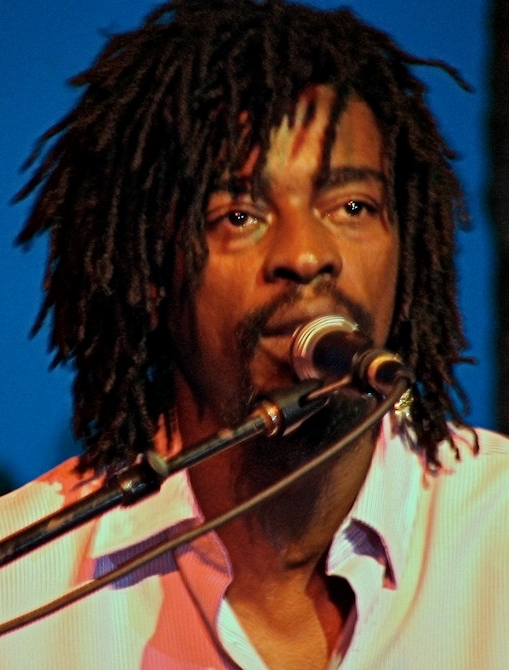
Seu Jorge
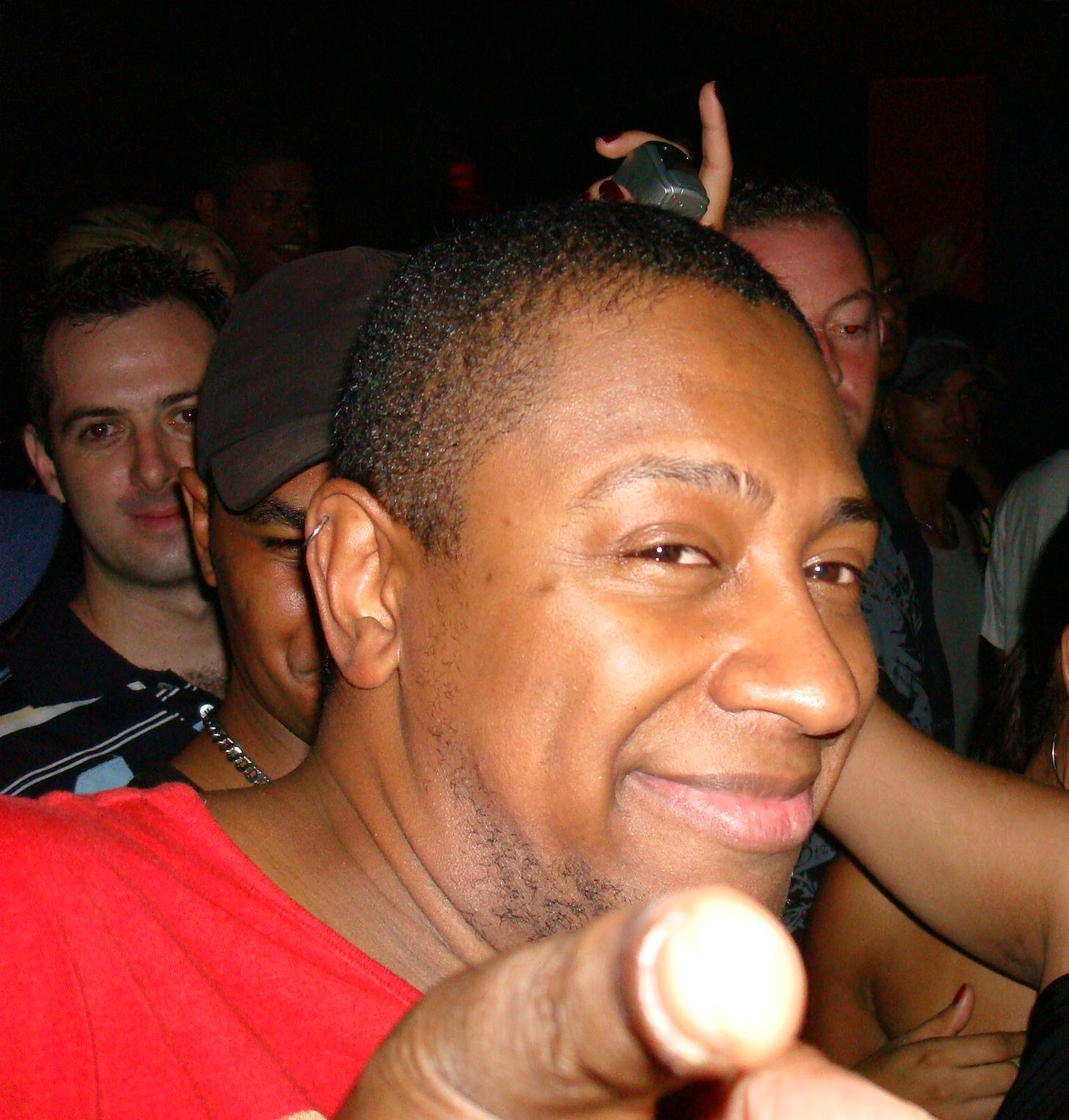
DJ Marky
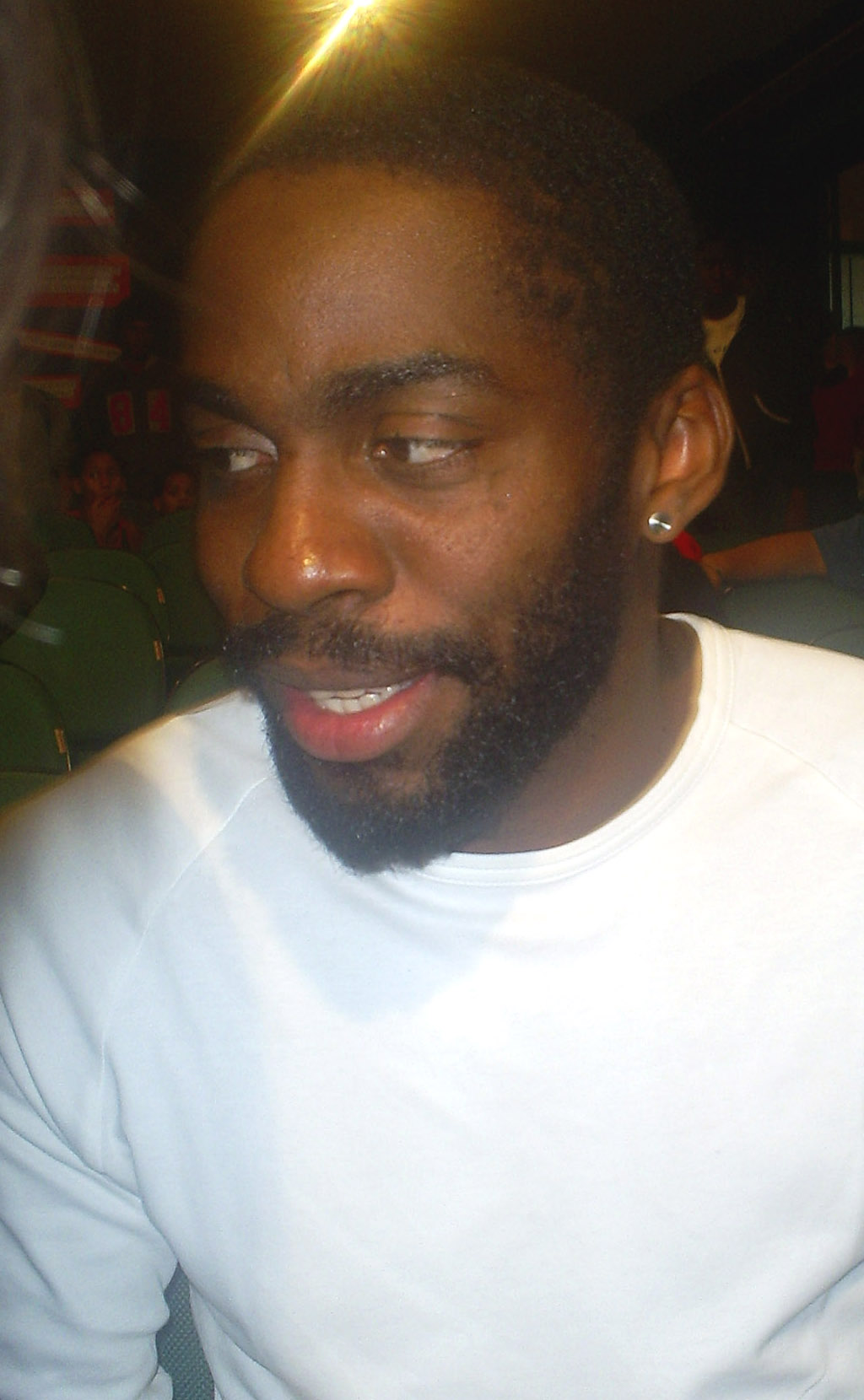
Lázaro Ramos
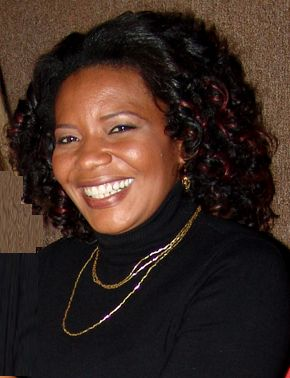
Margareth Menezes
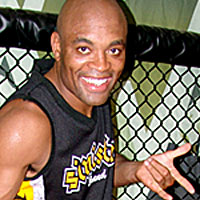
Anderson Silva
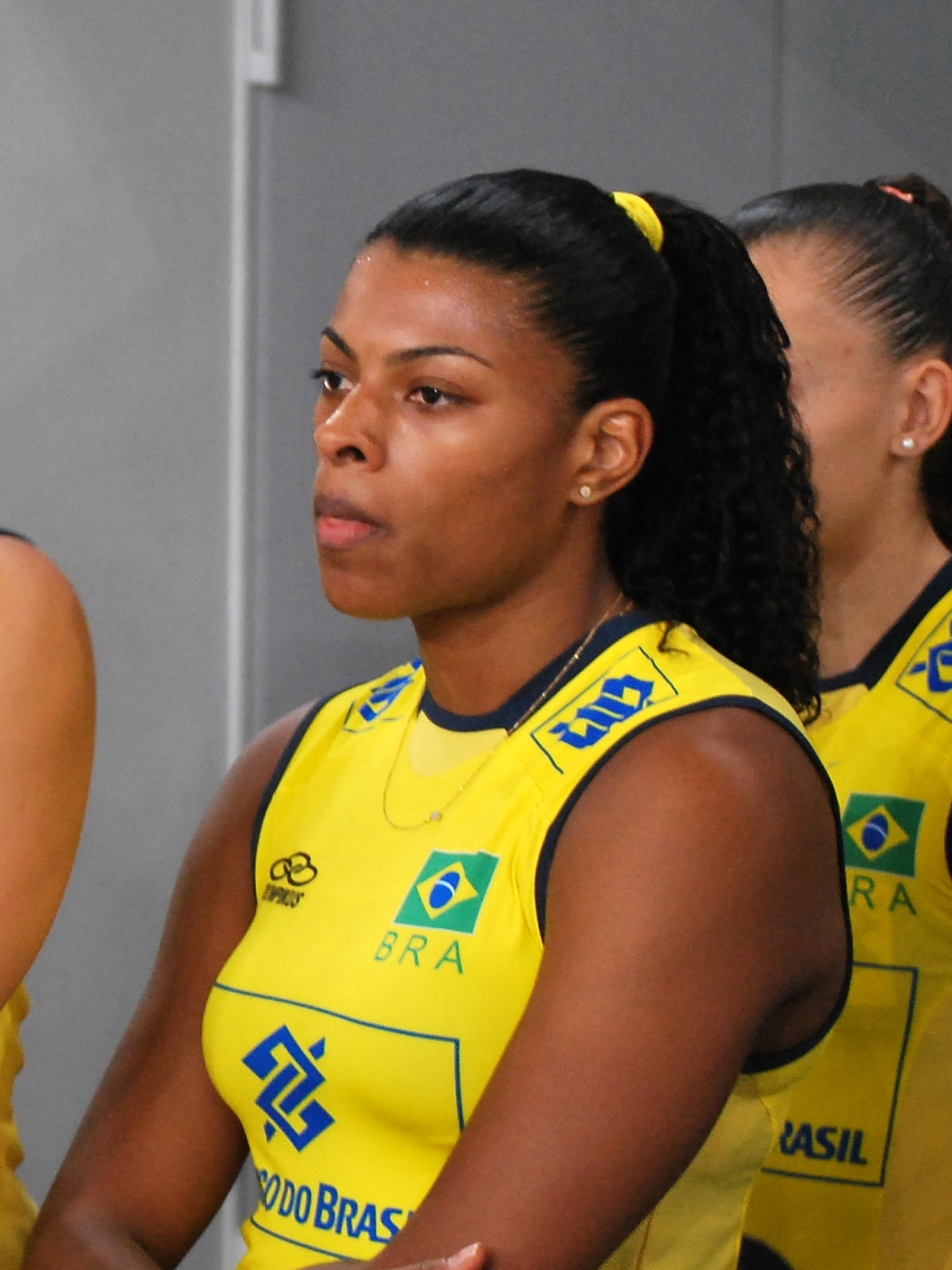
Fernanda Garay
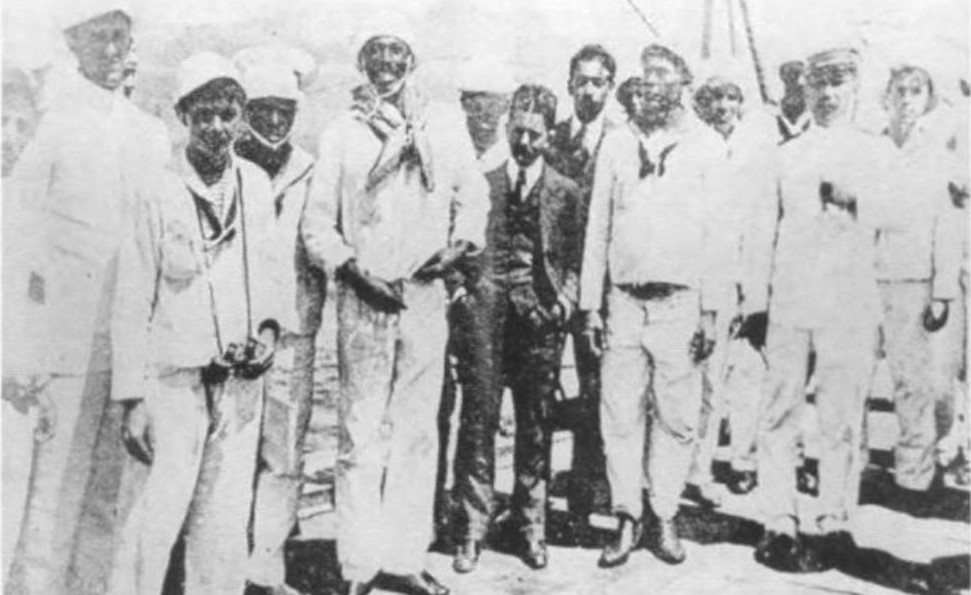
João Cândido Felisberto, aux côtés de marins et de journalistes, pendant le dernier jour de la Révolte du fouet
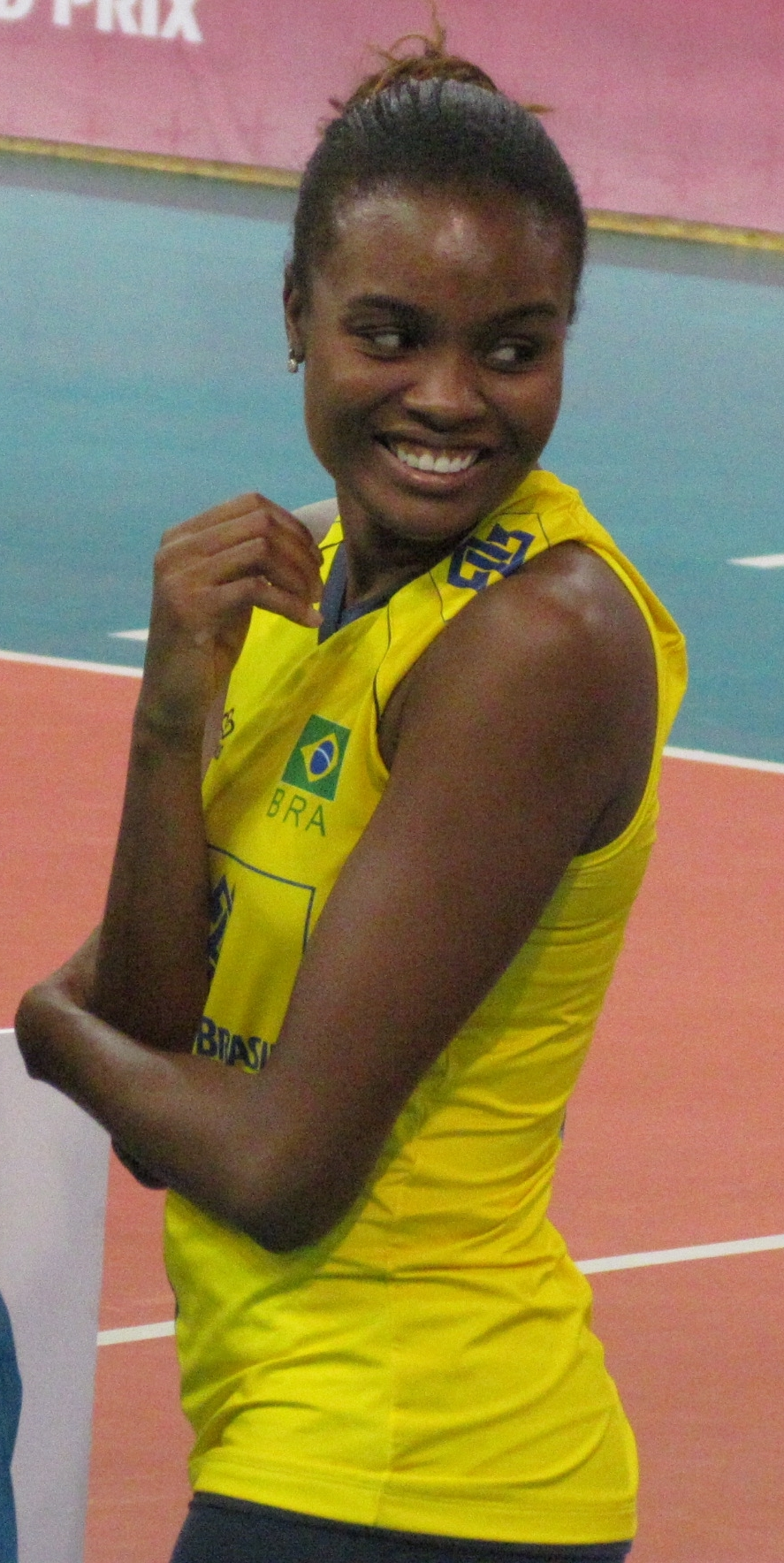
Fabiana Claudino
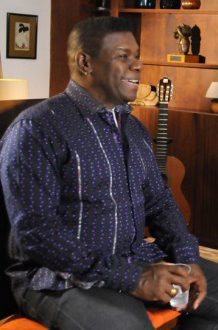
Emílio Santiago
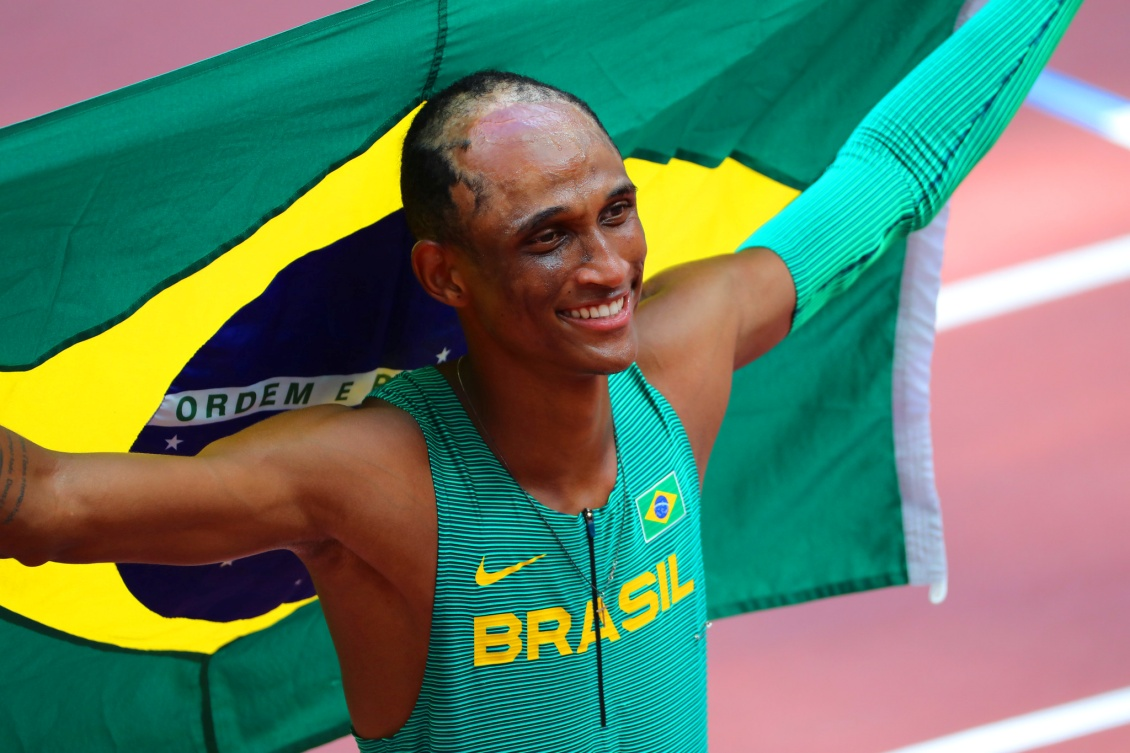
Alison dos Santos
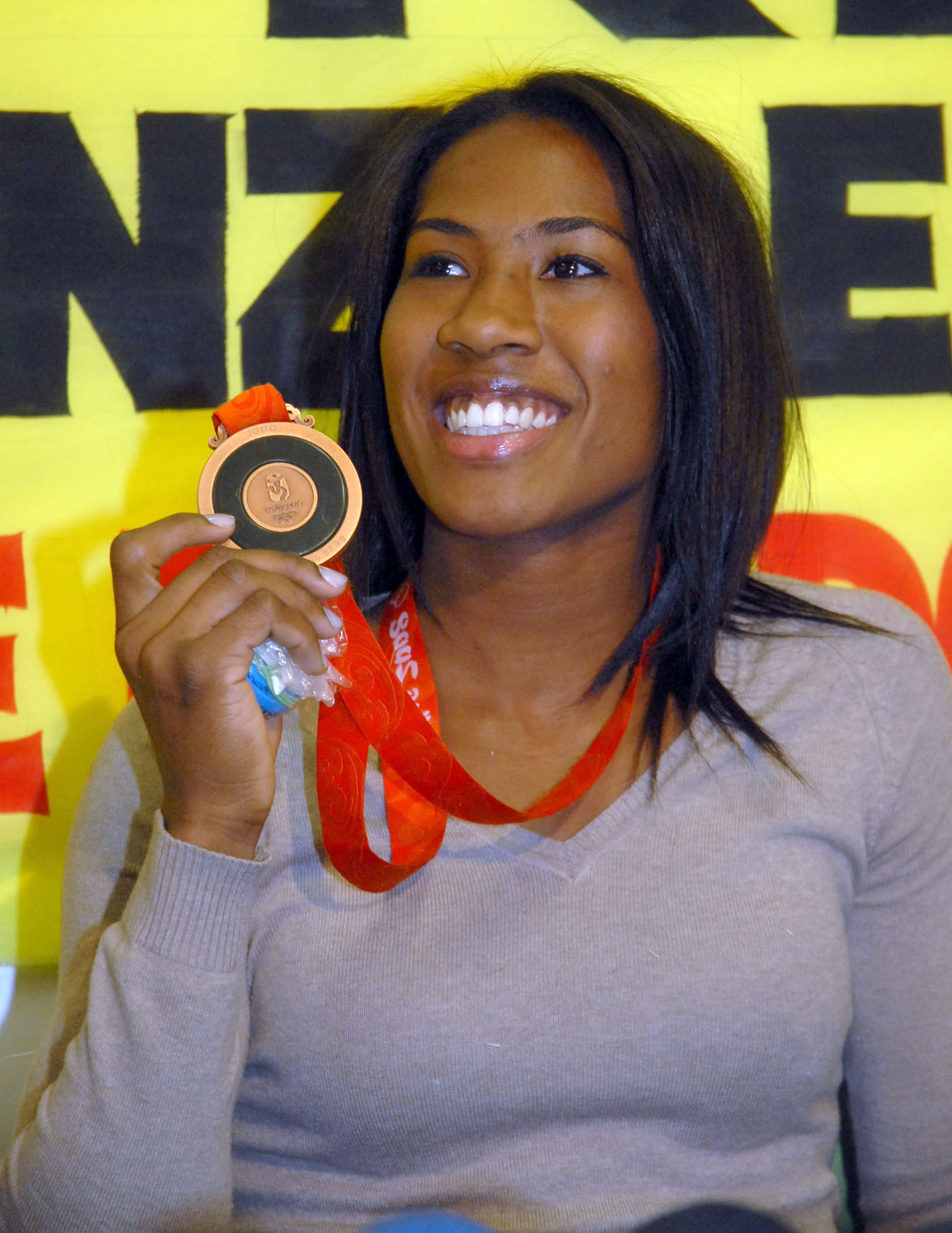
Ketleyn Quadros
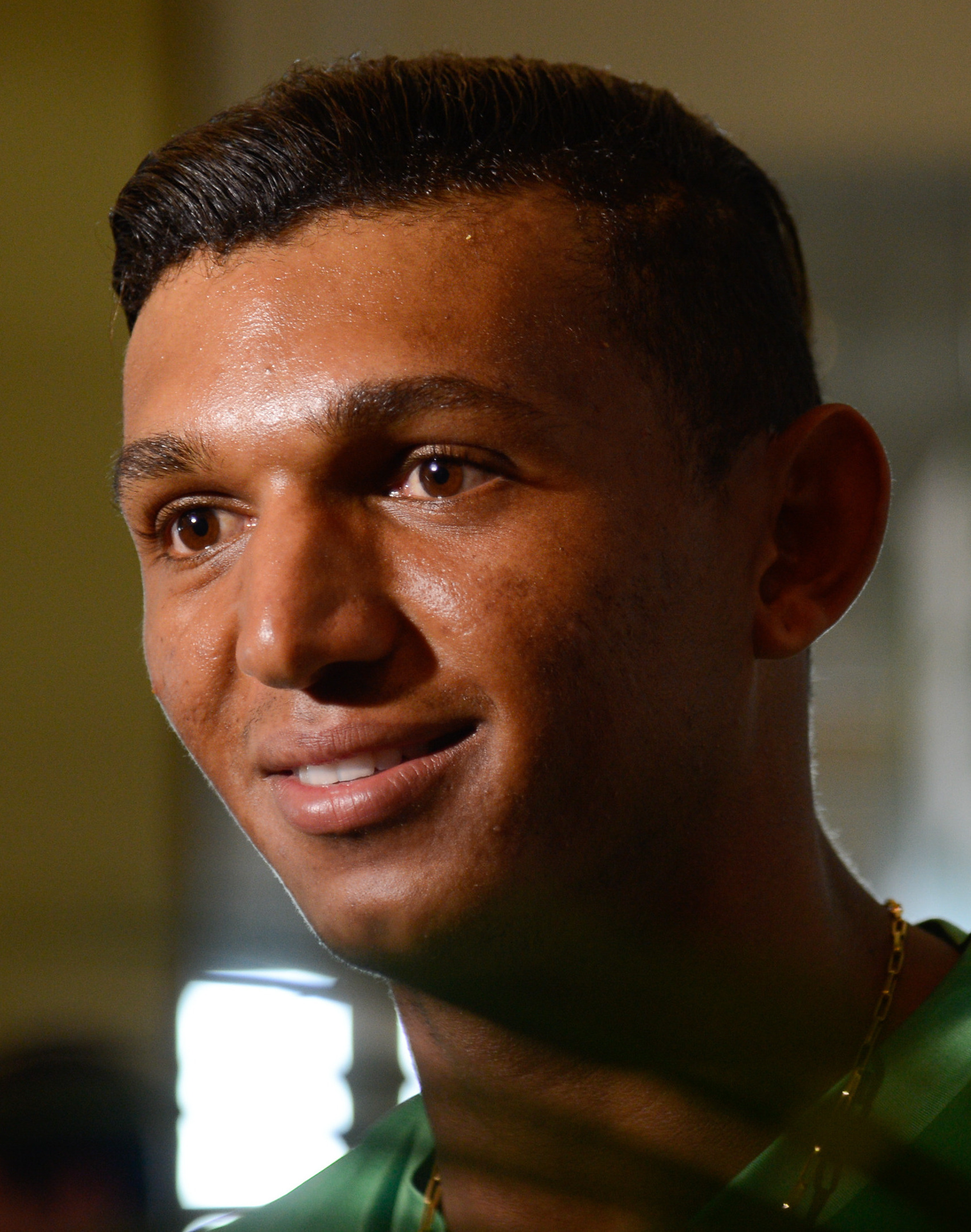
Isaquias Queiroz
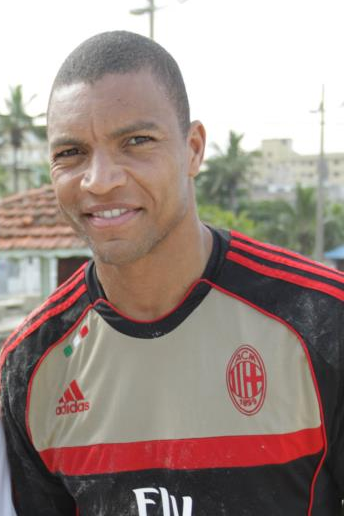
Dida
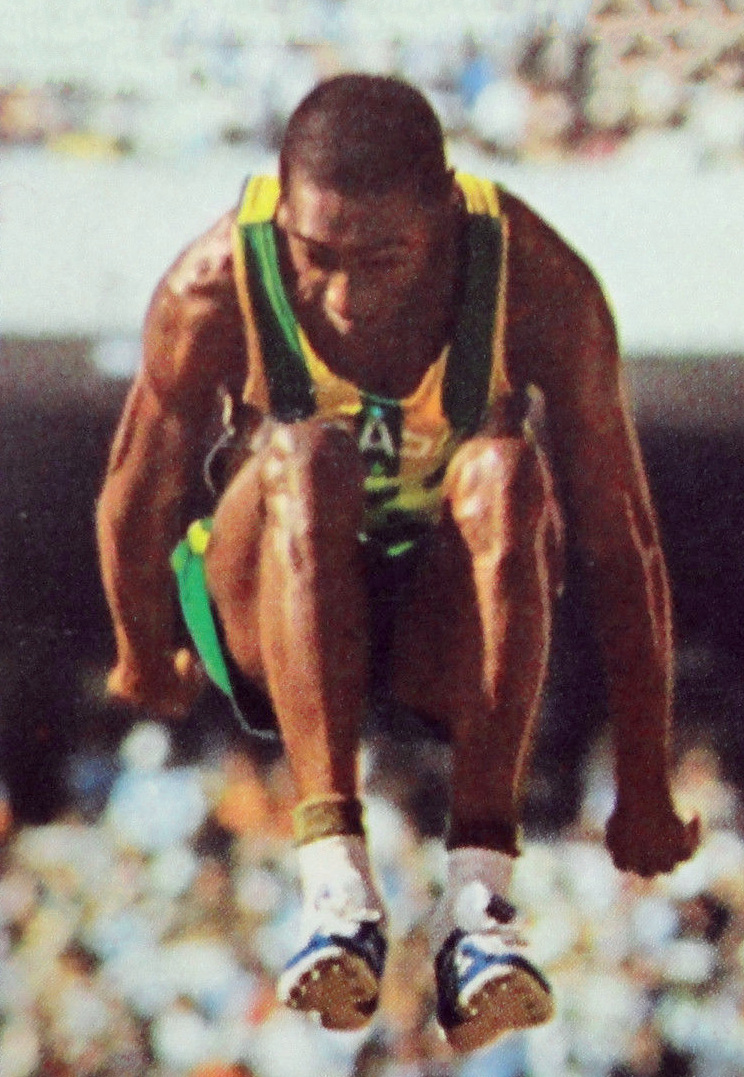
Nelson Prudêncio

## Classifications et terminologie raciales
Preto et pardo font partie des cinq catégories ethniques retenues par l’Institut brésilien de géographie et de statistiques (IBGE), au même titre que branco (blanc), amarelo (jaune, désignant les Est-Asiatiques) et indígena (amérindien). En 2010, 7,6 % de la population brésilienne, soit environ 15 millions de personnes, s’identifiaient comme preto, tandis que 43 % (soit 86 millions) s’identifiaient comme pardo. Les Brésiliens ont tendance à classer tout individu comme preto dès qu’il présente — indépendamment de ses éventuelles ascendances européennes — des traits africains prédominants, tels qu’une peau brun foncé ou noire, un nez épaté, des lèvres charnues, et une chevelure frisée ; a contrario, sont classés comme pardos les individus ayant ce type de traits d’une façon moins prononcée.
Depuis le début du XXIe siècle, les agences gouvernementales brésiliennes, dont le Secrétariat national aux Politiques de promotion de l’égalité raciale (en port. Secretaria Nacional de Políticas de Promoção da Igualdade Racial, sigle SEPPIR) et l’Institut de Recherches économiques appliquées (Instituto de Pesquisa Econômica Aplicada, IPEA), avaient envisagé de réunir les catégories preto et pardo en une seule entité nommée negro, au motif que ces groupes présentaient tous deux des taux de discrimination socio-économique et que, ce faisant, il serait plus aisé d’aider les personnes exclues de l’ascension sociale. La controverse que provoqua cette décision montre qu’aucun consensus n’existe sur ce point dans la société brésilienne,.
Les Brésiliens n’emploient guère la tournure « Brésilien africain », d’inspiration américaine, comme expression d’identité ethnique, et ne le font jamais dans le discours familier : l’enquête de l’IBGE sur l'activité professionnelle (PME) de juillet 1998 indique que de tous les noirs brésiliens, seuls 10 % s’identifient comme étant « d’origine africaine », la plupart en effet se qualifiant comme « d’origine brésilienne ». Dans la même enquête PME de juillet 1998, les catégories « Afro-Brasileiro » (Afro-Brésilien) et « Africano Brasileiro » (Africain brésilien) n’ont pas été cochées du tout ; la catégorie « Africano » (Africain) n’a été choisie que par 0,004 % des répondants. Dans l’Enquête nationale auprès d’un échantillon de ménages (Pesquisa Nacional por Amostra de Domicílios, PNAD) de 1976, aucun de ces termes n’avait été utilisé une seule fois.
Le généticien brésilien Sérgio Pena a critiqué le chercheur américain Edward Telles pour avoir mêlé pretos et pardos dans la même catégorie. Selon lui en effet, « l’analyse génétique autosomique que nous avons effectuée chez des individus non apparentés de Rio de Janeiro montre que cela n’a aucun sens de mettre pretos et pardos dans la même catégorie ». Attendu que beaucoup de pardos sont fondamentalement d’ascendance européenne, Pena doute de l’opportunité de les regrouper, pour les besoins de l’analyse statistique, avec les pretos, lesquels sont fondamentalement d’ascendance africaine. P. ex., lors d’une étude génétique autosomique menée sur des élèves d’une banlieue pauvre de Rio de Janeiro, il fut constaté que les pardos parmi les élèves avaient en moyenne une ascendance à 80 % européenne. Avant l’étude, les élèves, quand on les interrogeait, s’étaient identifiés comme ⅓ européen, ⅓ africain et ⅓ amérindien,.

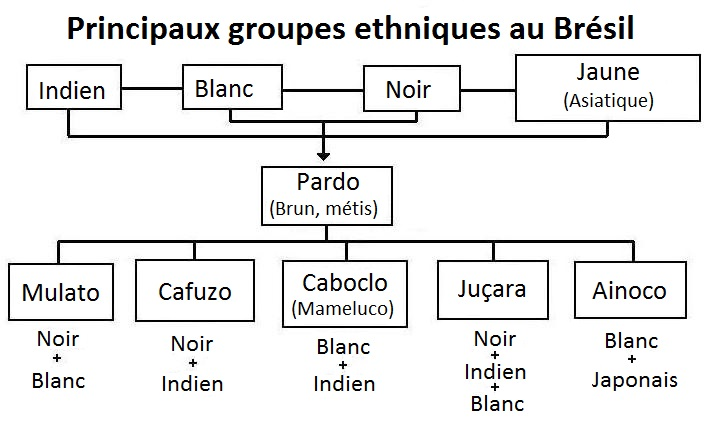
Principaux groupes ethniques au Brésil.

D’après Edward Telles, trois systèmes différents de « classification raciale » de l’éventail blanc-noir sont en usage au Brésil. Le premier est celui propre au recensement officiel, organisé par l’IBGE. Lors de ce recensement, les répondants peuvent indiquer leur ethnicité ou leur couleur de peau en choisissant parmi cinq catégories : branco (blanc), pardo (brun), preto (noir), amarela (jaune) ou indígena (amérindien). Le terme pardo, systématiquement utilisé depuis le recensement de 1940, appelle de plus amples explications. Lors de ce premier recensement, les citoyens étaient interrogés sur leur « couleur ou race », et si la réponse n’était ni « blanc », ni « noir », ni « jaune », les enquêteurs avaient la consigne de mettre une rature à travers le cadre « couleur ou race ». Ensuite, ces ratures étaient additionnées, puis assignées à la catégorie pardo. En pratique, cela revenait à y ranger toutes les réponses telles que pardo, moreno, mulato, caboclo etc., qui toutes indiquent une race mixte. Dans les recensements suivants, pardo fut ajouté comme catégorie à part, mais comprenait encore les Amérindiens,. Ces derniers ne feront l’objet d’une catégorie séparée qu’à partir de 1991.
Le deuxième système évoqué par Telles est la classification qui a cours dans la population brésilienne ordinaire, qui fait entrer en jeu un grand nombre de catégories différentes, y compris le terme ambigu moreno (brun, olivâtre, vocable qui — au contraire de son équivalent espagnol, applicable à toutes les catégories d’objets — ne s’applique qu’à la complexion humaine). Deux enquêtes de l’IBGE, menées à plus d’une vingtaine d’années d’écart, — l’enquête sur le budget des ménages (PNAD) de 1976, et l’enquête mensuelle sur les forces de travail (PME) de juillet 1998 —, ont été analysées pour établir comment les Brésiliens se voient eux-mêmes du point de vue racial (l’IBGE se proposait d’utiliser les données obtenues pour ajuster les classifications en vue des futurs recensements ; cependant, aucune des deux enquêtes n’a débouché sur une modification de ces catégorisations raciales). L’institut Datafolha a également mené une étude sur le sujet. Les résultats de ces deux études ne coïncident pas entièrement, mais apparaissent se recouper sur quelques points fondamentaux. Premièrement, les termes raciaux existent en grand nombre au Brésil, ce qui dénote une certaine flexibilité dans la manière d’envisager la question. L’enquête PNAD de 1976 a permis de constater que la population brésilienne utilisait plus de 136 désignations différentes pour qualifier la race, tandis que l’enquête PME de juillet 1998 en comptabilisa 143. Toutefois, la plupart de ces termes ne sont utilisés que par de petits groupes de gens. Edward Telles note que 95 % de la population emploie l’un des 6 termes différents suivants pour caractériser leur couleur de peau : branco, moreno, pardo, moreno-claro, preto et negro. Petruccelli a montré que les 7 réponses les plus fréquentes (les susmentionnées, plus amarelo) rendent compte de 97 % des réponses données, et que les 10 plus fréquentes — les précédentes plus mulata, clara, et morena-escura (brun foncé) — représentent 99 % des réponses. Analysant les données de l’enquête PME de juillet 1998, Petruccelli trouva que 77 dénominations avaient été mentionnées par une seule et même personne dans l’échantillon. Douze reposaient sur un malentendu, les répondants utilisant en effet des termes renvoyant à une origine nationale ou régionale (française, italienne, bahianaise, cearense, etc.). Beaucoup de ces termes raciaux étaient (ou auraient pu être) des caractérisations de la couleur de peau telle que résultant de l’exposition au soleil (amorenada, bem morena, branca-morena, branca-queimada, corada, bronzeada, meio morena, morena-bronzeada, morena-trigueira, morenada, morenão, moreninha, pouco morena, queimada, queimada de sol, tostada, rosa queimada, tostada). D’autres sont de toute évidence des variations de la même idée (preto, negro, escuro, crioulo, retinto, pour « noir », alvo, claro, cor-de-leite, galego, rosa, rosado, pálido, pour « blanc », pardo, mulato, mestiço, misto, pour « pardo »), ou des nuances du même concept (branco moreno, branco claro), et peuvent être regroupés avec l’un des termes raciaux d’usage général sans fausser l’interprétation. Certaines réponses semblent exprimer un franc refus de classification, crûment signifié à l’enquêteur : azul-marinho (bleu marine), azul (bleu), verde (vert), cor-de-burro-quando-foge (couleur-d’âne-en-fuite), etc. Pour rappel : dans l’enquête PME de juillet 1998, les catégories Afro-Brasileiro et Africano Brasileiro n’étaient pas utilisées du tout ; la catégorie Africano n’était employé que par 0,004 % des personnes interrogées. Dans l’enquête PNAD de 1976, aucun de ces termes n’a été utilisé ne serait-ce qu’une seule fois.
Un écart notable entre le système populaire et celui de l’IBGE est l’usage fort répandu dans la population brésilienne du terme moreno, mot que l’on peine à traduire, et qui peut avoir plusieurs sens différents. Dérivé du latin maurus, signifiant « originaire de Mauritanie », le mot a traditionnellement servi à désigner les personnes blanches à chevaux noirs, par opposition à ruivo (roux) et louro (blond), mais il est aussi utilisé communément pour désigner des personnes à la complexion olivâtre, trait souvent rencontré en association avec les cheveux noirs. Il est appliqué également aux personnes au teint hâlé par le soleil, par contraste avec pálido (pâle) et amarelo (jaune), ces deux derniers vocables qualifiant dans ce cas les personnes non souvent exposées au soleil. Enfin, moreno est fréquemment utilisé comme euphémisme pour pardo et preto.
Le troisième système de classification raciale est celui du Mouvement noir brésilien, qui, en regroupant pretos (« noirs », avec minuscule initiale) et pardos sous la même dénomination de Negros (« Noirs », avec majuscule), et en cataloguant tous les autres comme blancs, aboutit à ne plus distinguer que deux catégories seulement. Ce système semble rejoindre celui du mouvement Black Power aux États-Unis, ou renvoyer, historiquement, à la règle discriminatoire de l’unique goutte de sang ; toutefois, au Brésil, le mouvement noir admet au contraire que les personnes ayant quelque ascendance africaine ne sont pas toutes à considérér comme noires. Le mouvement est conscient que bon nombre de Brésiliens ont des ascendances africaines (ou amérindiennes, ou les deux) ; par conséquent, le mouvement noir ne saurait s’appuyer sur la Règle de l’unique goutte, car cela enlèverait toute signification aux actions affirmatives. Deuxièmement, la principale préoccupation du mouvement noir brésilien n’est pas d’ordre culturel, mais bien plutôt économique : ses membres n’aspirent pas à s’identifier ou à renouer avec l’Afrique, mais d’abord à corriger une situation économique désavantageuse pour eux et partagée par l’ensemble des non blancs (à l’exception de ceux d’origine est-asiatique), ce qui les incite à les grouper sous une même catégorie noire.
Cependant, cette tendance à diviser les Brésiliens entre brancos et Negros, perçue comme ayant été inspirée par la règle américaine de l’unique goutte, se trouve fort critiquée au Brésil. Le sociologue Demétrio Magnoli notamment considère que classer comme noirs l’ensemble des pretos et pardos va à rebours de la vision raciale des Brésiliens, et argue que les universitaires et militants du Mouvement noir brésilien font une interprétation erronée de l’ample variété de catégories intermédiaires, caractéristique du système populaire, lorsqu’ils regardent cette variété comme étant le résultat du racisme brésilien, celui-ci portant, selon eux, les noirs à répudier leur identité et à se réfugier dans les euphémismes. Magnoli se réfère à une enquête sur la race menée dans la municipalité bahianaise de Rio de Contas, où l’option de réponse pardo (brun) avait été remplacée par moreno. Dans cette ville d’environ 14 000 habitants, où 58 % des habitants sont des blancs, la catégorie moreno fut choisie non seulement par les pardos, mais aussi par près de la moitié de ceux qui auparavant avaient été identifiés comme blancs, et une moitié de ceux auparavant identifiés comme pretos se décidèrent également pour la catégorie moreno.
Plus récemment, le terme d’afro-descendente a également été adopté, mais il reste restreint au domaine didactique, dont notamment les discussions officielles et universitaires, étant en effet lui aussi perçu par certains comme une imposition culturelle issue du « politiquement correct » en vigueur aux États-Unis.
Selon une enquête tenue en 2000 à Rio de Janeiro, la totalité de la population s’auto-définissant preto indiquait avoir des ascendances africaines, ainsi que 86 % de ceux auto-qualifiés pardo (brun) et 38 % de la population se disant blanche. Il est notable d’autre part que 14 % des pardos de Rio de Janeiro affirmaient n’avoir pas d’ancêtres africains ; ce pourcentage pourrait être plus élevé encore dans le nord du Brésil, où la contribution ethnique des populations amérindiennes est plus importante.
Les classifications raciales au Brésil reposent sur la couleur de peau et sur d’autres caractéristiques physiques tels que traits du visage, texture des cheveux, etc. Scientifiquement, l’apparence physique, et en particulier la couleur de peau, n’est cependant qu’une médiocre indication de l’ancestralité d’une personne, car la couleur est déterminée par un jeu de gènes peu nombreux, et il peut arriver qu’une personne considérée blanche ait une ascendance africaine plus importante qu’une personne considérée noire, et inversement.